# أوكرانيا
أوكرانيا(ملاحظة 1) (بالأوكرانية: Україна وتلفظ [ukrɑˈjinɑ]) هي دولة تقع في شرق أوروبا. تحدها روسيا من الشرق، بيلاروسيا من الشمال، بولندا وسلوفاكيا والمجر من الغرب، رومانيا ومولدوفا إلى الجنوب الغربي، والبحر الأسود وبحر آزوف إلى الجنوب. أوكرانيا كانت عضو في رابطة الدول المستقلة. كانت بين عامي 1923-1991 إحدى جمهوريات الاتحاد السوفيتي باسم جمهورية أوكرانيا الاشتراكية السوفيتية. عاصمة الدولة مدينة كييف كما أنها أكبر مدنها.
تشهد أوكرانيا منذ أوائل 2014م أزمة سياسية بعدما بسطت القوات المسلحة الروسية سيطرتها على شبه جزيرة القرم، وأجرت استفتاء من بعده ضمت شبه الجزيرة إلى روسيا الاتحادية والذي اعتبرته أوكرانيا ومعها المجتمع الدولي احتلالا عسكريًا وتعديًا على سيادة أوكرانيا ووحدة أراضيها. بعد ذلك تصاعدت مظاهرات مؤيدة لروسيا من قبل جماعات انفصالية في دونباس شرق البلاد، مما أدى إلى حدوث صراع مسلح بين الحكومة الأوكرانية والجماعات الانفصالية المدعومة من روسيا. في شهر أغسطس 2014، عبرتْ المدرعات الروسية حدود دونيتسك من عدة مواقع، اُعتبرَ توغل الجيش الروسي مسؤولاً عن هزيمة القوات المسلحة الأوكرانية آنذاك.
بدأ تاريخ أوكرانيا الحديث مع السلاف الشرقيين. على الأقل، ومنذ القرن التاسع، أصبحت أوكرانيا مركز القرون الوسطى للسلاف الشرقيين. امتلكت هذه الدولة المعروفة باسم كييف روس، القوة والأرض، لكنها تفككت في القرن الثاني عشر. بعد حرب الشمال العظمى، قسمت أوكرانيا بين عدد من القوى الإقليمية، وبحلول القرن التاسع عشر، خضع الجزء الأكبر من أوكرانيا للامبراطورية الروسية، بينما ما تبقى كان تحت السيطرة النمساوية الهنغارية.
في القرنين الثامن عشر والتاسع عشر، عانت أوكرانيا كثيراً من سياسة الترويس.
بعد فترة من الفوضى والحروب المتواصلة ومحاولات عدة للاستقلال (1917-1921) بعد الحرب العالمية الأولى والحرب الأهلية الروسية، برزت أوكرانيا في 30 كانون الأول 1922 كأحد مؤسسي الاتحاد السوفيتي. تم توسيع جمهورية أوكرانيا الاشتراكية السوفيتية غربا قبل فترة وجيزة، وبعد الحرب العالمية الثانية، وجنوباً في عام 1954 عبر تهجير شبه جزيرة القرم. في عام 1945، أصبحت جمهورية أوكرانيا الاشتراكية السوفيتية من الأعضاء المشاركين في تأسيس الأمم المتحدة.
حصلت أوكرانيا على الاستقلال مرة أخرى بعد تفكك الاتحاد السوفيتي في عام 1991. بدأت هذه الفترة بالانتقال إلى اقتصاد السوق، حيث ضرب الركود الاقتصاد الأوكراني لثماني سنوات. لكن منذ ذلك الحين، فإن الاقتصاد شهد زيادة كبيرة في نمو الناتج المحلي الإجمالي. أثرت الأزمة الاقتصادية العالمية في 2008 على أوكرانيا واضطرب الاقتصاد. وانخفض الناتج المحلي الإجمالي بنسبة 20 ٪ من ربيع 2008 إلى ربيع 2009، ثم تعادل من جديد حيث قارن المحللون حجم التراجع بأسوأ سنوات الكساد الاقتصادي خلال بدايات التسعينيات.
أوكرانيا هي دولة موحدة تتألف من 24 أوبلاست (محافظات)، وتتمتع اثنتان من المدن بمركز خاص: كييف، العاصمة، وسيفاستوبول، التي تضم أسطول البحر الأسود الروسي وفقا لاتفاق تأجير. أوكرانيا هي جمهورية ذات نظام نصف رئاسي مع فصل السلطات التشريعية والتنفيذية والقضائية. منذ انهيار الاتحاد السوفيتي، تمتلك أوكرانيا ثاني أكبر جيش في أوروبا، بعد روسيا. يعيش في البلاد 42,7 مليون نسمة ولكن بعد أن شهدت البلاد نزعة انفصالية بمنطقتي دونيتسك ولوهانسك وضم روسيا شبه جزيرة القرم تقلص عدد السكان بشكل كبير-، 77.8% من أصل أوكراني، مع أقليات كبيرة من الروس والبيلاروس والرومانيين. اللغة الأوكرانية هي اللغة الرسمية الوحيدة في أوكرانيا، بينما تستخدم الروسية على نطاق واسع. الدين السائد في البلاد المسيحية الأرثوذكسية الشرقية، والتي أثرت بشكل كبير في العمارة والأدب والموسيقى الأوكرانية.

## التاريخ

### التاريخ المبكر
يعود تاريخ المستوطنات البشرية في أراضي أوكرانيا إلى 4500 ق. م على الأقل، عندما ازدهرت حضارة كوكوتيني تريبيليا في العصر الحجري الحديث وانتشرت في منطقة واسعة تضم أجزاء من أوكرانيا الحديثة بما في ذلك تريبيليا ومنطقة دنيبر دنيستر بأكملها. خلال العصر الحديدي، سكن المنطقة الكيميريون والسكوثيون والسارماتيون. بين عامي 700-200 ق.م كانت المنطقة جزءا من مملكة سكيثيا.
في وقت لاحق، نشأت مستعمرات يونانية ورومانية وبيزنطية مثل  تيراس وأولبيا وهيرموناسا، في بداية القرن السادس قبل الميلاد، على الساحل الشمالي الشرقي للبحر الأسود، وازدهرت في القرن السادس الميلادي. بقي القوط في المنطقة ولكنهم خضعوا لسيطرة الهون في سبعينيات القرن الرابع الميلادي. في القرن السابع الميلادي، كان إقليم شرق أوكرانيا مركز بلغاريا العظمى القديمة. في نهاية القرن، هاجرت غالبية قبائل البلغار في اتجاهات مختلفة وسقطت الأرض في أيدي الخزر.

### العصر الذهبي لكييف

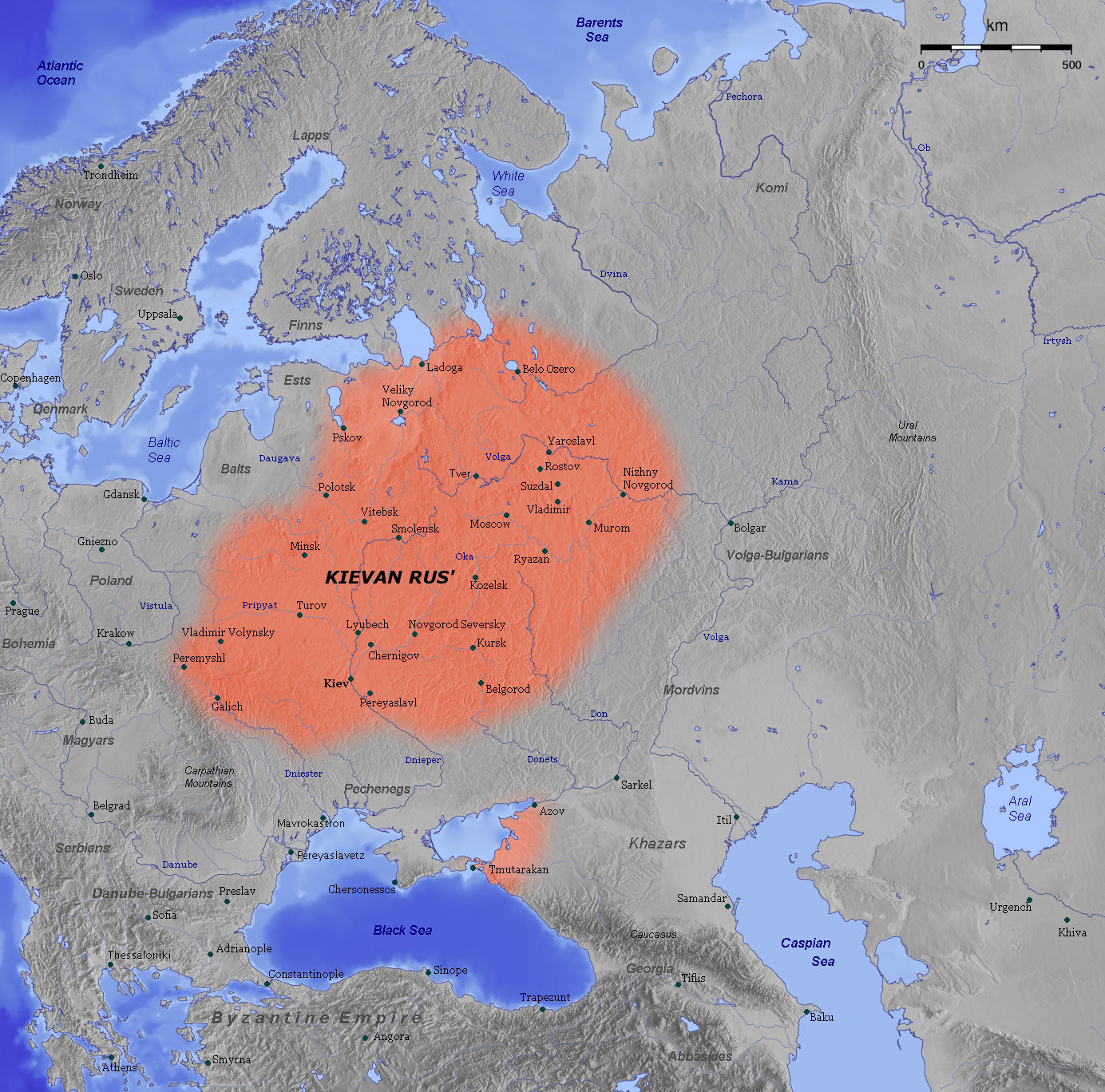
خريطة لروس كييف في القرن الحادي عشر خلال العصر الذهبي. غطت أراضي روس كييف غرب أوكرانيا الحالية وبيلاروسيا وروسيا الغربية. لكنها لم تشمل بقية أجزاء أوكرانيا الحالية التي سكنها البدو الرحل، وكان لها تاريخ مختلف.

في القرن التاسع، سكن أوكرانيا الحالية القبائل السلافية. تأسس ما يعرف بروس كييف من قبل الفارانجيين من شعب الروس، والذين أول ما استوطنوا حول لادوغا ونوفغورود، ثم انتقلوا تدريجياً نحو الجنوب ليصلوا في النهاية إلى كييف حوالي 880 م. شملت هذه المملكة الشطر الغربي من أوكرانيا الحالية، بيلاروسيا، وقسم كبير منها على أراضي روسيا الحالية.

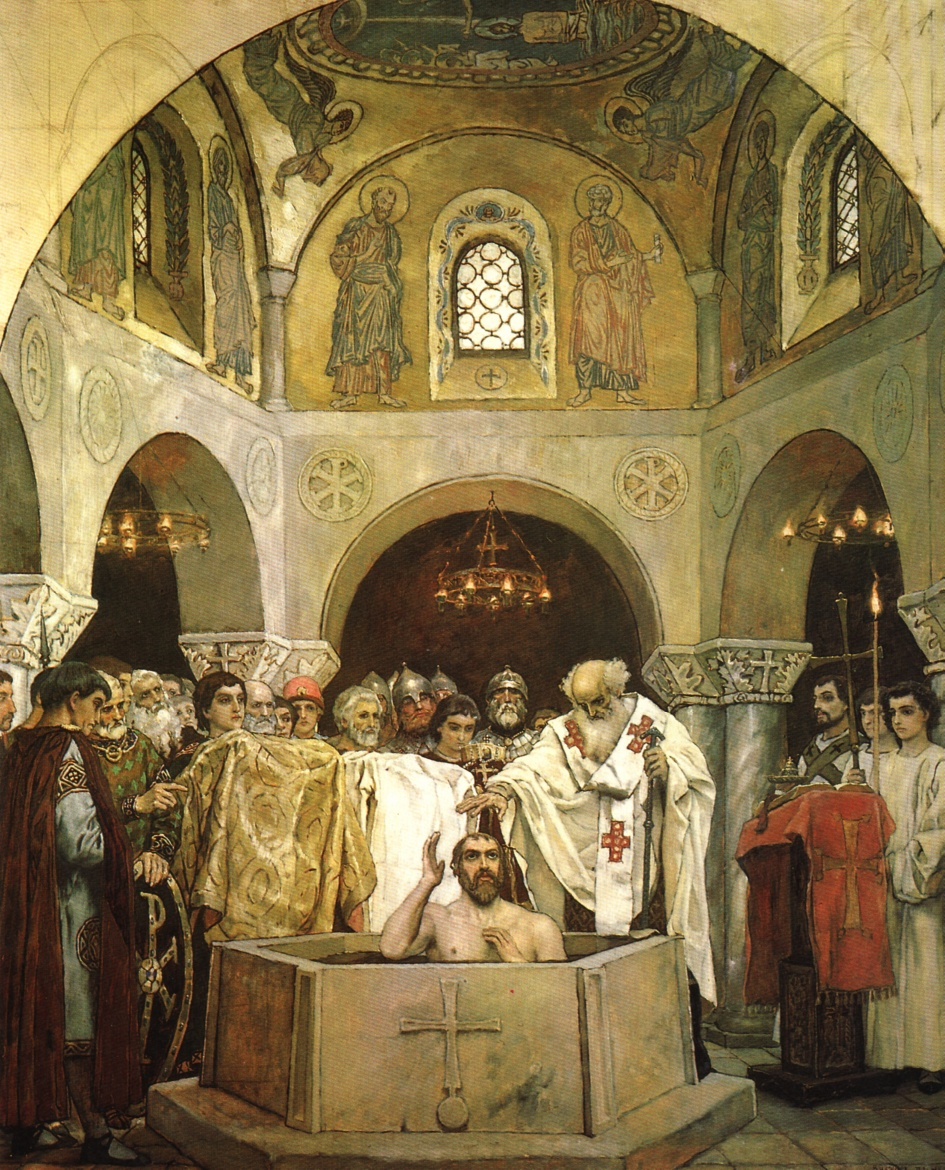
تعميد الأمير الأكبر فلاديمير قائد روس كييف لتبني المسيحية.

خلال القرنين العاشر والحادي عشر، أصبحت الدولة الأكبر والأقوى في أوروبا. في القرون التالية، وضعت الأساس للهوية الوطنية للأوكرانيين والروس. أصبحت كييف، عاصمة أوكرانيا الحديثة، المدينة الأكثر أهمية في البلاد. وفقاً للروايات الأولية، فإن نخبة الروس تتألف من الفارنجيين والإسكندنافيين.
أصبح الفارنجيون جزءاً من سلالة الروس الحاكمة الأولى، سلالة روريك ، وتأقلموا مع السكان السلاف المحليين. تألفت روس كييف من عدة إمارات يحكمها أمراء روريكيون مرتبطون. مجلس كييف، أهمها وصاحب التأثير في جميع الإمارات، أصبح موضعاً للتنافس الشديد بين الروريكيين.

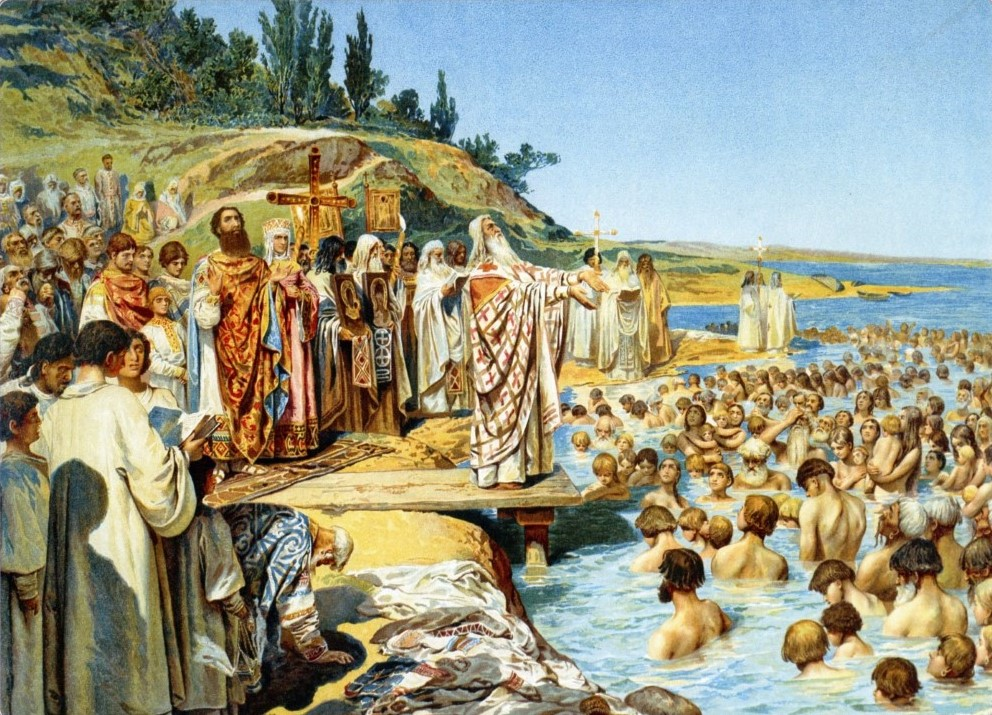
معمودية كيفانس، رسم يُظهر تنصّر أهل كييف.

العصر الذهبي لروس كييف مع عهد فلاديمير الكبير (980-1015)، الذي حول الروس تجاه المسيحية البيزنطية. في عهد ابنه ياروسلاف الحكيم (1019-1054)، وصلت روس كييف ذروة تطورها الثقافي وقوتها العسكرية. أعقب ذلك تفكك الدولة بسبب صعود القوى الإقليمية من جديد. نهضت البلاد من جديد في ظل حكم فلاديمير مونوماخ  (1113-1125) وابنه مستيسلاف (1125-1132)، لكنها تفككت في نهاية المطاف إلى إمارات مستقلة في أعقاب وفاة مستيسلاف.
في القرنين الحادي والثاني عشر، تسببت الغارات المستمرة من جانب القبائل التركية الرحل، مثل البيتشنغ والكيبشاك، بهجرة جماعية للسكان السلاف إلى مناطق أكثر أمناً في الغابات الكثيفة الشمالية. كما دمر الغزو المغولي البلاد في القرن الثالث عشر. دمرت كييف تماماً عام 1240. عقب روس كييف على الأراضي الأوكرانية إمارتي هاليش وفولوديمير فولنسكي، اللتين اندمجتا معاً في مملكة غاليسيا فولينيا.

### الهيمنة الخارجية

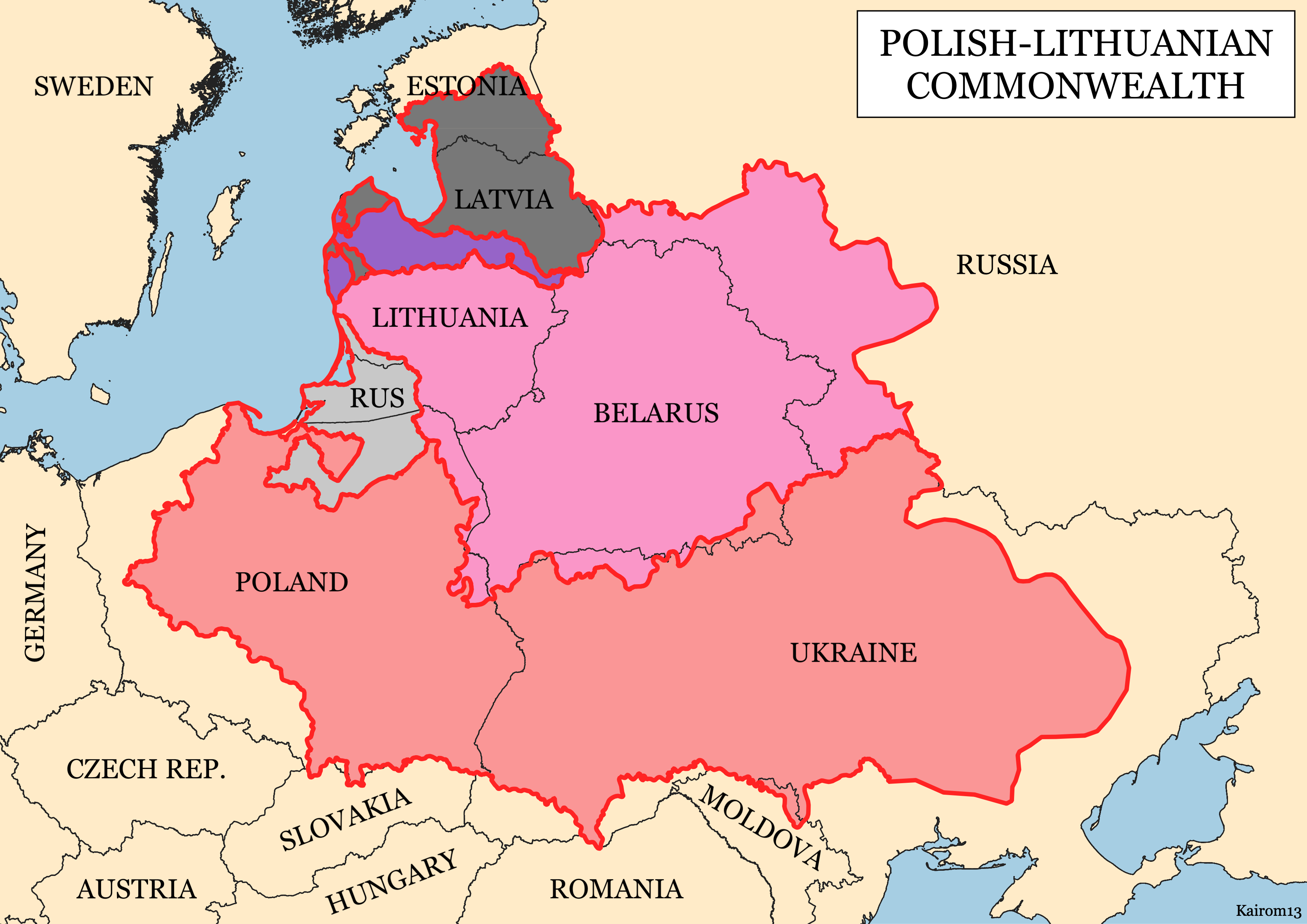
في القرون التالية للغزو المغولي، سيطرت ليتوانيا على جزء كبير من أوكرانيا (من القرن 14) ومنذ اتحاد لوبلين (1569) لبولندا، كما يظهر في هذه الخريطة للكمنويلث البولندي الليتواني عام 1619.

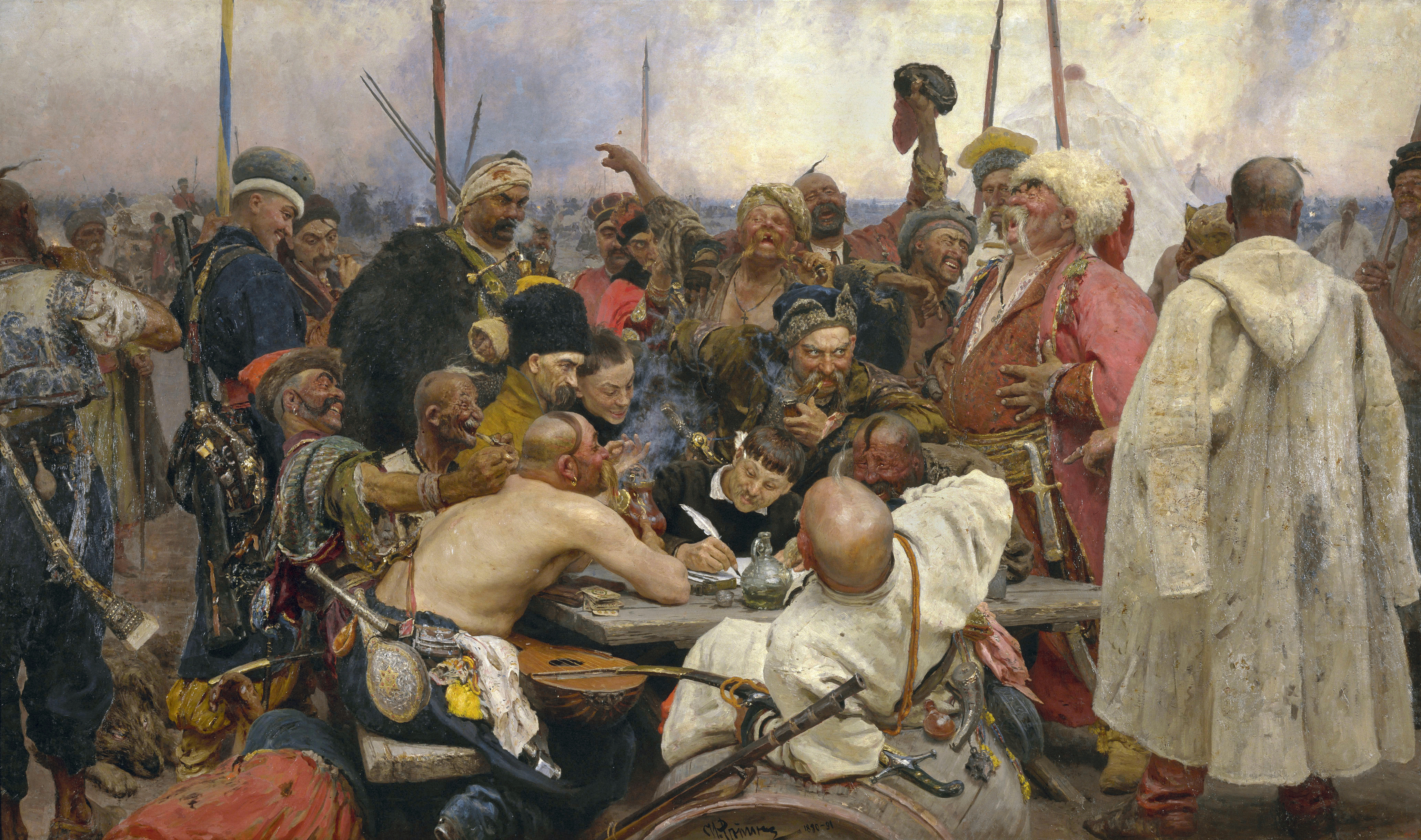
رد قوزاق زابوريزهيان إلى السلطان محمد الرابع، بريشة إيليا ريبين (1880-1891).

في منتصف القرن الرابع عشر خضعت غاليسيا فولينيا لكاسيمير الثالث البولندي، بينما سقطت كييف بيد غيديميناس من دوقية ليتوانيا الكبرى بعد معركة على نهر إربن. وبعد اتحاد كريفو عام 1386، اتحاد سلالتي بولندا وليتوانيا الحاكمتين، أصبح أغلب ما يعرف اليوم بشمال أوكرانيا تحت إدارة النبلاء الليتوانيين كجزء من دوقية ليتوانيا.
شكل اتحاد لوبلين عام 1569 الكومنويلث البولندي اللتواني، حيث انتقلت أجزاء كبيرة من الأراضي الأوكرانية من حكم ليتوانيا إلى الإدارة البولندية، ونقلت إلى التاج البولندي. تحت الضغط الثقافي والسياسي لتحويل الطبقة العليا إلى الثقافة البولندية، تحول العديدون من الطبقة العليا من روثينيا البولندية (اسم آخر لبلاد الروس) إلى الكاثوليكية بحيث لا يمكن تمييزهم عن النبلاء البولنديين.
وهكذا، فإن عامة الناس، المحرومون من حماة وطنهم من بين طبقة النبلاء الروس، تحولوا للقوزاق الذين حافظوا على مذهبهم الأرثوذكسي بشدة في جميع الأوقات، ويميلون إلى اللجوء إلى العنف ضد أولئك الذين يعتبرونهم أعداء، ولا سيما الدولة البولندية وممثليها.
في منتصف القرن السابع عشر، أسس قوزاق دنيبر دولة شبه عسكرية، زابوريزهيان سيخ، بمشاركة من الفلاحين الروثينيين الفارين من العبودية البولندية. لم تمتلك بولندا سيطرة تذكر على هذه الأرض، لكنها وجدت في القوزاق قوة قتالية مفيدة ضد الأتراك والتتار ، حيث تعاونوا معهم أحياناً في الحملات العسكرية. ومع ذلك فإن استمرار استعباد الفلاحين من قبل النبلاء البولنديين معززاً باستغلال الكومنولث الشديد للقوة العاملة، والأهم من ذلك، قمع الكنيسة الأرثوذكسية، أسهم ذلك كله في دفع ولاء القوزاق بعيدا عن بولندا.

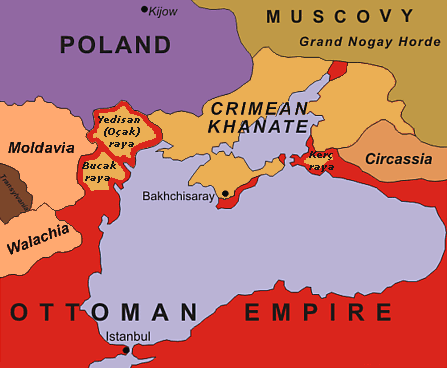
تعد خانية القرم واحدة من أقوى الدول في أوروبا الشرقية حتى نهاية القرن 17.

كان طموحهم أن يكون لهم تمثيل في المجلس البولندي، والاعتراف بالتقاليد الأرثوذكسية، والتوسع التدريجي في تسجيل القوزاق. رفضت الطبقة الحاكمة البولندية بشدة كلاً من هذه المطالب، فتحول القوزاق في نهاية المطاف لحماية روسيا الأرثوذكسية، وهو قرار دفع بعد ذلك باتجاه سقوط الدولة البولندية الليتوانية  والحفاظ على الكنيسة الأرثوذكسية في أوكرانيا.
في عام 1648، قاد بوهدان خملنتسكي أكبر انتفاضات القوزاق ضد الكومنولث والملك البولندي يان الثاني كازيمير. في نهاية المطاف، ألحقت الضفة اليسرى من أوكرانيا بروسيا الموسكوفية باسم هتمانات القوزاق، بعد معاهدة بيرياسلاف 1654 وأعقب ذلك الحرب الروسية البولندية. بعد تقسيم بولندا في نهاية القرن الثامن عشر من قبل بروسيا والنمسا هابسبورغ وروسيا، خضعت غاليسيا الأوكرانية الغربية للنمسا، بينما ضم ما تبقى من أوكرانيا تدريجيا إلى الإمبراطورية الروسية.
منذ بداية القرن السادس عشر حتى نهاية القرن السابع عشر، أغارت عصابات من مقاتلي تتار القرم بشكل سنوي تقريباً على الأراضي الزراعية السلافية بحثاً عن الاسرى لبيعهم كعبيد. على سبيل المثال، سجلت 86 غارة تترية بين عامي 1450-1586، و 70 بين 1600-1647.

### الخراب

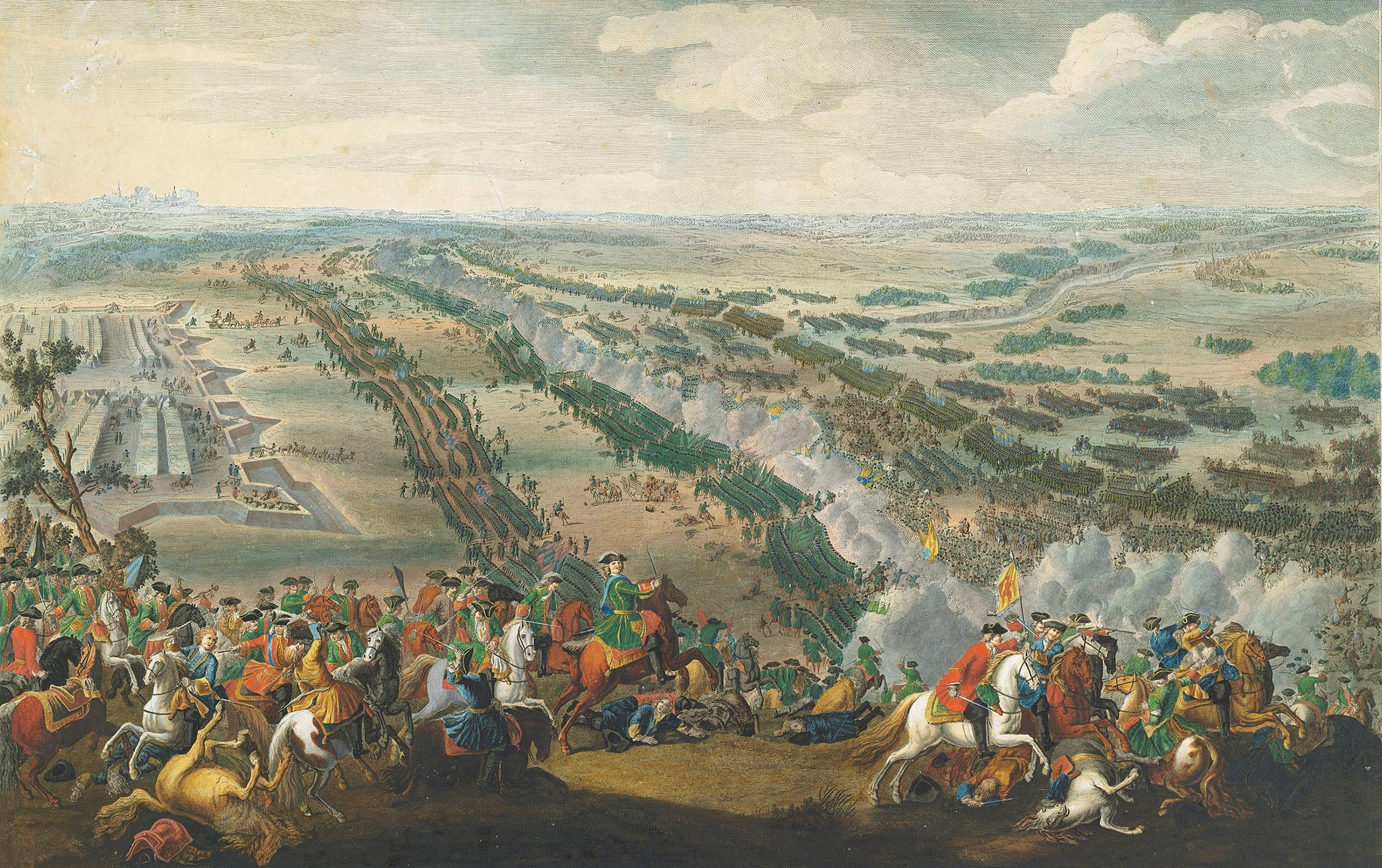
معركة بولتافا في 1709، بريشة دينيس مارتنز الأصغر 1726.

جاء «الخراب» في 1657-1686، حرب مدمرة دامت ثلاثين عاما بين روسيا وبولندا وتركيا والقوزاق من أجل السيطرة على أوكرانيا. سيطرت جيوش خملنتسكي لثلاث سنوات على غربي ووسط أوكرانيا الحالية، ولكن حلفاءه التتار تخلوا عنه، ليتعرض لهزيمة ساحقة في بيريستيشكو، مما دفعه لطلب العون من القيصر الروسي.
في 1654، وقع خملنتسكي معاهدة بيرياسلاف، وتم تشكيل تحالف عسكري وسياسي مع روسيا التي أعلنت الولاء للقيصر. تصاعدت وتيرة الحروب بمقتل مئات الآلاف. جاءت الهزيمة في 1686 ونجم عن «السلام الدائم» بين روسيا وبولندا ضم أراضي كييف والقوزاق شرق دنيبر إلى الحكم الروسي والأراضي الأوكرانية غربي دنيبر لبولندا.
في 1709، اصطف قوزاق الهيتماني إيفان مازيبا (1687-1709) في صف السويد ضد روسيا في الحرب الشمالية العظمى (1700-1721). حصل مازيبا، وهو من النبلاء القوزاق، على تعليم ممتاز في الخارج، وأثبت أنه زعيم حذق سياسياً وعسكرياً ويتمتع بعلاقات جيدة مع سلالة رومانوف. بعدما أصبح بطرس الأكبر قيصراً، قدم مازيبا بوصفه هيتمانياً (زعيم هيتمانية القوزاق) أكثر من عشرين عاماً من الخدمة الوفية العسكرية والدبلوماسية وكوفئ جيداً.

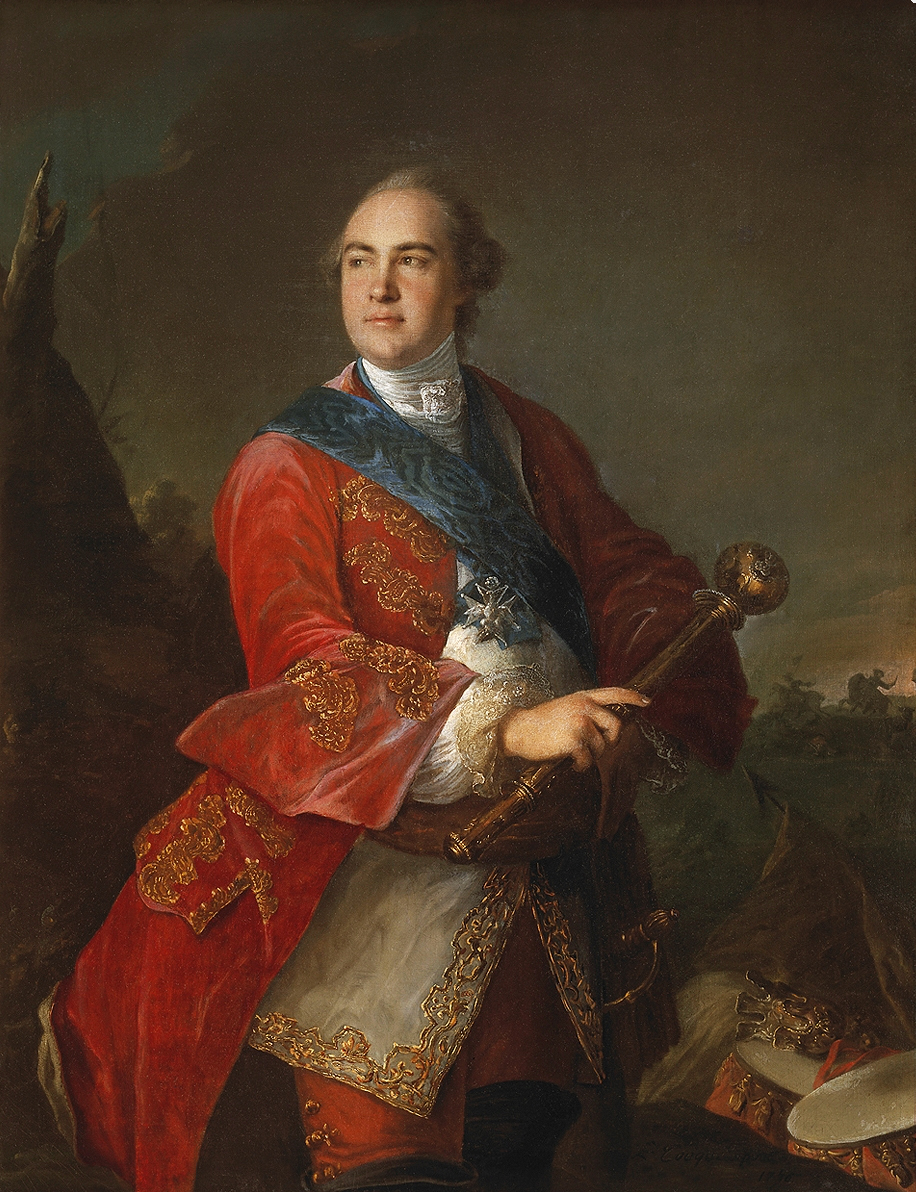
كيريل رازوموفسكي، آخر هتمان لأوكرانيا على الضفتين 1750-1764 وفي مايو 1763 كان أول من أعلن أوكرانيا دولة ذات سيادة.

في النهاية توصل بطرس إلى حتمية التخلص من تطلعات القوزاق والأوكرانيين للحكم الذاتي من أجل تعزيز وتحديث قوة روسيا السياسية والاقتصادية. قبل مازيبا الدعوات البولندية للانضمام إلى البولنديين والسويديين ضد روسيا. جاءت هذه الخطوة كارثية على الحكم الذاتي الأوكراني، الهتمانات ومازيبا نفسه. توفي في المنفى بعد فراره من معركة بولتافا (1709)، حيث مني السويديون وحلفاؤهم القوزاق بهزيمة مدوية على أيدي قوات بطرس الروسية.
ألغيت الهتمانات في 1764، كذلك زابوريزسكا سيخ في 1775، حيث استبدلتا بالحكم الروسي المركزي. مع تقسيم بولندا في 1772، 1793، و1795، قسمت الأراضي الأوكرانية غرب دنيبر بين روسيا والنمسا. ومن 1737-1834 أصبح حجر الزاوية في السياسة الخارجية الروسية التوسع إلى شمال البحر الأسود وشرق وادي الدانوب.
امتلك الليتوانيون والبولنديون عقارات واسعة في أوكرانيا، وفرضوا القانون بأنفسهم. كما استهزأوا بالأحكام القضائية القادمة من كراكوف. ربط الفلاحون المثقلون بالضرائب بالأرض كعبيد عملياً، كما تقاتل ملاك الأراضي من حين لآخر باستخدام جيوش الفلاحين الأوكرانيين. كانت بولندا وليتوانيا من الروم الكاثوليك، وحاولوا مع نجاحات محدودة تحويل طبقة النبلاء الأرثوذكس الأقل. في 1596، أقام هؤلاء النبلاء الكنيسة «اليونانية الكاثوليكية» أو الكنيسة البابوية، تحت سلطة البابا ولكن باستخدام الطقوس الشرقية، لا تزال هذه الكنيسة مهيمة على غرب أوكرانيا حتى يومنا هذا. لم تحل النزاعات بين البابويين والأرثوذكس أبداَ، أدت التفرقة الدينية إلى ترك الفلاحين الأوكرانيين الأرثوذكس بلا قيادة، حيث ترددوا في اتباع النبلاء الأوكرانيين.

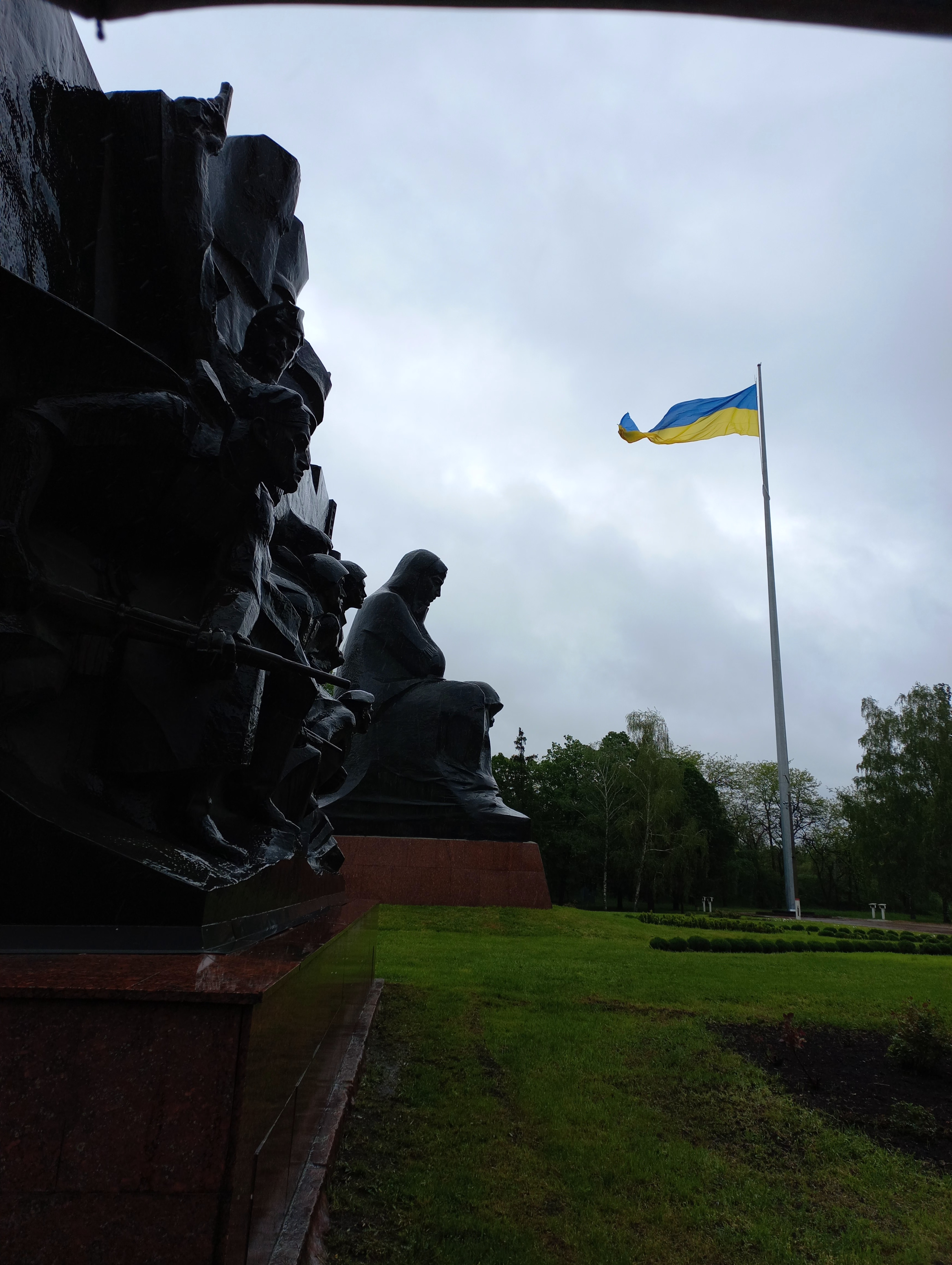
قلعة القديسة إليزابيث

اندلعت في عام 1768 انتفاضة أوكرانية قادها القوزاق دعيت كولييفششينا في المنطقة الحدودية الأوكرانية التابعة للكومنويلث البولندي الليتواني، حيث كانت العوامل العرقية سبباً رئيسياً لأعمال العنف التي راح ضحيتها عشرات الآلاف من البولنديين واليهود. كما اندلعت الحرب الدينية بين المجموعات الأوكرانية. تصاعد النزاع بين البابويين والأرثوذكس بالإضافة إلى تعزيز الحدود الروسية البولندية على نهر دنيبر في عهد كاثرين الثانية، كل ذلك هيأ الساحة للانفجار. أصبحت ممارسات البابويين أقرب إلى الكنيسة الكاثوليكية بينما اقتربت الأرثوذكسية في هذه المنطقة إلى حد الاعتماد على الكنيسة الأرثوذكسية الروسية. كما انعكس التوتر الطائفي أيضا على الولاءات السياسية البولندية والروسية.
قوامه 100 ألف جندي من قلعة سانت إليزابيث (التي لعبت دورًا حاسمًا في الحرب الروسيه التركية (1768–1774) وفي 15 يونيو دمر آخر معقل للقوزاق الأوكرانيين. في هذه القلعة تم الاحتفاظ بأرشيف وأسلحة القوزاق المصفاة بالكامل حتى عام 1918 (منذ عام 1784 تم حفظ المدينة كروبيفنيتسكي)
بعد ضم خانية القرم في عام 1783، استقرت المنطقة عن طريق المهاجرين من أجزاء أخرى من أوكرانيا. وعلى الرغم من الوعود بالاستقلال الذاتي للأوكرانيين التي قدمتها معاهدة بيرياسلاف، لم تحصل النخبة الأوكرانية أو القوزاق أبدا على الحريات والحكم الذاتي الذي كانوا يتوقعونه من الإمبراطورية الروسية. بأي حال، وصل الأوكرانيون في حدود الإمبراطورية إلى أعلى المناصب في الدولة الروسية، والكنيسة الروسية الأرثوذكسية. في فترة لاحقة، اتبع النظام الروسي سياسة روسنة الأرض الأوكرانية، حيث منع استخدام اللغة الأوكرانية في الطباعة، وأمام الملأ.

### القرن التاسع عشر
كانت الأراضي الأوكرانية في القرن التاسع عشر ريفية ومتجاهلة إلى حد كبير من قبل روسيا والنمسا. مع تزايد التحضر والتحديث، والاتجاه نحو القومية الثقافية المستوحاة من الرومانسية، التزم الفكر الأوكراني بالنهضة الوطنية والعدالة الاجتماعية. قاد الشاعر تاراس شيفتشينكو (1814-1861) والمنظر السياسي ميخائيلو دراهومانوف (1841-1895) الحركة القومية المتنامية.

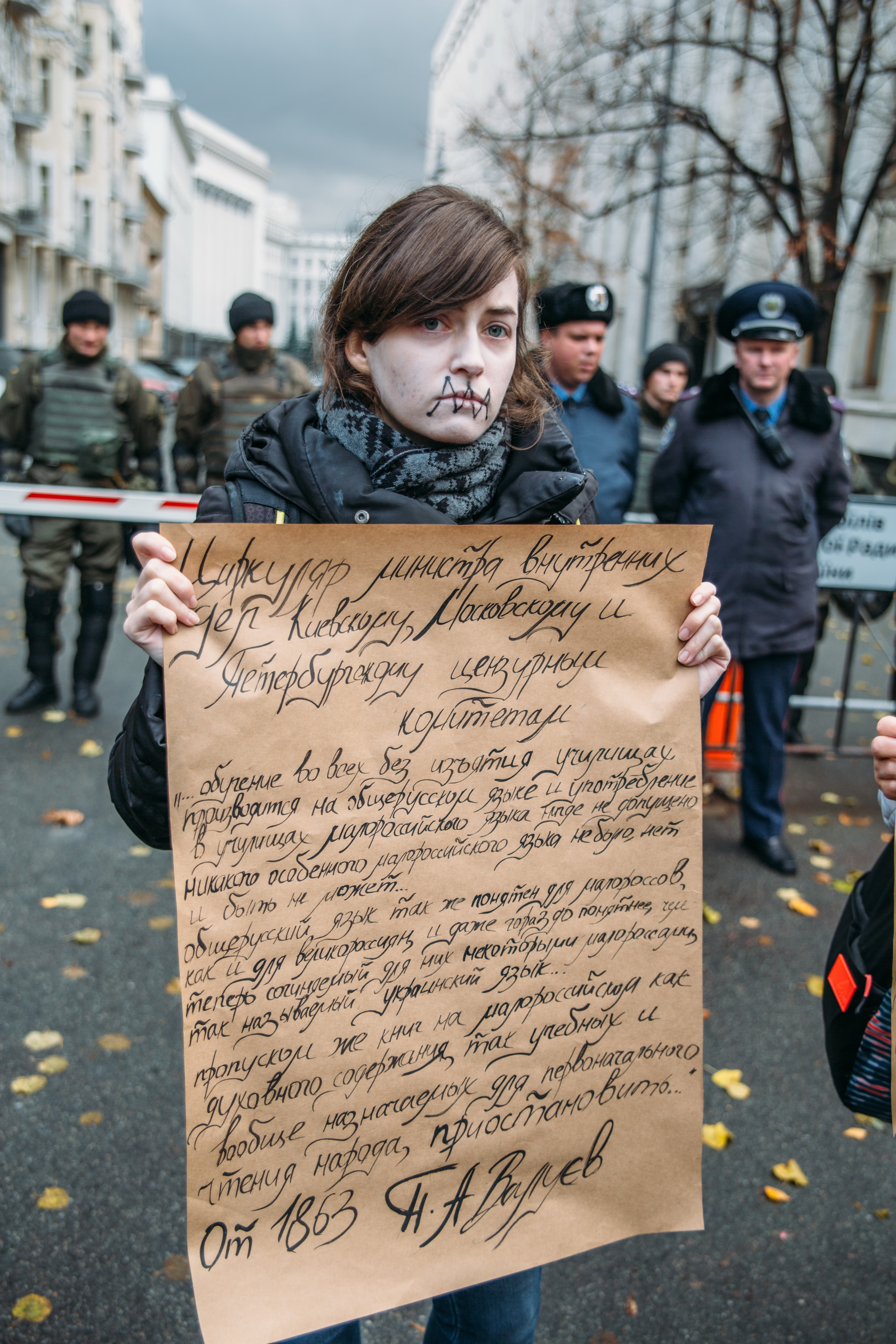
قانون وزير الداخلية الروسي بيوتر فالويف لعام ١٨٦٣، الذي نصّ على: "لم تكن هناك لغة أوكرانية، ولا توجد، ولن تكون، وكل من لا يقبل بهذا الوضع هو عدو لروسيا". هذا هو المثال الأشهر على الترويس والهجوم على اللغة الأوكرانية (صورة من فعالية مُهداة لذكراه).

تطورت الأحزاب القومية والاشتراكية في أواخر القرن التاسع عشر. أصبحت غاليسيا النمساوية، والتي تمتعت بحرية سياسية كبيرة في ظل حكم متساهل نسبيا من هابسبورغ، مركزاً للحركة القومية. ردت الحكومة الروسية على القومية الأوكرانية بوضع قيود صارمة على اللغة الأوكرانية.

### الحرب العالمية الأولى والثورة
دخلت أوكرانيا الحرب العالمية الأولى إلى جانب كل من الدول المركزية في الشطر الخاضع للنمسا، والوفاق الثلاثي في الشطر الخاضع لروسيا. قاتل 3.5 مليوناً من الأوكرانيين مع الجيش الإمبراطوري الروسي، بينما شارك 250 ألفاً في الجيش النمساوي المجري. خلال الحرب، أسست السلطات النمساوية الهنغارية الفيلق الأوكراني للقتال ضد الإمبراطورية الروسية. كان هذا الفيلق أساس الجيش الغاليسي الأوكراني الذي حارب البلاشفة والبولنديين في فترة ما بعد الحرب العالمية الأولى (1919-1923). عومل من يشتبه بتعاطفه مع روسيا في النمسا بقسوة. اعتقل نحو 5000 من أنصار الإمبراطورية الروسية في غاليسيا ووضعوا في معسكرات اعتقال نمساوية في تاليرهوف، ستيريا، وحصن في تيريزين (الآن في جمهورية التشيك).

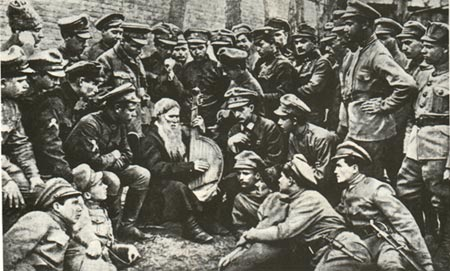
جنود من جمهورية أوكرانيا الشعبية

مع انهيار الإمبراطوريتين الروسية والنمساوية بعد الحرب العالمية الأولى والثورة الروسية عام 1917، برزت الحركة الوطنية الأوكرانية من أجل تقرير المصير من جديد. خلال الفترة بين عامي1917-1920، برزت عدة دويلات أوكرانية منفصلة لفترة وجيزة: جمهورية أوكرانيا الشعبية، الهتمانات، الإدارة، وجمهورية أوكرانيا الاشتراكية السوفيتية المناصرة للبلاشفة (أو أوكرانيا السوفيتية) التي أنشئت تباعا على أراضي الإمبراطورية الروسية السابقة، بينما ظهرت كل من جمهورية غرب أوكرانيا الشعبية وجمهورية هوتسول لفترة وجيزة في المناطق الخاضعة سابقاً للنمسا وهنغاريا. في خضم الحرب الأهلية، ظهرت حركة فوضوية تدعى الجيش الأسود بقيادة نيستور ماخنو في جنوب أوكرانيا.
لكن مع هزيمة أوكرانيا الغربية في الحرب البولندية الأوكرانية، وما تلاها من فشل الهجوم البولندي التالي الذي صده البلاشفة. وفقا لاتفاقية السلام في ريغا المبرمة بين السوفيت وبولندا، تدمج أوكرانيا الغربية رسمياً في بولندا والتي تعترف بدورها بجمهورية أوكرانيا الاشتراكية السوفيتية في آذار 1919، والتي أصبحت لاحقا عضوا مؤسسا لاتحاد الجمهوريات الاشتراكية السوفيتية أو الاتحاد السوفيتي في كانون الأول / ديسمبر 1922.

### أوكرانيا البولندية ما بين الحربين

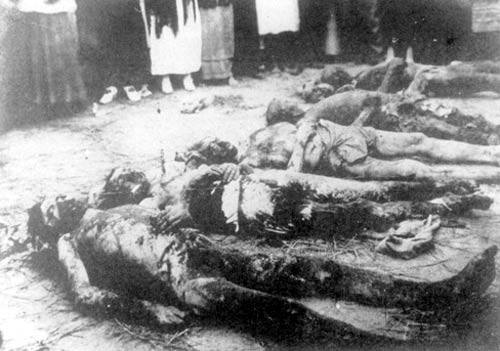
ضحايا الإرهاب الأحمر - السياسة الرسمية لفلاديمير لينين. مدنيون اعتقلتهم وقتلتهم المخابرات السوفيتية تشيكا.

استمرت الحرب في أوكرانيا لعامين آخرين. بحلول عام 1921، خضع أغلب أوكرانيا للاتحاد السوفيتي، بينما دمجت غاليسيا وفولينيا في بولندا المستقلة.
نشأت حركة قومية أوكرانية قوية تحت الأرض في بولندا في العشرينيات والثلاثينات، تقودها المنظمة العسكرية الأوكرانية، ومنظمة القوميين الأوكران. اجتذبت حركة المقاومة مجندين من بين الطلاب وقامت بمضايقة السلطات البولندية. ازدهرت أيضاً الأحزاب الأوكرانية القانونية، والكنيسة الكاثوليكية الأوكرانية، والصحافة، وقطاع الأعمال في بولندا. تحسنت الأوضاع الاقتصادية في العشرينيات، لكن المنطقة عانت من الكساد العظيم في الثلاثينيات.

### أوكرانيا السوفيتية بين الحربين
دمرت الثورة التي جلبت الحكومة السوفيتية إلى السلطة البلاد. خلفت أكثر من 1.5 مليون قتيل ومئات الآلاف بلا مأوى. اضطرت أوكرانيا السوفيتية لمواجهة المجاعة عام 1921.
شجعت موسكو النهضة الوطنية في الأدب والفنون، تحت رعاية سياسة الأكرنة التي انتهجتها القيادة الشيوعية الوطنية ممثلة بميكولا سكريبنيك (1872-1933). حافظت الحكومة السوفيتية على بعض المرونة خلال العشرينات بسبب الدمار الذي حل بالمجتمع. وهكذا تمتعت الثقافة واللغة الأوكرانيتان بالانتعاش، حيث أصبحت سياسة الأكرنة جزءاً محلياً من السياسة السوفيتية الأشمل (الأصلنة). تعهد البلاشفة أيضاً بتقديم نظام رعاية صحية شامل والضمان الاجتماعي والتعليم، فضلا عن الحق في العمل والسكن. تحسنت أوضاع حقوق المرأة بشكل كبير عبر القوانين الجديدة التي تهدف للقضاء على التفاوتات منذ قرون. انعكست معظم هذه السياسات بشكل حاد في بدايات الثلاثينات بعد استلام جوزيف ستالين للسلطة ليصبح بحكم الأمر الواقع زعيم الحزب الشيوعي وديكتاتور الاتحاد السوفيتي.
قدم الشيوعيون مكانة متميزة للعمل اليدوي، أكبر فئة في المدن، حيث سيطر الروس. تعلق العامل النموذجي بهويته الفئوية أكثر من العرقية. رغم وجود بعض حوادث الاحتكاك العرقي بين العمال (بالإضافة إلى الأوكرانيين والروس هناك البولنديون والألمان واليهود وغيرهم في القوى العاملة الأوكرانية)، تبنى العمال الصناعيون اللغة والثقافة الروسية إلى حد كبير. لم ينجذب العمال من العرقية الأوكرانية لحملات الأكرنة أو إلغاء روسنة البلاد بأعداد هامة، لكنهم بقوا موالين للطبقة العاملة السوفيتية. لم يكن ثمة عداء كبير بين العمال الذين يعتبرون أنفسهم أوكراناً أو روساً، إلا أن العداء لليهود كان على نطاق واسع.

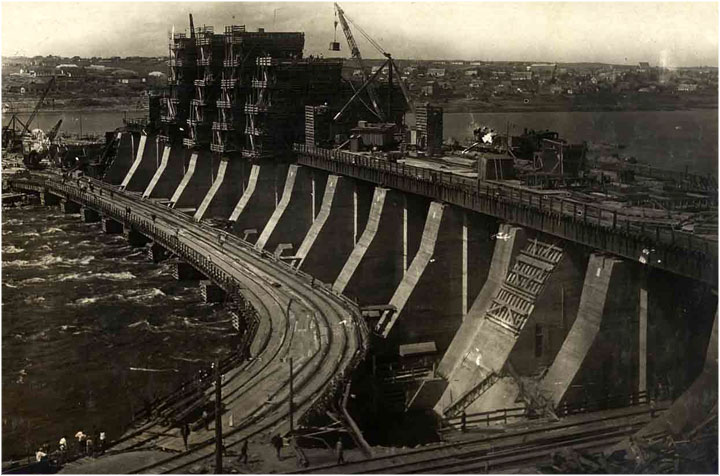
محطة دنيبروجيس للطاقة الكهرومائية قيد الإنشاء في ثلاثينيات القرن العشرين

ابتداء من أواخر العشرينات، شاركت أوكرانيا في التصنيع السوفيتي، حيث تضاعف إنتاج الجمهورية الصناعي أربع مرات في الثلاثينات.

#### المجاعة
كان التصنيع عبئاً ثقيلاً على الفلاحين، الذين يشكلون العمود الفقري من تعداد سكان الأمة الأوكرانية. تلبية لحاجة الدولة في زيادة الإمدادات الغذائية وتمويل التصنيع، وضع ستالين برنامج التجميع الزراعي حيث جمعت الدولة أراضي وحيوانات الفلاحين في مزارع جماعية، وفرضت سياساتها عن طريق القوات النظامية والشرطة السرية. الذين قاوموا اعتقلوا ورحلوا قسرا وفرضت حصص الإنتاج المتزايد على الفلاحين. كان لسياسة التجميع آثار كارثية على الإنتاج الزراعي. حيث لم يسمح للعاملين في المزارع الجماعية بالحصول على أي حبوب حتى يتم تحصيل الحصص التي كانت مستحيلة البلوغ، وحلت المجاعة في الاتحاد السوفيتي على نطاق واسع. بين 1932-1933، مات الملايين جوعاً في مجاعة صنعها الإنسان تعرف باسم هولودومور [c]. ينقسم الباحثون في تسمية هذه المجاعة بالابادة الجماعية، لكن البرلمان الأوكراني، وأكثر من اثني عشر بلدا آخر يسمونها بذلك. [c]

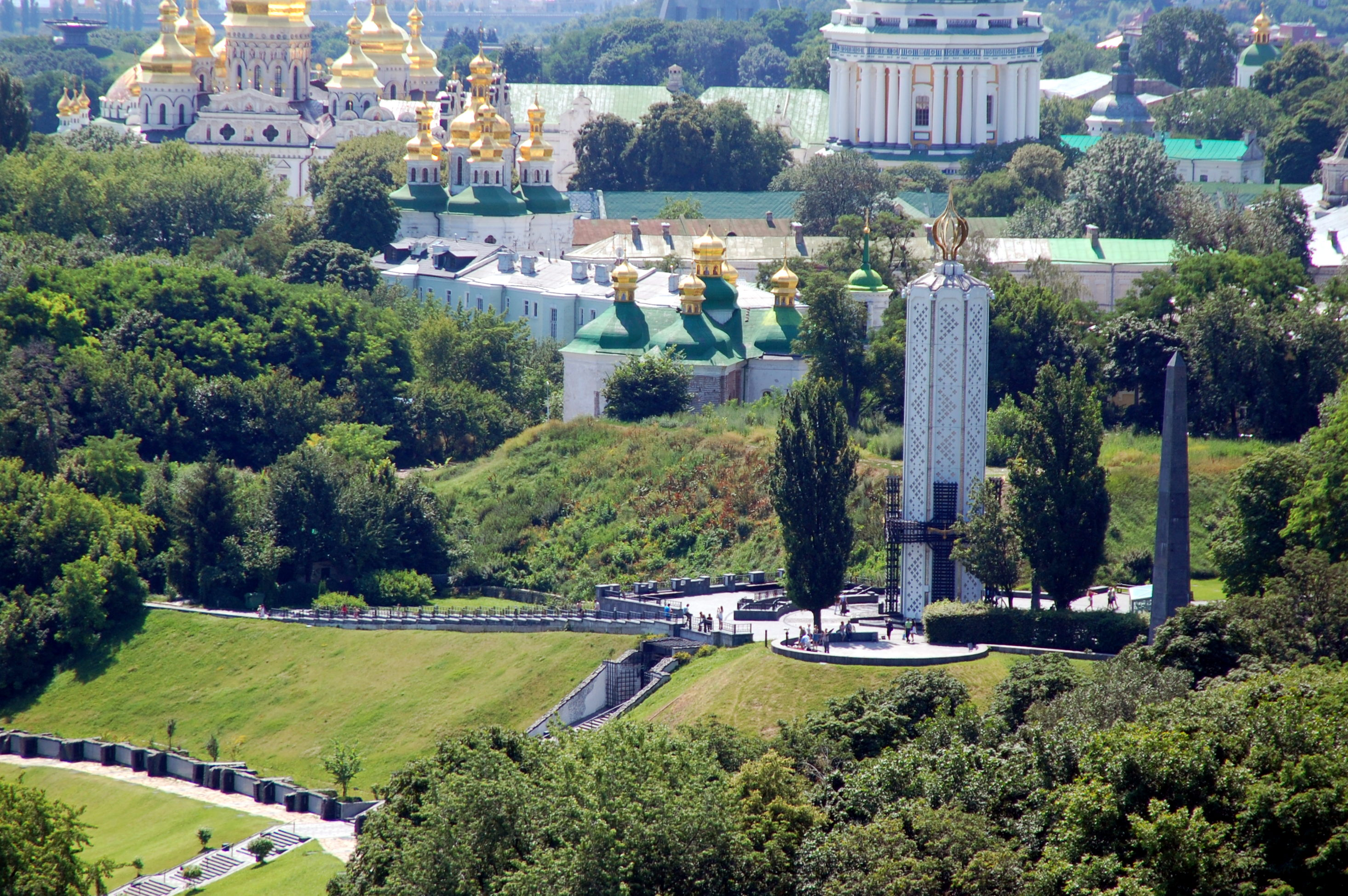
متحف مخصص المجاعة 1932-1933 في كييف تم إنشاؤه بعد انهيار الاتحاد السوفيتي وفتح الأرشيفات السرية

حصدت المجاعة ما يصل إلى 10 ملايين أوكراني حيث صودر مخزون الفلاحين من الغذاء قسرا من قبل الحكومة السوفيتية من خلال NKVD (سلف كي جي بي) والشرطة السرية. كان ستالين على معرفة كاملة بالقوة المدمرة للمجاعة. كانت حربه على الفلاحين والتي بدأت مع التجميع في محاولة للقضاء على ثقافة الفلاحين في مجملها. عرف ستالين جيدا أنه لا يمكن لأي شخص عاقل التخلي طوعا عن جميع ممتلكاته التي حصل عليها بشق الأنفس فقط لصالح فكرة «مستقبل شيوعي مشرق». لذلك، كان الغرض من المجاعة كسر روح المزارعين الأوكرانيين - أصحاب الأرض - من خلال حرمانهم من ممتلكاتهم الخاصة ووسائل العيش. يفسر إلمان أسباب الوفيات الزائدة في المناطق الريفية في أوكرانيا وكازاخستان خلال 1931-1934 بتقسيم الأسباب إلى ثلاث مجموعات: عوامل حيادية غير ذات صلة بسياسة التجميع، مثل جفاف عام 1931 وسوء الأحوال الجوية في عام 1932، نتيجة للسياسات غير المقصودة، مثل التصنيع السريع، والتنشئة الاجتماعية للماشية، وإهمال أنماط تناوب المحاصيل، وحالات الوفاة الناجمة عمداً عن سياسة التجويع. لم تأخذ القيادة الشيوعية المجاعة على أنها كارثة إنسانية وإنما كحالة من حالات الصراع الطبقي واستخدمت التجويع كأداة لإجبار الفلاحين إلى المزارع الجماعية.

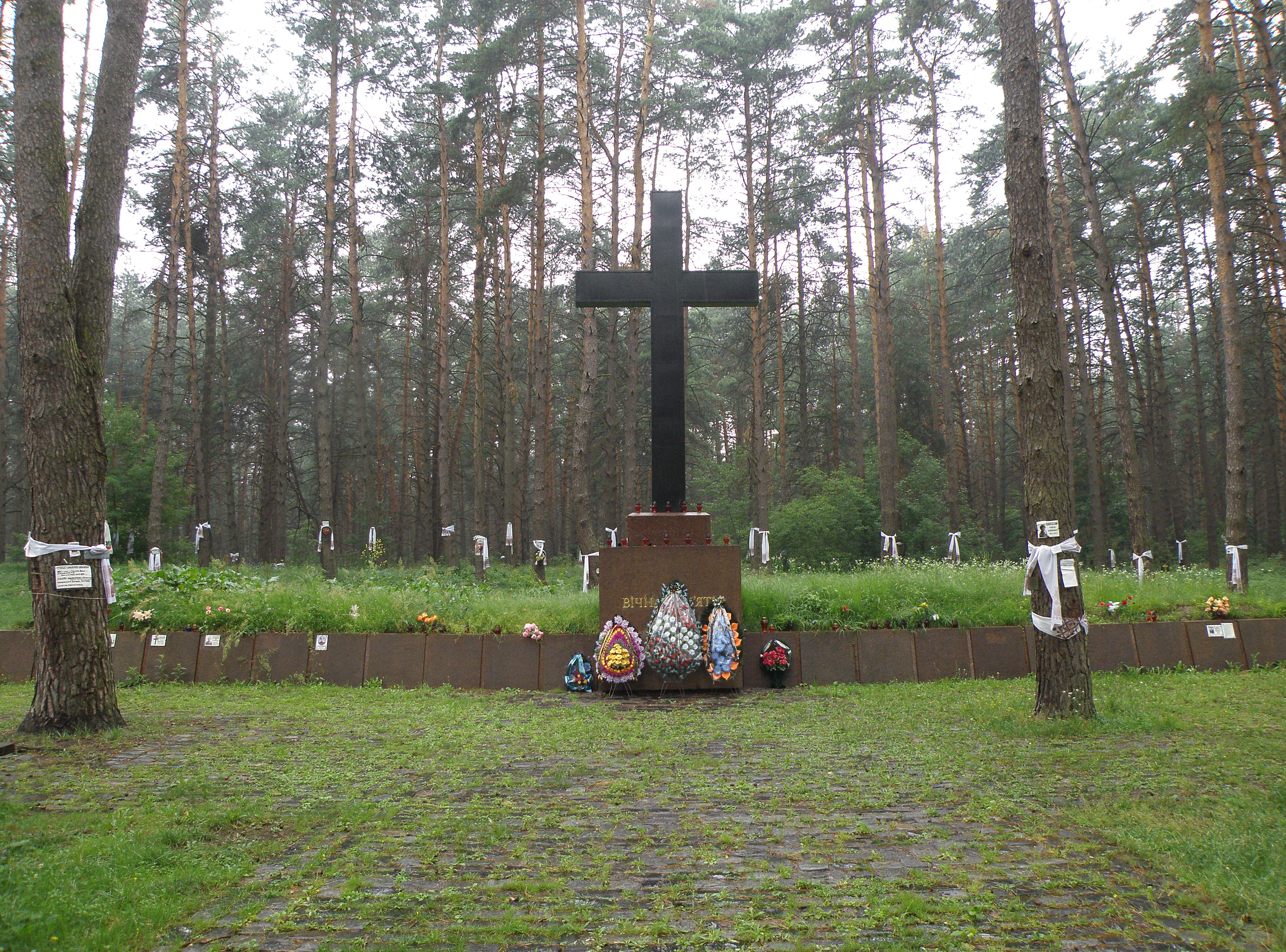
تم إنشاء المقابر في الغابة بالقرب من كييف بعد انهيار الاتحاد السوفييتي وفتح الأرشيفات السرية واكتشاف مواقع دفن ضحايا القمع.

إلى حد كبير كانت المجموعات ذاتها مسؤولة عن عمليات القتل الجماعي خلال الحرب الأهلية، التجميع، والرعب العظيم. ترتبط هذه المجموعات مع إفيم جورجفيتش إيفدوكيموف (1891-1939) ونشطت في أوكرانيا خلال الحرب الأهلية، في شمال القوقاز في العشرينات، وفي شعبة العمليات السرية ضمن الإدارة السياسية العامة للدولة في 1929-1931. نقل إيفدوكيموف إلى إدارة الحزب الشيوعي في عام 1934، عندما أصبح سكرتير الحزب عن منطقة شمال القوقاز كراي. لكن يبدو أنه استمر في تقديم المشورة لجوزيف ستالين ونيكولاي يزوف بشأن المسائل الأمنية، واعتمد الأخير على زملاء إيفدوكيموف السابقين لتنفيذ عمليات القتل الجماعي التي تعرف باسم الرعب العظيم في 1937-1938.

#### الهجوم على المثقفين والفنانين
مع قدوم ستالين بالطبع في أواخر العشرينات، وصل تسامح موسكو مع الهوية الوطنية الأوكرانية إلى نهايته. ذهب إرهاب الدولة المنظم في الثلاثينيات بذخيرة أوكرانيا من الكتاب، والفنانين، والمفكرين، حيث تخلص الحزب الشيوعي الأوكراني من نزعته الوطنية. أدت موجتان من القمع السياسي والاضطهاد الستاليني في الاتحاد السوفيتي (1929-1934 و 1936-1938) إلى مقتل 681,692 شخصاً، والتي شملت أربعة أخماس النخبة الأوكرانية المثقفة وثلاثة أرباع مجموع الضباط من الرتب العالية من الجيش الأحمر.[b]

### الحرب العالمية الثانية

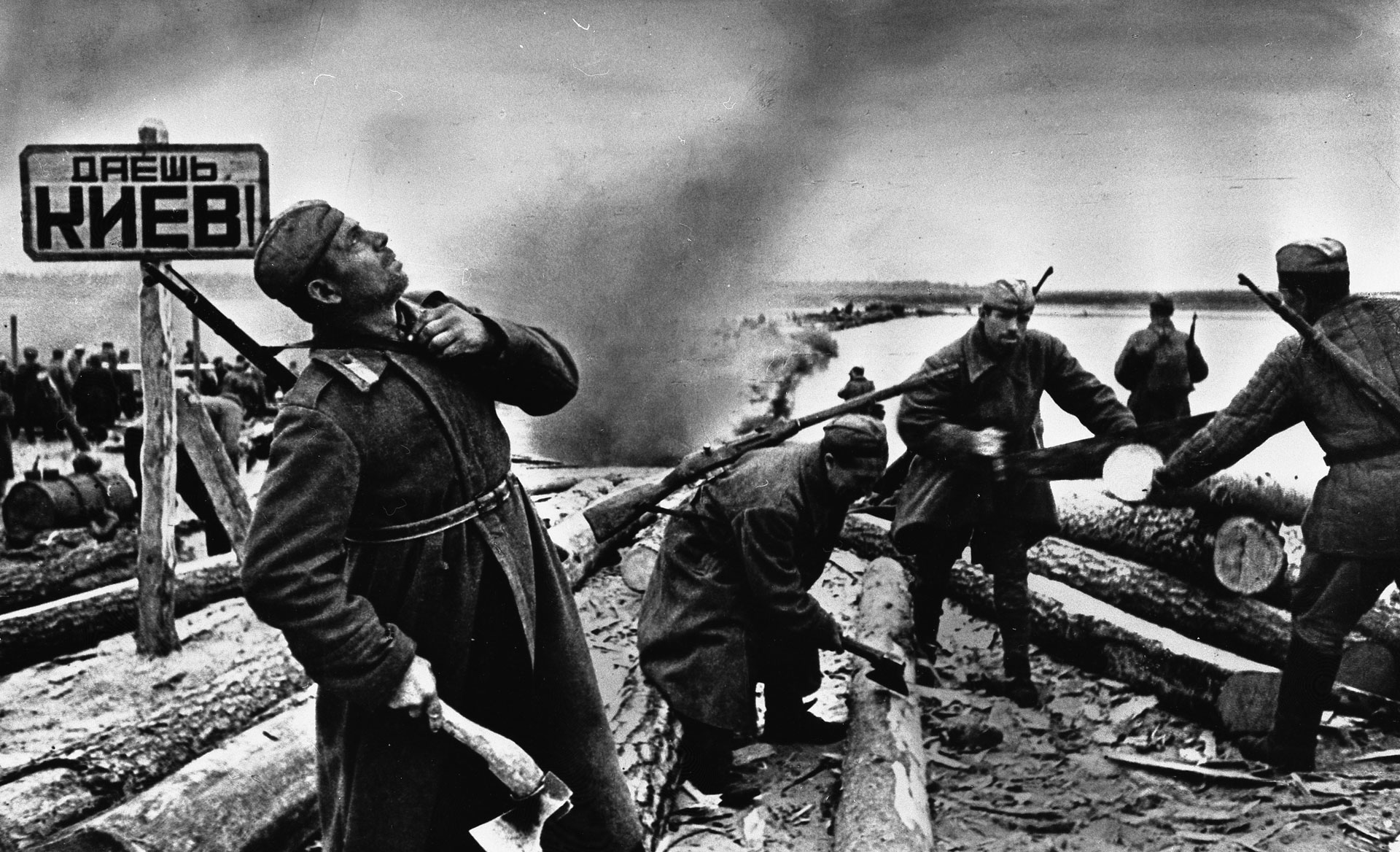
الجيش السوفيتي يستعد لعبور نهر دنيبر ("أعطني كييف!") على اللوحة في معركة دنيبر عام 1943.

بعد غزو بولندا في أيلول / سبتمبر 1939، تقاسمت القوات الألمانية والسوفيتية أراضي بولندا. وهكذا، تم لم شمل الشعب الأوكراني بعد ضم غاليسيا الشرقية وفولينيا إلى بقية أوكرانيا. حيث تحقق توحيد أوكرانيا للمرة الأولى في تاريخها وكان حدثاً حاسماً في تاريخ الأمة.
بعد استسلام فرنسا إلى ألمانيا، تنازلت رومانيا عن كل من بيسارابيا وبوكوفينا الشمالية للمطالب السوفيتية. حصلت جمهورية أوكرانيا الاشتراكية السوفيتية على مناطق شمالية وجنوبية من بيسارابيا وكامل بوكوفينا الشمالية، ومنطقة هيرتسا الخاضعة للاحتلال السوفيتي. إلا أنها تنازلت عن الجزء الغربي من جمهورية مولدوفا الاشتراكية السوفيتية ذاتية الحكم إلى الدولة حديثة النشأة جمهورية مولدوفا الاشتراكية السوفيتية. تم الاعتراف بجميع هذه المكاسب الإقليمية دولياً بموجب معاهدات باريس للسلام لعام 1947.
غزت الجيوش الألمانية الاتحاد السوفيتي في 22 يونيو 1941. مفتتحة بذلك أربع سنوات متتالية من الحرب الشاملة المتواصلة. تقدمت دول المحور في البداية على الجهود اليائسة ولكن غير الناجحة للجيش الأحمر. في حصار كييف، دعيت المدينة «مدينة الأبطال»، للمقاومة الشرسة التي أبداها الجيش الأحمر والسكان المحليون. قتل وأسر أكثر من 600,000 جندي سوفياتي (أو ربع الجبهة الغربية) هناك.
[[ملف:

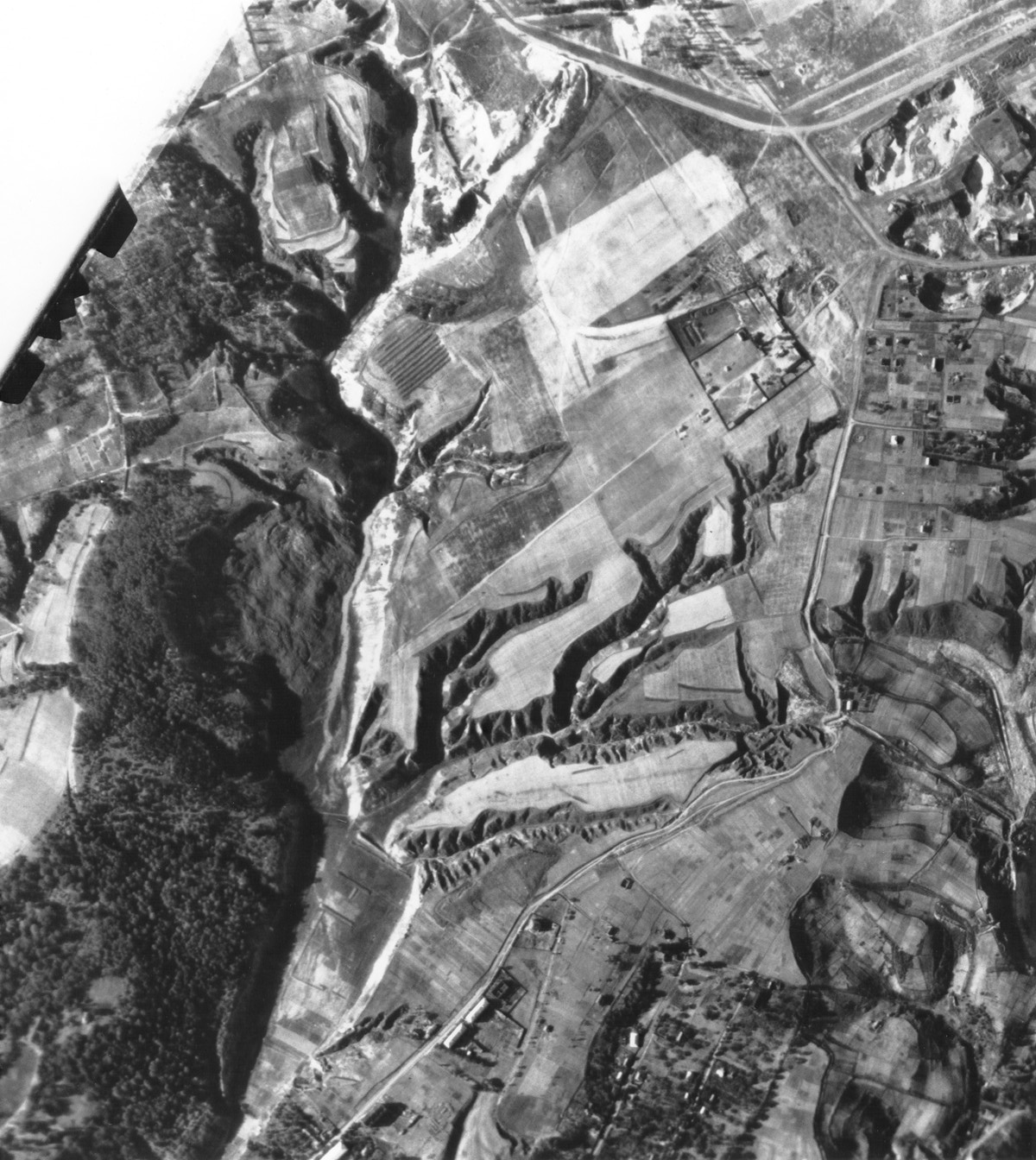
منظر جوي لبابي يار، موقع جرائم الحرب النازية الأكثر شهرة في أوكرانيا

على الرغم من أن أغلبية واسعة من الأوكرانيين قاتلوا إلى جانب المقاومة والجيش الأحمر السوفيتي ، إلا أن بعض العناصر القومية الأوكرانية شكلت جبهة قومية معادية للسوفييت في غاليسيا، جيش التمرد الأوكراني (1942) الذي حارب القوات النازية في بعض الأحيان وواصل محاربة الاتحاد السوفيتي في السنوات التي تلت الحرب. باستخدام تكتيكات حرب العصابات، استهدف المتمردون بالاغتيال والإرهاب أولئك الذين اعتبروهم ممثلين أو متعاونين على أي مستوى مع الدولة السوفيتية.
في الوقت نفسه خاضت حركة قومية أخرى الحرب جنبا إلى جنب مع النازيين. في المجموع، يقدر عدد الأوكرانيين الذين حاربوا في صفوف الجيش السوفيتي 4.5  -7 [d] بمليون نسمة. قدرت أعداد المتمردين المؤيدين للسوفييت في أوكرانيا في 47,800 منذ بداية الاحتلال إلى 500,000 في ذروتها في عام 1944، حيث شكل الأوكرانيون 50% منهم. بشكل عام، لا يوجد مصدر موثوق لأعداد جيش المتمردين الأوكراني حيث تتراوح بين 15,000 إلى 100,000 مقاتل.

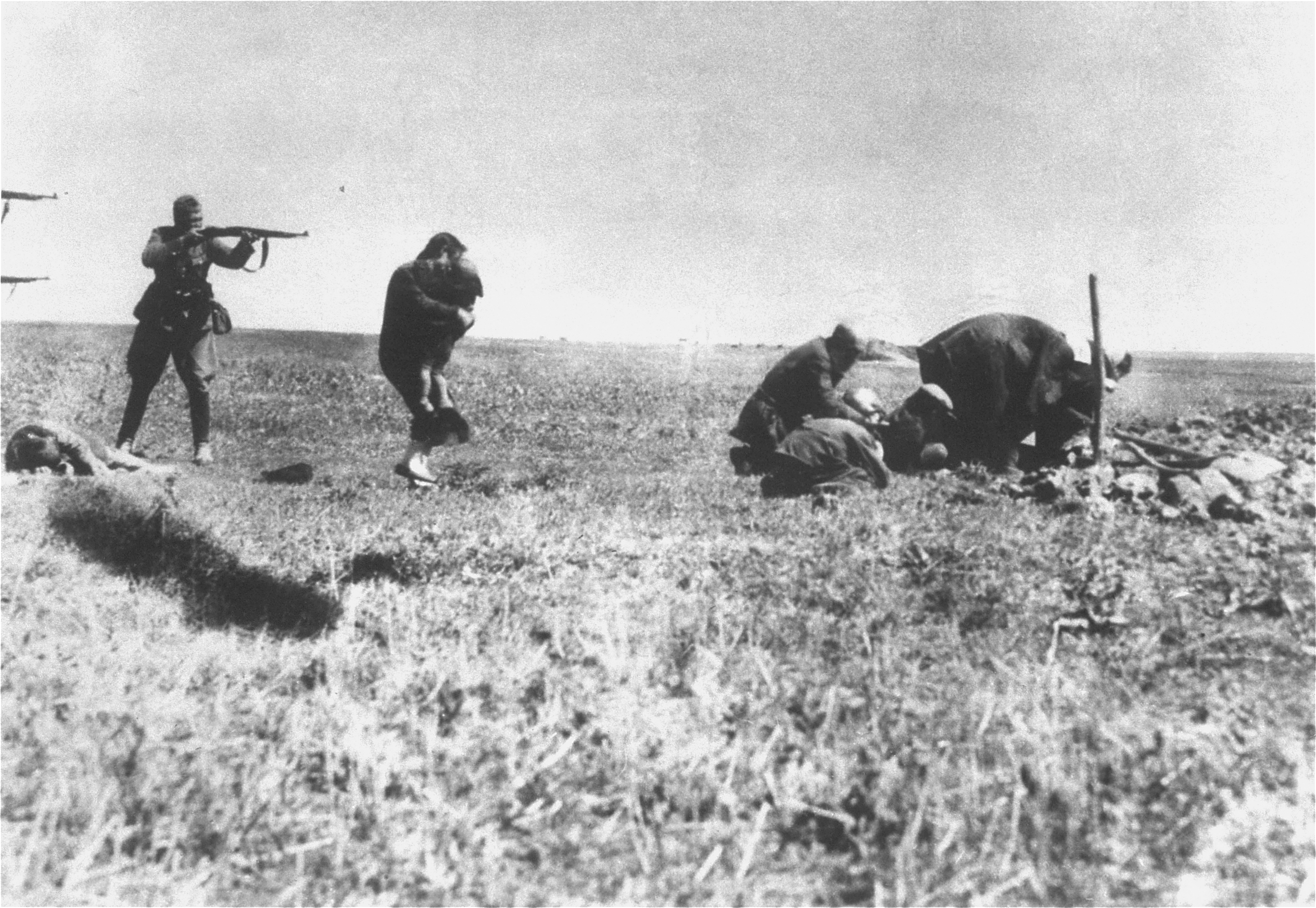
النازي يقتل أمًا يهودية وطفلها

في البداية، استقبل الألمان كمحررين من قبل بعض الأوكرانيين الغربيين، الذين انضموا للاتحاد السوفيتي في عام 1939. مع ذلك، دفعت الإدارة الألمانية الوحشية للأراضي المحتلة مؤيديها إلى معارضين. حافظ المسؤولون النازيون على السياسات السوفيتي السياسية والاقتصادية والتي أثارت استياء السكان، مثل التجميع الزراعي، السياسات المناهضة لليهود، وإبعاد آخرين للعمل في ألمانيا، والتهجير المنهجي لسكان أوكرانيا وتجهيزها للاستيطان الألماني، التي شملت الحصار الغذائي على كييف.
حصل أغلب القتال في الحرب العالمية الثانية على الجبهة الشرقية،  وعانت ألمانيا النازية من 93% من مجموع الخسائر البشرية هناك. قدر عدد القتلى من المواطنين الأوكرانيين ما بين 5-8 مليون خلال الحرب. من بين مجموع قتلى الجيش الأحمر البالغ عددهم 8.7 مليون ، 1.4 مليون من العرقية الأوكرانية [d][e]. وهكذا حتى يومنا هذا، يحتفل بيوم النصر كواحد من عشرة عطل وطنية في أوكرانيا.

### ما بعد الحرب العالمية الثانية

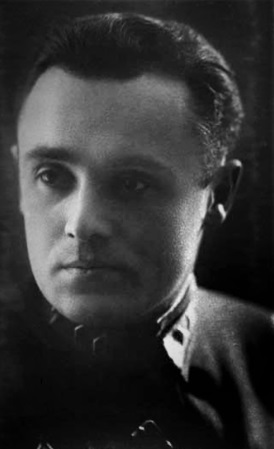
سيرجي كوروليوف، رئيس مصممي ومهندسي الصواريخ السوفيتية خلال سباق الفضاء.

لحقت أضرار بالغة بالجمهورية من جراء الحرب، وتطلبت جهودا كبيرة للتعافي. دمرت أكثر من 700 مدينة وبلدة و28,000 قرية،  تدهورت الأوضاع بسبب المجاعة في 1946-1947 بسبب الجفاف وانهيار البنية التحتية التي ذهبت بعشرات الآلاف من الأرواح.
كانت أوكرانيا في عام 1945 أحد الأعضاء المؤسسين لمنظمة الأمم المتحدة. بني أول كمبيوتر سوفياتي MESM في معهد كييف للتكنولوجيا الإلكترونية وبدأ العمل به في عام 1950.
وفقا للإحصاءات، اعتبارا من 1 كانون الثاني 1953، حلت أوكرانيا في المرتبة الثانية بعد روسيا من بين المرحلين «الكبار خاصة»، التي تضم 20 ٪ من المجموع الكلي. بصرف النظر عن الأوكرانيين، تم ترحيل أكثر من 450,000 من العرقية الألمانية وأكثر من 200,000 من تتار القرم خارج أوكرانيا.
بعد وفاة ستالين في عام 1953، أصبح نيكيتا خروشوف الزعيم الجديد للاتحاد السوفيتي. لكونه الأمين الأول للحزب الشيوعي في جمهورية أوكرانيا الاشتراكية السوفيتية في 1938-1949، كان خروتشوف على اطلاع تام على أحوالها وبعد توليه السلطة على مستوى الاتحاد، بدأ بالتأكيد على الصداقة بين الشعبين الأوكراني والروسي. وفي عام 1954، في الذكرى 300 لمعاهدة بيرياسلاف عمت الاحتفالات على نطاق واسع، وعلى وجه الخصوص تم نقل القرم من الجمهورية الروسية إلى الجمهورية الأوكرانية.
بحلول عام 1950، تجاوزت الجمهورية تماما مستويات ما قبل الحرب في الصناعة والإنتاج. خلال الخطة الخمسية 1946-1950، استثمر ما يقرب من 20 في المئة من ميزانية الاتحاد السوفيتي في أوكرانيا السوفيتية، أي بزيادة خمسة في المئة من خطط ما قبل الحرب. نتيجة لذلك ارتفعت قوة العمل 33.2% بين 1940-1955 في حين نما الناتج الصناعي 2.2 مرة في الفترة نفسها. سرعان ماأصبحت أوكرانيا السوفيتية من بين الدول الأوروبية ذات الصدارة في الإنتاج الصناعي. أصبحت أيضا مركزاً مهماً لصناعة الأسلحة السوفيتية والبحوث ذات التكنولوجيا العالية. لعب هذا الأمر دورا هاما في التأثير على النخبة المحلية.

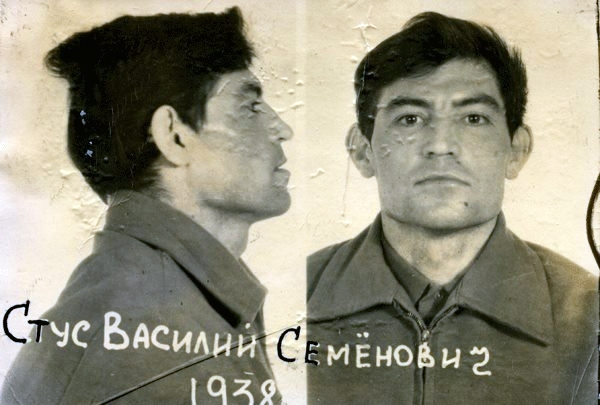
فاسيل ستوس، الناشط الحقوقي والمعارض الأكثر شهرة من أوكرانيا الذي ناضل ضد النظام الشمولي

جاء العديدون من أعضاء القيادة السوفيتية من أوكرانيا، بالأخص ليونيد بريجنيف، الذين طرد في وقت لاحق خروشوف وأصبح الزعيم السوفيتي 1964-1982، فضلا عن العديد من الرياضيين البارزين السوفيت والعلماء والفنانين. في 26 نيسان / أبريل 1986، انفجر مفاعل محطة تشيرنوبل للطاقة النووية، مما أسفر عن كارثة تشيرنوبيل، أسوأ حادث مفاعل نووي في التاريخ. في وقت وقوع الحادث، كان سبعة ملايين شخص يعيشون في المناطق الملوثة، بما في ذلك 2.2 مليون في أوكرانيا. بعد وقوع الحادث، بنيت مدينة جديدة، سلافونيتش، خارج منطقة الحظر لإيواء ودعم العاملين في المصنع الذي تم سحبه من الخدمة في عام 2000. عزا التقرير الذي أعدته الوكالة الدولية للطاقة الذرية ومنظمة الصحة العالمية 56 حالة وفاة مباشرة للحادث، وتشير التقديرات إلى إمكانية وجود 4000 حالة وفاة إضافية بالسرطان.

### الاستقلال

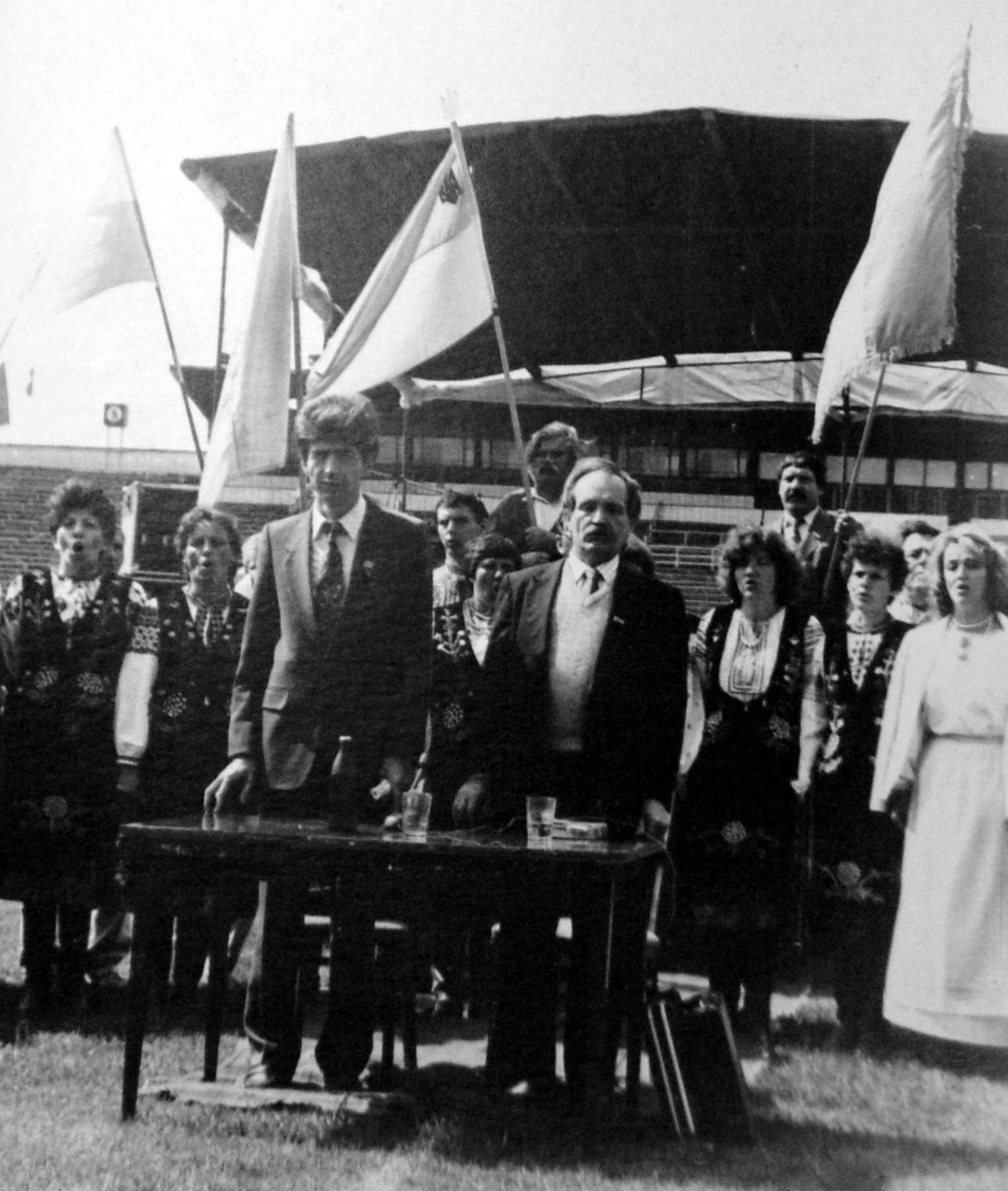
تم تنظيم المظاهرة من قبل فياتشيسلاف تشورنوفول، وهو سياسي وناشط في حركة استقلال البلاد، وهو سياسي أوكراني بارز في التسعينيات.

في 16 يوليو 1990، اعتمد البرلمان الجديد إعلان سيادة دولة أوكرانيا. أسس الإعلان مبدأ تقرير المصير للأمة الأوكرانية، والديمقراطية والاستقلال السياسي والاقتصادي، وأولوية القانون الأوكراني على القانون السوفيتي على الأراضي الأوكرانية. قبل شهر، اعتمد إعلان مماثل من قبل البرلمان في روسيا الشيوعية. بدأت في هذه الفترة مواجهات بين المركزيين السوفيت، والسلطات الجمهورية الجديدة. في آب / أغسطس 1991، حاول فصيل من المحافظين بين القادة الشيوعيين في الاتحاد السوفيتي الانقلاب لإزالة ميخائيل غورباتشوف، واستعادة سلطة الحزب الشيوعي. بعد المحاولة الفاشلة في 24 آب 1991 اعتمد البرلمان الأوكراني قانون الاستقلال والذي أعلن فيه البرلمان أوكرانيا دولة ديمقراطية مستقلة.
جرى الاستفتاء على الاستقلال في 1 كانون الأول 1991 حيث صوت أكثر من 90% أي 32 مليون مواطن أوكراني بـ«نعم» لاستقلال أوكرانيا عن الاتحاد السوفيتي، وقد نظم الاستفتاء من قبل البرلمان «الرادا العليا» وحكومة جمهورية أوكرانيا الاشتراكية السوفيتية.
حيث طرح سؤال واحد على الاستفتاء بالنص التالي: «هل تؤكدون إعلان استقلال أوكرانيا؟». وقُدم نص القانون الذي اعتمده البرلمان الأوكراني في 24 آب/أغسطس 1991 في ورقة الاقتراع وأعرب مواطنون أوكرانيا عن تأييدهم للاستقلال، فقد صوت بـ«نعم» 28 مليون 804 ألف أوكراني (ما يعادل 90.32%). وأيدت إعلان استقلال أوكرانيا جميع المناطق الإدارية الـ 27 في أوكرانيا: 24 منطقة، وجمهورية ذات حكم ذاتي واحدة (جمهورية القرم)، ومدينتان ذات حكم مركزي خاص (كييف وسيفوستوبول).
وتزامنا مع الاستفتاء على الاستقلال جريت أول انتخابات رئاسية للبلاد، في 1 كانون الأول/ديسمبر من عام 1991 والتي فاز بها ليونيد كرافتشوك بنسبة 61.59% ، وليصبح بذلك أول رئيس أوكراني.
واصبح ليونيد كرافتشوك أول رئيس للبلاد. في الاجتماع الذي عقد في بريست، بيلاروسيا، في 8 كانون الأول، والاجتماع التالي في ألماتي في 21 من نفس الشهر، اجتمع قادة بيلاروسيا، روسيا، وأوكرانيا، وحلوا الاتحاد السوفيتي رسمياً وتشكل اتحاد الدول المستقلة.

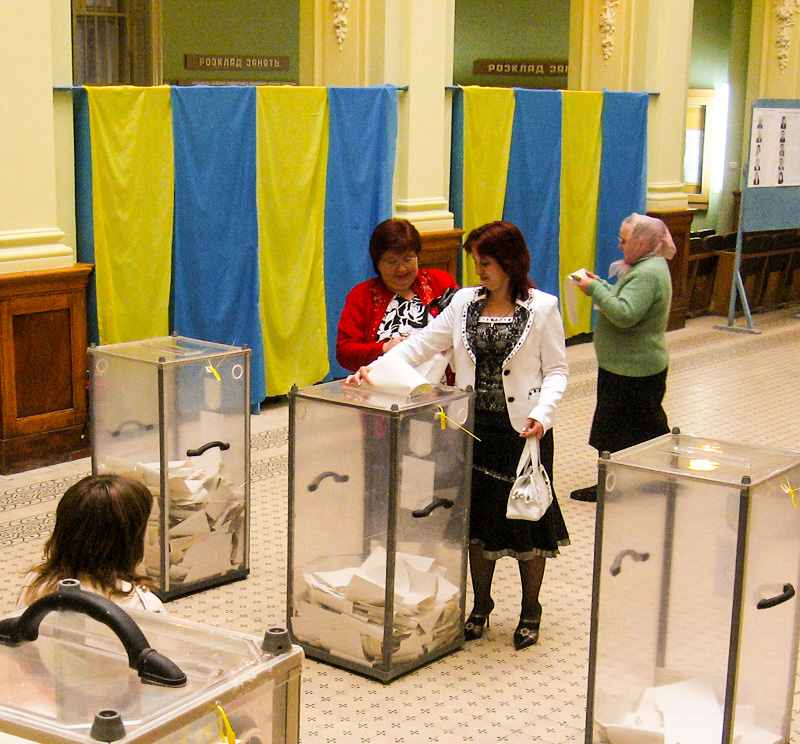
تحولت أوكرانيا في الفترة الحديثة إلى دولة أكثر ديمقراطية

على الرغم من أن فكرة أمة أوكرانية مستقلة لم تبرز في القرن العشرين في أذهان واضعي السياسات الدولية، اعتبرت أوكرانيا بداية كجمهورية بظروف اقتصادية مواتية بالمقارنة مع مناطق أخرى من الاتحاد السوفيتي. ومع ذلك شهدت البلاد تباطؤاً اقتصادياً أكثر عمقا من بعض الجمهوريات السوفيتية السابقة الأخرى. خلال فترة الركود، خسرت أوكرانيا 60 في المئة من ناتجها المحلي الإجمالي 1991-1999 ، وعانت من معدلات تضخم من خمسة أرقام. تظاهر الأوكرانيون وتم تنظيم الإضرابات بسبب عدم الرضى عن الظروف الاقتصادية، فضلا عن الجريمة والفساد.
استقر الاقتصاد الأوكراني قبل نهاية التسعينات. تم استحداث العملة الجديدة، هريفنا أوكرانية، في عام 1996. منذ عام 2000، تمتعت البلاد بنمو اقتصادي حقيقي مطرد بوسطي سبعة في المئة سنويا. اعتمد دستور جديد لأوكرانيا خلال حكم الرئيس الثاني ليونيد كوتشما في عام 1996، حول هذا الدستور جمهورية أوكرانيا إلى نظام نصف رئاسي، وأنشأ نظاماً سياسياً مستقراً. انتقد كوتشما من قبل المعارضين بسبب الفساد وتزوير الانتخابات، وعدم تشجيع حرية التعبير وتركيز الكثير من السلطة في مكتبه. كما أنه نقل الممتلكات العامة مرارا وتكرارا إلى أيدي القلة ذات النفوذ.

### الثورة البرتقالية

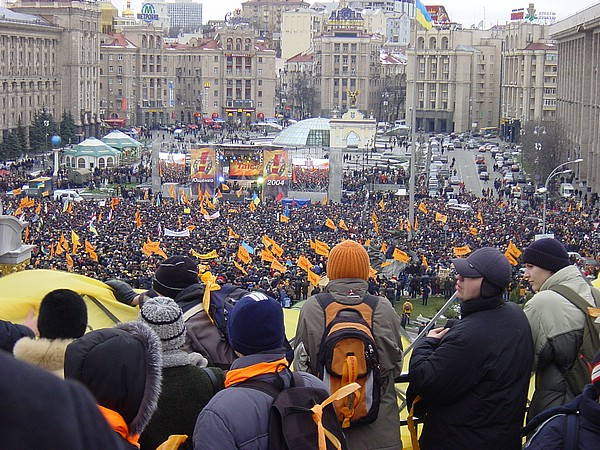
المحتجون في ساحة الاستقلال في اليوم الأول من الثورة البرتقالية

في عام 2004، أعلن فيكتور يانكوفيتش، رئيس الوزراء آنذاك فائزاً في الانتخابات الرئاسية، والتي كانت مزورة إلى حد كبير، وفقاً لحكم المحكمة العليا في أوكرانيا في وقت لاحق. تسببت النتائج في موجة من الغضب العام دعما لمرشح المعارضة، فيكتور يوشتشينكو، الذي طعن في نتائج الانتخابات. أدى ذلك إلى الثورة البرتقالية السلمية، والتي وصلت بكل من فيكتور يوشتشينكو ويوليا تيموشينكو إلى السلطة، في حين دفعت فيكتور يانوكوفيتش إلى المعارضة. عاد يانوكوفيتش إلى منصب في السلطة في عام 2006، عندما أصبح رئيس الوزراء في تحالف الوحدة الوطنية، حتى أجريت انتخابات مبكرة في أيلول 2007 أعادت تيموشينكو رئيساً للوزراء مرة أخرى. انتخب يانوكوفيتش رئيساً في عام 2010.
أوقف النزاع مع روسيا بشأن سعر الغاز الطبيعي لفترة وجيزة جميع إمدادات الغاز إلى أوكرانيا في عام 2006، ومرة أخرى في عام 2009، مما أدى إلى نقص في الغاز في عدة بلدان أوروبية أخرى.

### الميدان الأوروبي والثورة الأوكرانية 2014
الميدان الأوروبي (بالأوكرانية: Євромайдан) هو اسم يشير إلى الاحتجاجات والاضطراب الأهلي الذي بدأ في ليلة 21 نوفمبر 2013 في أوكرنيا، عندما بدأ مواطنون احتجاجات مدفوعة بالمعارضة الموالية للولايات المتحدة الأمريكية والاتحاد الأوروبي في العاصمة كييف بعد أن علقت الحكومة التحضيرات لتوقيع اتفاقية الشراكة واتفاقية التجارة الحرة مع الاتحاد الأوروبي. نتيجة لذلك، طالب المتظاهرون باستقالة الحكومة الحالية، وعزل الرئيس فيكتور يانوكوفيتش، كما طالبوا بانتخابات مبكرة.
تجري المظاهرات وسط حضور شرطي كثيف، وانضمام عدد متزايد من طلبة الجامعات إلى التظاهرات. العنف المتصاعد من جانب قوات الشرطة أدى إلى زيادة أعداد المتظاهرين، حيث تظاهر ما بين 400,000 و 800,0000 متظاهر في كييف في 1 ديسمبر حيث كان التظاهر في أوجه. أثناء المظاهرات دمر محتجون نصبًا لفلاديمير لينين قرب ساحة بيسارابسكايا في كييف.
قدم الرئيس الأوكراني شروطًا لانضمام بلاده إلى اتفاقية الشراكة الانتسابية مع الاتحاد الأوروبي، كانت الشروط هي استئناف تعاون أوكرانيا مع البنك الدولي وإعادة الاتحاد الأوروبي النظر في القيود المفروضة على بعض قطاعات الاقتصاد الأوكراني وإزالة التناقضات التي تعوق تعاون أوكرانيا التجاري مع دول الاتحاد الجمركي (روسيا وكازاخستان وبلاروسيا). تحدث رئيس الوزراء أيضًا عن حاجة البلاد إلى 20 مليار دولارا من المساعدات الأوروبية لتوقيع اتفاقية الشراكة. وفي 15 ديسمبر، علق الاتحاد الأوروبي العمل المتعلق باتفاقية التجارة مع أوكرانيا. علل مفوض شؤون توسيع الاتحاد هذا الإجراء بعدم استجابة الطرف الأوكراني لشروط الاتحاد التي تخص مباحثات اتفاق التجارة.
وقد اقترح الرئيس الأوكراني عقد طاولة مستديرة تضم قادة البلاد السياسيين والدينيين لحل الأزمة، ورفضت رئيسة الوزراء السابقة يوليا تيموشينكو المسجونة بسبب تهم فساد هذا الاقتراح، وطالبت بفرض عقوبات اقتصادية من «المجتمع الديمقراطي العالمي» على أوكرنيا ومنع سفر القيادات الحالية. في 16 ديسمبر، اقترح نواب حزب الأقاليم الذي يحكم البلاد على رئيس الوزراء ميكولا أزاروف تغييرًا وزاريًا يشمل 90% من الحكومة، لكنهم لم يطلبوا استقالة رئيس الوزراء نفسه.
في 17 ديسمبر، بعد توجه الرئيس فيكتور يانوكوفيتش إلى روسيا، أعلن الرئيس الروسي فلاديمير بوتين أن بلاده ستستثمر 15 مليار دولارا في السندات الحكومية الأوكرانية وأنها ستخفض سعر الغاز المورد إلى أوكرانيا بمقدار الثلث، وقال بوتن «نقول دائمًا أنه شعب شقيق وبلد شقيق، لذلك علينا التحرك مثل أهل ودعم الشعب الأوكراني الذي يواجه وضعًا صعبًا». أحد زعماء المعارضة الأوكرانية وهو فيتالي كليتشكو علق أمام آلاف المحتجين بالقول أن رئيس البلاد فرط في المصالح الوطنية بالموافقة على حزمة الإنقاذ الروسية.
في 19 ديسمبر، أيد البرلمان الأوكراني قانونًا يشرع إعفاء المحتجين الملقى القبض عليهم من الملاحقة القضائية وإطلاق سراحهم واعتبارهم أبرياء من غير أصحاب السوابق. وصف رئيس حزب سفوبودا المعارض القانون بأنه «الخطوة الأولى لتلبية مطالب المعارضة».
في 22 يناير 2014، قامت القوات الخاصة (بيركوت) بإزالة متاريس أقامها المعتصمون في شارع غروفيشكي وقتل شخصان. أمر الرئيس بتحقيق حول ملابسات قتل الشخصين. لكن عدد القتلى جراء اشتباكات 22 يناير ارتفع إلى 5 قتلى. في 23 يناير اجتمع الرئيس يانوكوفيتش مع فيتالي كليتشكو رئيس حزب أودار وأرسيني ياتسينيوك رئيس كتلة «الوطن» البرلمانية ورئيس حزب سوفوبدا أوليغ تياغنيبوك، قدم الرئيس اقتراحًا مفاده الإفراج عن المعتقلين وإيقاف أعمال العنف من قبل القوات الأمنية مقابل إيقاف الأعمال العدائية التي يقوم بها المتظاهرون. أثار المقترح ردود فعل متباينة، لكن مآله كان الرفض وتوسعت رقعة الاعتصام لتشمل شارع غروشيفسكي.
في 25 يناير، عرض الرئيس فيكتور يانوكوفيتش منصب رئيس الوزراء على أرسيني ياتسينيوك ومنصب نائب رئيس الوزراء على فيتالي كليتشكو. ياتسينيوك قال إن المعارضة لا تستبعد ولا تقبل اقتراح الرئيس، ونقل عنه موقع حزبه قوله أن «البلاد على حافة الإفلاس وخزانة الدولة فارغة. لذلك هم يريدون تفادي المسؤولية وينتظرون منا ردا بشأن ما إذا كنا سنقبل المسؤولية أم لا».
في 27 يناير، قدم ميكولا أزاروف استقالته لرئيس البلاد، قال أزاروف أنه طلب من الرئيس قبول استقالته «لتوفير شروط إيجابية لحل سياسي وتسوية سلمية للأزمة».
المتظاهرون احتلوا منشآت حكومية في أكثر من مدينة، وقد وقع مبنى وزارة العدل لاحتلال المتظاهرين المسلحين الذين دعاهم فيتالي كليتشكو إلى إنهاء احتلالهم. وقامت الحكومة بتشديد الحراسات على المنشآت النووية.
في 31 يناير صدر بيان عن وزارة الدفاع الأوكرانية يقول إن «العسكريين والموظفين الآخرين في الوزراة يدعون الرئيس إلى اتخاذ تدابير عاجلة في إطار القانون الحالي لإرساء الاستقرار في البلاد».

### الصراع الموالية لروسيا في جنوب شرق

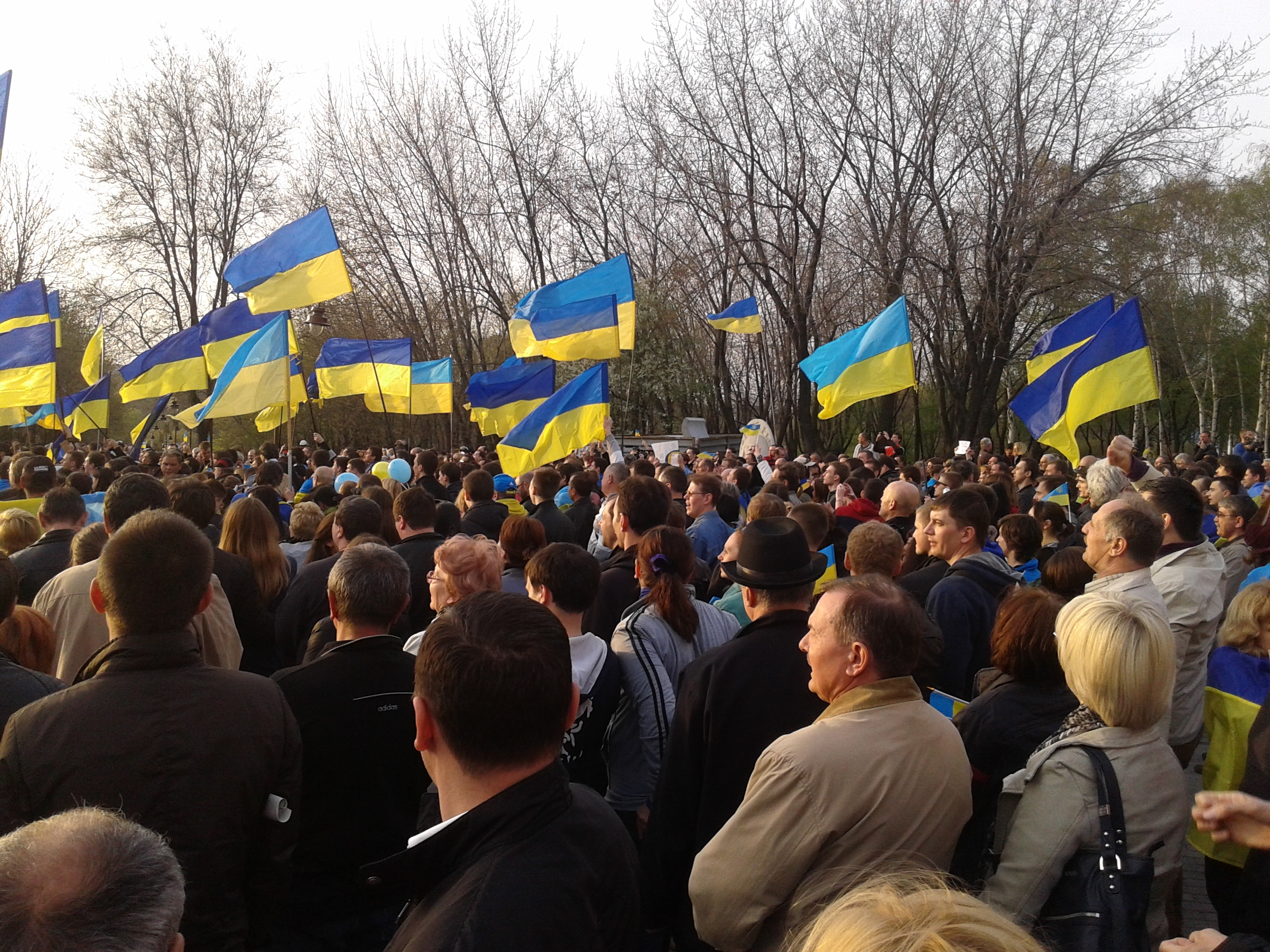
مظاهرة مؤيدة لأوكرانيا في دونيتسك

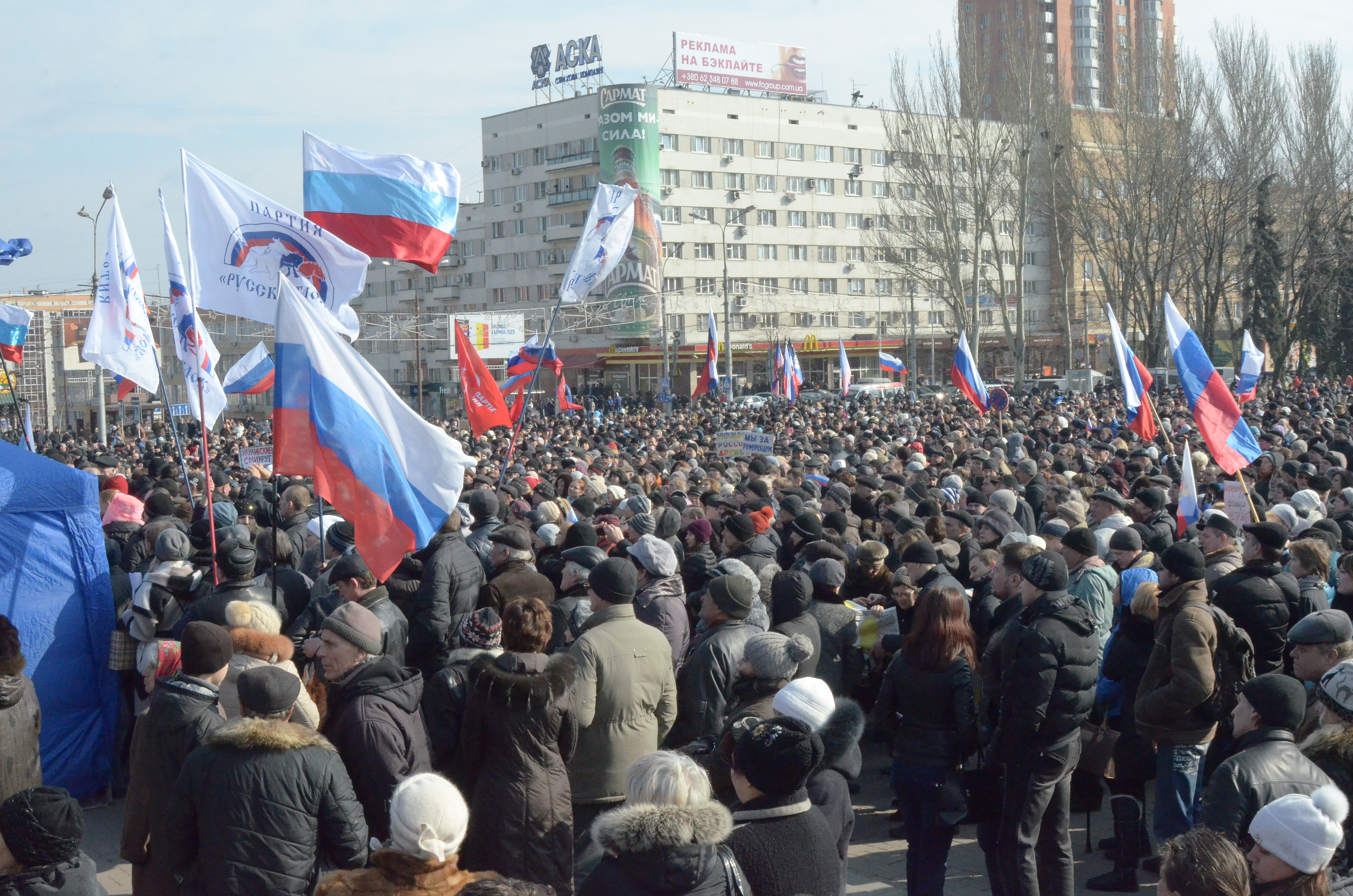
الاحتجاجات الموالية لروسيا في دونيتسك، 8 مارس 2014

في أعقاب انهيار حكومة يانوكوفيتش وما نتج عنه من ثورة 2014 الأوكرانية في فبراير شباط عام 2014، بدأت أزمة الانفصال في شبه جزيرة القرم الأوكرانية التي لديها عدد كبير من الناس Russophone. بدأت تحمل علامات، الجنود الروس المسلحة التي انتقلت إلى شبه جزيرة القرم في 28 شباط عام 2014. في 1 مارس عام 2014، طلب الرئيس الأوكراني فيكتور يانوكوفيتش المنفيين أن روسيا استخدام القوات العسكرية «لاقامة شرعية والسلام والقانون والنظام والاستقرار والدفاع عن الشعب أوكرانيا». وفي نفس اليوم، طلب بوتين وحصل على إذن من البرلمان الروسي لنشر القوات الروسية إلى أوكرانيا وسيطرت على شبه جزيرة القرم في اليوم التالي. بالإضافة إلى ذلك، كان ينظر حلف شمال الأطلسي من قبل معظم الروس كما التعدي على حدود روسيا. هذا وزنه بشكل كبير على قرار موسكو على اتخاذ تدابير لتأمين منفذ لها على البحر الأسود في شبه جزيرة القرم.
يوم 6 مارس عام 2014، صوت البرلمان القرم إلى «الدخول في الاتحاد الروسي مع حقوق موضوعا للاتحاد الروسي» والذي عقد في وقت لاحق استفتاء يسأل أهل هذه المناطق ما إذا كانوا يريدون الانضمام روسيا كموضوع الفيدرالية، أو إذا أرادوا أن يعيد العمل بالدستور القرم عام 1992، والوضع شبه جزيرة القرم باعتبارها جزءا من أوكرانيا. على الرغم من أن مرت بأغلبية ساحقة، لم تتم مراقبة التصويت من قبل أطراف خارجية ويتم الطعن في نتائج دوليا. شبه جزيرة القرم وسيفاستوبول وأعلن الاستقلال رسميا باسم جمهورية القرم وطلبت أن يتم قبولها بوصفها مكونات الاتحاد الروسي. وفي 18 مارس 2014، وقعت روسيا والقرم معاهدة انضمام جمهورية القرم وسيفاستوبول في الاتحاد الروسي، على الرغم صوتت الجمعية العامة للأمم المتحدة لصالح بيان غير ملزم يعارض ضم الروسي من شبه الجزيرة.

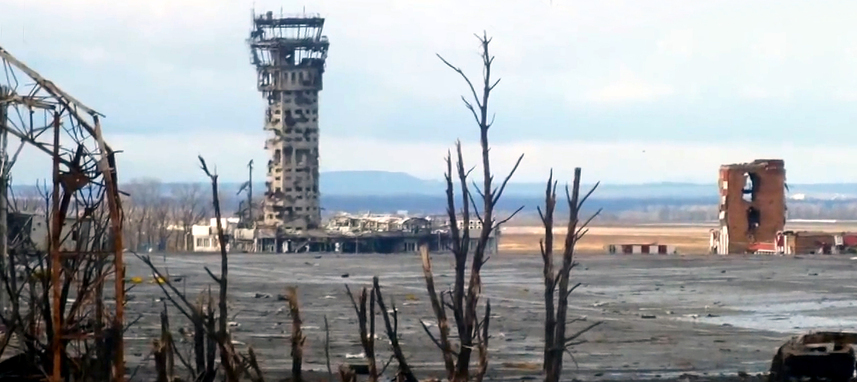
أنقاض مطار دونيتسك الذي دمرته القوات الروسية أثناء سيطرتها على المدينة في عام 2014، في واحدة من أولى الفظائع الكبرى التي ارتكبتها روسيا في أوكرانيا.

وفي الوقت نفسه، بدأت الاضطرابات في المناطق الشرقية والجنوبية من أوكرانيا. في العديد من المدن في دونيتسك ووغانسك المناطق مسلحون، معلنا أنفسهم بأنهم ميليشيا محلية، ضبطت المباني الحكومية ومراكز الشرطة والشرطة الخاصة في عدة مدن من المناطق. محادثات في جنيف بين الاتحاد الأوروبي وروسيا وأوكرانيا والولايات المتحدة الأمريكية أسفرت عن بيان الدبلوماسية المشتركة ويشار إلى أن ميثاق جنيف 2014 الذي طلب الطرفان أن جميع الميليشيات غير القانونية القاء السلاح وإخلاء المباني الحكومية المضبوطة، وكذلك إنشاء الحوار السياسي الذي يمكن أن يؤدي إلى مزيد من الحكم الذاتي للمناطق أوكرانيا. عندما أصبح واضحا أن بوروشينكو قد فاز في الانتخابات الرئاسية، في ذلك المساء انتخاب 25 مايو 2014، أعلن بوروشنكو «سيكون لي أول زيارة رئاسية يكون لدونباس»، حيث أعلنت المتمردين الموالين لروسيا المسلحة استقلال الجمهوريات الانفصالية دونيتسك الشعبية الجمهورية وجمهورية لوغانسك الشعبية، وسيطرت على جزء كبير من المنطقة. تعهد بوروشنكو أيضا على مواصلة العمليات العسكرية من جانب القوات الحكومية الأوكرانية لانهاء التمرد المسلحة التي تدعي «عملية مكافحة الإرهاب لا يمكن ولا ينبغي أن تستمر شهرين أو ثلاثة أشهر، ويجب وسوف تستمر ساعات». بوروشنكو مقارنة المتمردين المسلحة الموالية لروسيا للقراصنة الصوماليين. وتسمى أيضا للمفاوضات مع روسيا في وجود الوسطاء الدوليين بوروشنكو. روسيا ردت بالقول انها لا تحتاج إلى وسيط في علاقاتها الثنائية مع أوكرانيا. كما وعدت بوروشنكو لمتابعة عودة شبه جزيرة القرم الأوكرانية لسيادة الرئيس المنتخب.

## الحكومة والسياسة
أوكرانيا جمهورية ذات نظام مختلط نصف برلماني ونصف رئاسي مع فصل السلطات التشريعية والتنفيذية والقضائية. يتم انتخاب الرئيس بالاقتراع الشعبي لمدة خمس سنوات وهو رأس الهرم الرسمي في الدولة.
تشمل السلطة التشريعية في أوكرانيا برلماناً مكوناً من 450 مقعداً ومن غرفة واحدة، تعرف باسم فيرخوفنا رادا. البرلمان مسؤول في المقام الأول عن تشكيل السلطة التنفيذية ومجلس الوزراء، الذي يرأسه رئيس الوزراء.
يمكن الاعتراض على القوانين والأحكام الصادرة عن كل من مجلس النواب ومجلس الوزراء والمراسيم الرئاسية، وبرلمان القرم من قبل المحكمة الدستورية، إذا وجد أنها تشكل انتهاكا للدستور الأوكراني. القوانين المعيارية الأخرى تخضع لمراجعة قضائية. المحكمة العليا هي الهيئة الرئيسية في نظام المحاكم ذات الاختصاص العام، حيث يضمن لها ذاتية القرار. ينتخب الشعب المجالس المحلية ورؤساء بلديات المدن الذين يمارسون الرقابة على الميزانيات المحلية. بينما يعين الرئيس إداريي الأقاليم والمقاطعات.
تمتلك أوكرانيا عدداً كبيراً من الأحزاب السياسية، كثير منها ذو عضوية صغيرة وغير معروف لعامة الناس. تنضم الأحزاب الصغيرة غالباً في تحالفات متعددة الأطراف (الكتل الانتخابية) لغرض المشاركة في الانتخابات البرلمانية.

### القوات المسلحة

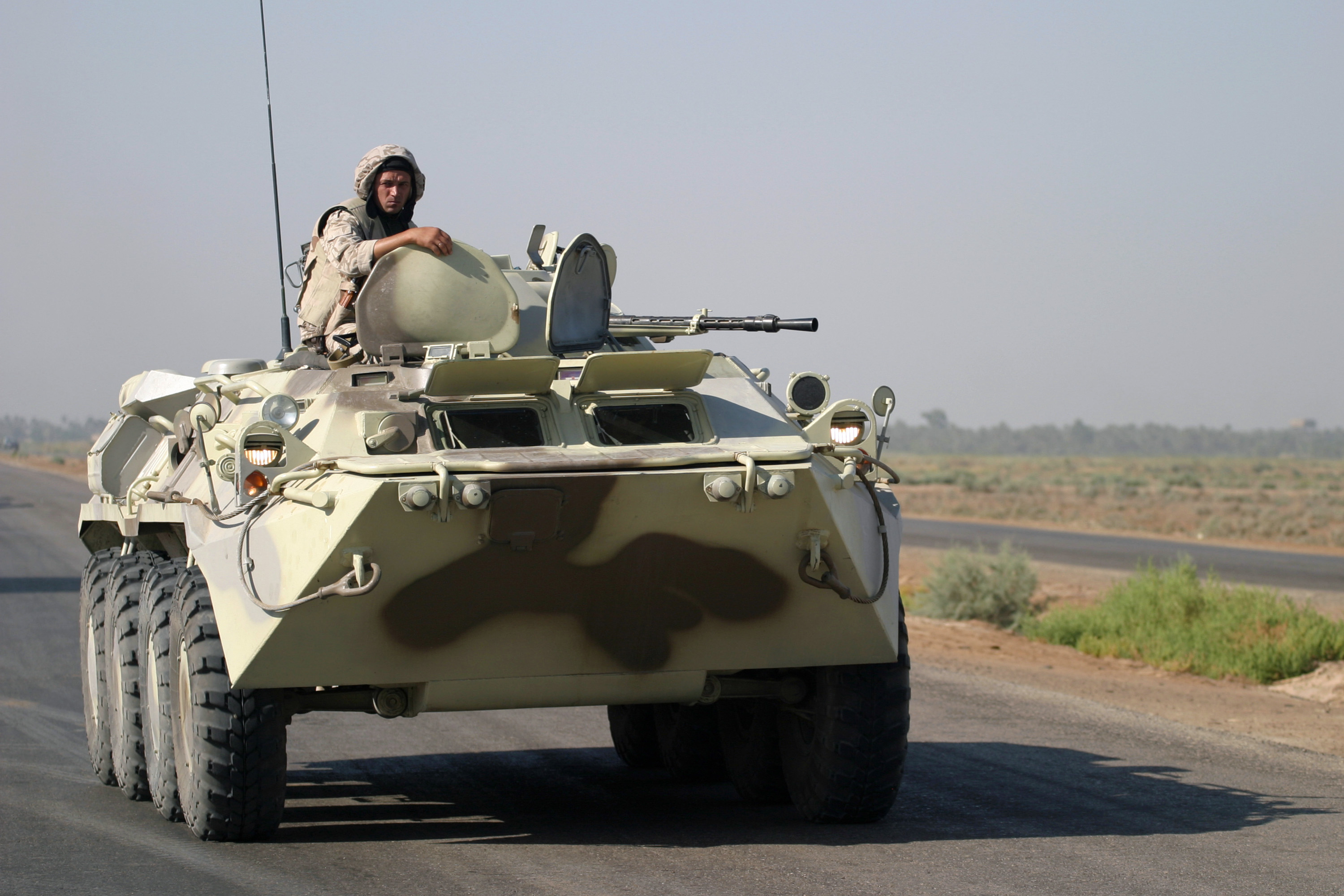
جندي أوكراني على متن مدرعة بي تي أر-80 في العراق

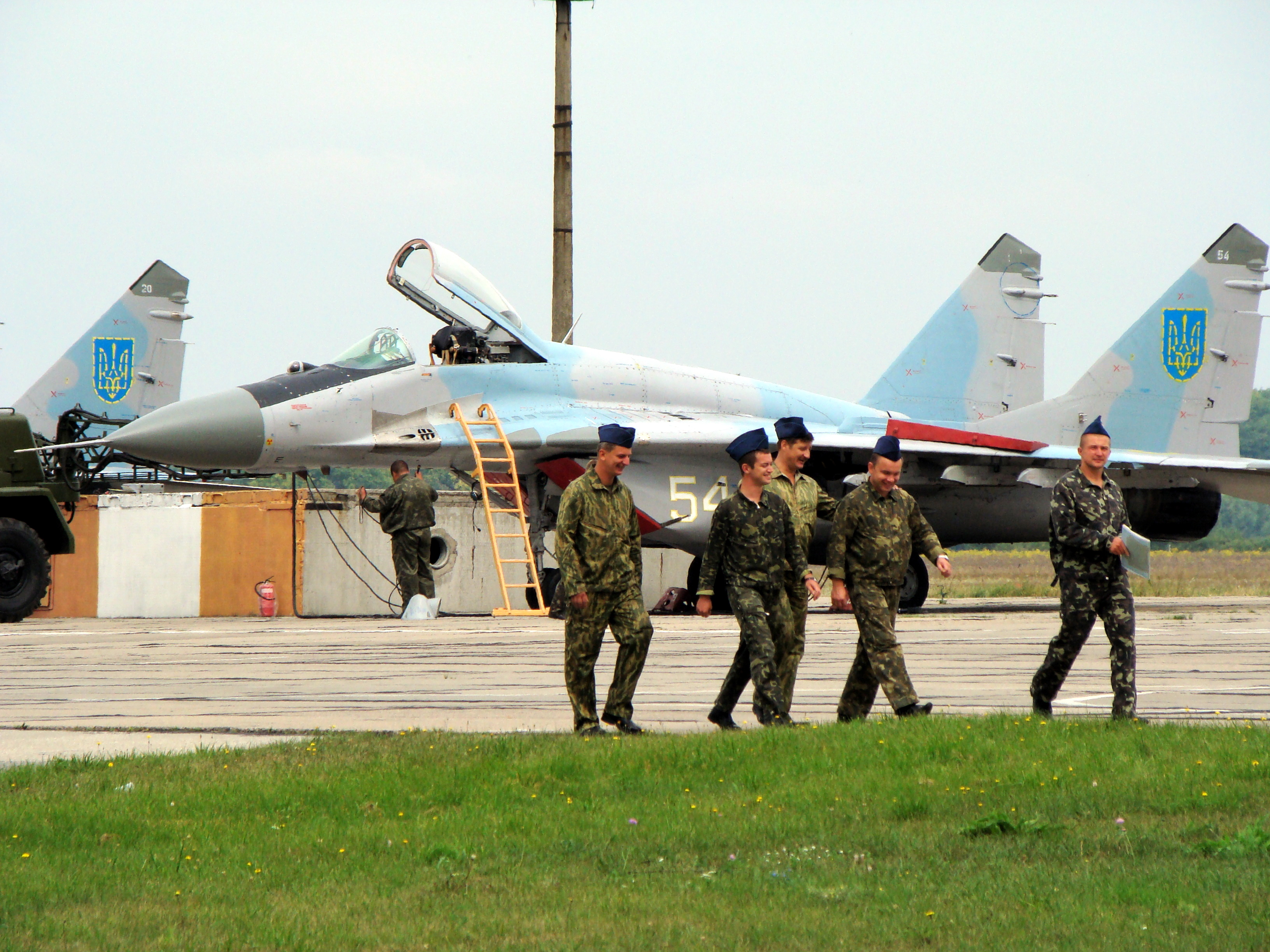
وضباط من طراز ميج 29 طائرة مقاتلة تابعة للقوات الجوية الأوكرانية

بعد انهيار الاتحاد السوفيتي، ورثت أوكرانيا قوة قوامها 780,000 عسكري على أراضيها، مزودة بثالث أكبر ترسانة أسلحة نووية في العالم. في أيار / مايو 1992، وقعت أوكرانيا على معاهدة تخفيض الأسلحة الإستراتيجية (ستارت) والتي وافقت فيها البلاد على التخلي عن جميع الأسلحة النووية لصالح روسيا لتفكيكها والانضمام إلى معاهدة الحد من انتشار الأسلحة النووية كدولة غير حائزة على الأسلحة النووية. صدقت أوكرانيا على المعاهدة في عام 1994، وبحلول عام 1996 أصبح البلد خال من الأسلحة النووية. حالياً يمثل الجيش الأوكراني ثاني أكبر قوة عسكرية في أوروبا، بعد روسيا.
أخذت أوكرانيا خطوات متسقة لتقليص الأسلحة التقليدية. وقعت على معاهدة القوات المسلحة التقليدية في أوروبا، والتي دعت لتخفيض من أعداد الدبابات والمدفعية والعربات المدرعة (تم تخفيض قوات الجيش إلى 300,000). تخطط البلاد لتحويل القوة العسكرية الحالية القائمة على التجنيد إلى قوة مختصة تطوعية في موعد لا يتجاوز عام 2011.
تلعب أوكرانيا دوراً متنامياً في عمليات حفظ السلام. تنتشر القوات الأوكرانية في كوسوفو كجزء من الكتيبة الأوكرانية البولندية. تم نشر وحدة أوكرانية في لبنان، كجزء من قوة الامم المتحدة المؤقتة لتطبيق اتفاق وقف اطلاق النار. كما امتلكت وحدة صيانة وتدريب في سيراليون. انتشرت وحدة أخرى بين عامي 2003-2005 في العراق، كجزء من القوة المتعددة الجنسيات في العراق تحت قيادة بولندية. يبلغ مجموع الانتشار العسكري الأوكراني في جميع أنحاء العالم 562 جندياً.
تشارك وحدات عسكرية من دول أخرى القوات الأوكرانية في مناورات عسكرية متعددة الجنسيات في أوكرانيا بشكل منتظم، بما في ذلك القوات العسكرية الأمريكية.
بعد الاستقلال، أعلنت أوكرانيا نفسها دولة محايدة. امتلكت البلاد شراكة عسكرية محدودة مع روسيا، وغيرها من بلدان رابطة الدول المستقلة وشراكة مع حلف شمال الأطلسي منذ عام 1994. في بداية القرن الحالي، مالت الحكومة إلى منظمة حلف شمال الأطلسي، وإلى تعميق التعاون مع قوات التحالف والتي حددتها خطة العمل بين حلف الناتو وأوكرانيا الموقعة عام 2002. كما تم الاتفاق في وقت لاحق على إجراء استفتاء وطني في مرحلة لاحقة حول الانضمام إلى حلف شمال الأطلسي. اعتبر الرئيس السابق فيكتور يانكوفيتش مستوى التعاون الحالي بين أوكرانيا وحلف شمال الأطلسي كافياً،  حيث أن يانوكوفيتش ضد انضمام أوكرانيا إلى الحلف. أعلنت منظمة حلف شمال الأطلسي في قمة بوخارست 2008 أن أوكرانيا ستصبح عضواً في منظمة حلف شمال الأطلسي متى تريد ومتى تتوافق مع معايير الانضمام.

## التقسيمات الإدارية
يعكس نظام التقسيمات الفرعية الأوكراني صورة البلاد كدولة موحدة (كما جاء في دستور البلاد) مع توحيد النظم القانونية والإدارية لكل وحدة.
تقسم إلى أوكرانيا 24 أوبلاست (إقليم)، وجمهورية ذاتية الاستقلال في شبه جزيرة القرم. بالإضافة إلى ذلك لكل من مدينتي كييف العاصمة وسيفاستوبول وضع قانوني خاص. تنقسم الأقاليم 24 والقرم إلى 490 رايون (مقاطعة)، أو وحدة إدارية من المستوى الثاني. وسط مساحة رايون الأوكرانية هو 1200 كيلومتر مربع (460 ميل مربع)، ومتوسط عدد السكان فيها 52,000 شخص.
المناطق الحضرية (المدن) إما أن تخضع للدولة (كما في حالة كييف وسيفاستوبول)، أو الأوبلاست أو الرايون، وفقاً لتعدادها السكاني وأهميتها الاقتصادية والاجتماعية. تشمل الوحدات الإدارية الأدنى مستوطنات حضرية النوع، والتي تشبه المجتمعات الريفية، لكنها أكثر تحضرا، حيث تشمل المؤسسات الصناعية والمرافق التعليمية والنقل والاتصالات، والقرى.
في المجموع، يوجد في أوكرانيا 457 مدينة منها 176 بدرجة أوبلاست، و 279 بدرجة رايون، واثنتان من المدن بوضع قانوني خاص. كما يوجد 886 من المستوطنات الحضرية و 28,552 قرية.

## الجغرافيا
تبلغ مساحة أوكرانيا الكلية 603,700 كم2 (233,100 ميل مربع) وبشريط ساحلي يبلغ طوله 2782 كم (1729 ميل) مما يضعها في المرتبة 44 عالمياً من حيث المساحة (بعد جمهورية أفريقيا الوسطى، وقبل مدغشقر). كما أنها أكبر دولة تقع بأكملها في أوروبا وثاني أكبر بلد في أوروبا (بعد الجزء الأوروبي من روسيا وفرنسا المتروبوليتانية).
يتكون المشهد الجغرافي الأوكراني في معظمه من سهول خصبة (أو السهوب) والهضاب، تعبرها أنهار مثل دنيبر (دنيبرو)، سيفيرسكي دونيتس، دنيستر وبوغ الجنوبي حيث تتدفق جنوبا إلى البحر الأسود وبحر آزوف. تشكل دلتا الدانوب إلى الجنوب الغربي الحدود مع رومانيا. جبال البلاد الوحيدة هي جبال الكاربات في الغرب، أعلاها هو هورا هوفرلا عند 2,061 متر (6,762 قدم)، وتلك التي في شبه جزيرة القرم، في أقصى الجنوب على طول الساحل.

### التنوع البيولوجي
أوكرانيا هي موطن لمجموعة واسعة جدا من الحيوانات والفطريات والكائنات الدقيقة والنباتات.

#### الحيوانات
وتنقسم إلى منطقتين أوكرانيا الحيوانية الرئيسية. واحد من هذه المجالات، في غرب البلاد، وتتكون من المناطق الحدودية في أوروبا، حيث توجد أنواع نموذجية من الغابات المختلطة، ويقع الآخر في شرق أوكرانيا، حيث السهوب الأنواع التي تعيش في الازدهار. في مناطق الغابات في البلاد ليس من غير المألوف أن تجد الوشوق والذئاب والخنازير البرية ومارتنز، فضلا عن العديد من الأنواع الأخرى المماثلة، وهذا ينطبق بشكل خاص على جبال الكاربات، حيث يوجد عدد كبير من الثدييات المفترسة جعل وطنهم، فضلا عن كتيبة من الدببة البنية. حول البحيرات والأنهار في أوكرانيا القنادس، وثعالب المنك جعل وطنهم، بينما الداخل، الكارب، الدنيس والقرموط هي أكثر الأنواع الشائعة من الأسماك. في الأجزاء الوسطى والشرقية من البلاد، تم العثور على القوارض مثل الفئران البيضاء والغوفر بأعداد كبيرة.

#### الفطر
وقد تم تسجيل أكثر من 6600 نوع من الفطريات (بما في ذلك تشكيل حزاز الأنواع) من أوكرانيا., ولكن هذا الرقم بعيدة عن الاكتمال. العدد الحقيقي لمجموع الأنواع الفطرية التي تحدث في أوكرانيا، بما في ذلك الأنواع التي لم تسجل بعد، ومن المرجح أن يكون أعلى من ذلك بكثير، نظرا للتقدير المقبول عموما أن نحو 7 ٪ فقط من جميع أنحاء العالم الفطريات وحتى الآن تم اكتشاف. على الرغم من أن المبلغ المعلومات المتوافرة لا تزال صغيرة جدا، تم إجراء أول جهد لتقدير عدد من الأنواع الفطرية المستوطنة في أوكرانيا، ولقد تم تحديد هذه الأنواع 2217 مبدئيا.

### المناخ

خريطة تصنيف كوبن للمناخ في أوكرانيا

مناخها غالباً قاري معتدل، على الرغم من وجود مناخ البحر الأبيض المتوسط على ساحل القرم. توزيع هطول الأمطار غير متناسب حيث يبلغ أعلاه في الغرب والشمال وأدناه في شرق وجنوب شرق البلاد. يستقبل غرب أوكرانيا حوالي 1,200 مم (47.2 بوصة) سنوياً، في حين تتلقى القرم نحو 400 مم (15.7 بوصة) فقط من الأمطار. يتراوح الشتاء من بارد على طول ساحل البحر الأسود إلى بارد جداً داخل البلاد. متوسط درجات الحرارة السنوية يتراوح ما بين 5.5 درجة مئوية (41.9 درجة فهرنهايت) -7 درجة مئوية (44.6 درجة فهرنهايت) في الشمال، وبين 11 درجة مئوية (51.8 درجة فهرنهايت) -13 درجة مئوية (55.4 درجة فهرنهايت) في الجنوب.

### الإقليمية
لا توجد الفروق الإقليمية فقط في مسائل الهوية ولكن الانقسامات التاريخية لا تزال واضحة على مستوى تحديد الهوية الاجتماعية الفردية. تختلف المواقف تجاه القضايا السياسية الأهم، والعلاقات مع روسيا، بشدة بين لفيف، مع القومية الأوكرانية، والكنيسة الأوكرانية اليونانية الكاثوليكية، ودونيتسك مع الاتجاه الروسي وتفضل الحقبة السوفيتية، في حين أن في وسط وجنوب أوكرانيا، بما كذلك كييف، هذه الانقسامات أقل أهمية، كما يوجد عدم اهتمام تجاه سكان المناطق أخرى (استطلاع للرأي من قبل فريق البحث والماركات التجارية عقد في مارس 2010 اظهر ان موقف المواطنين من دونيتسك كان 79٪ إيجابياً تجاه المواطنين من لفيف بينما كانت النسبة 88 ٪ في الاتجاه المعاكس ). ومع ذلك، توحد الجميع في إطار الهوية الأوكرانية الشاملة التي تقوم على تقاسم الصعوبات الاقتصادية، مظهرة أن الاختلافات ثقافية وسياسية قبل كونها الديموغرافية.

## الاقتصاد

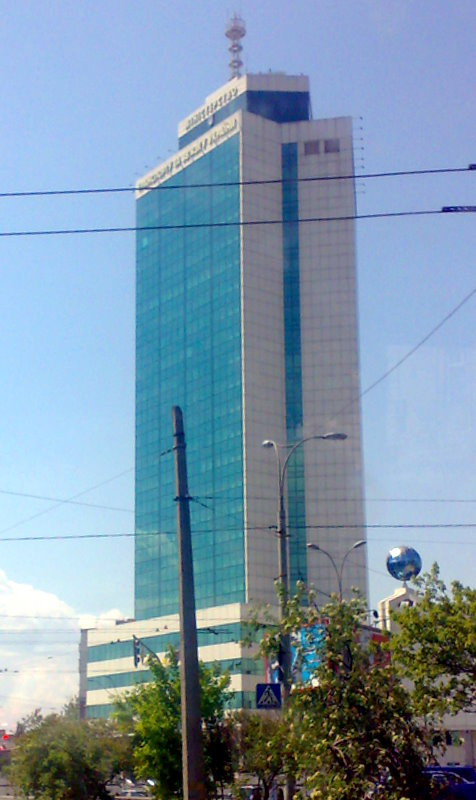
ناطحة سحاب في كييف

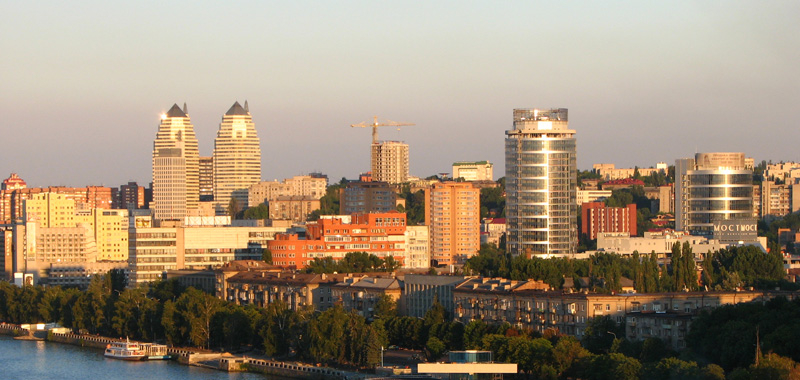
ناطحات السحاب في دنيبروبتروفسك

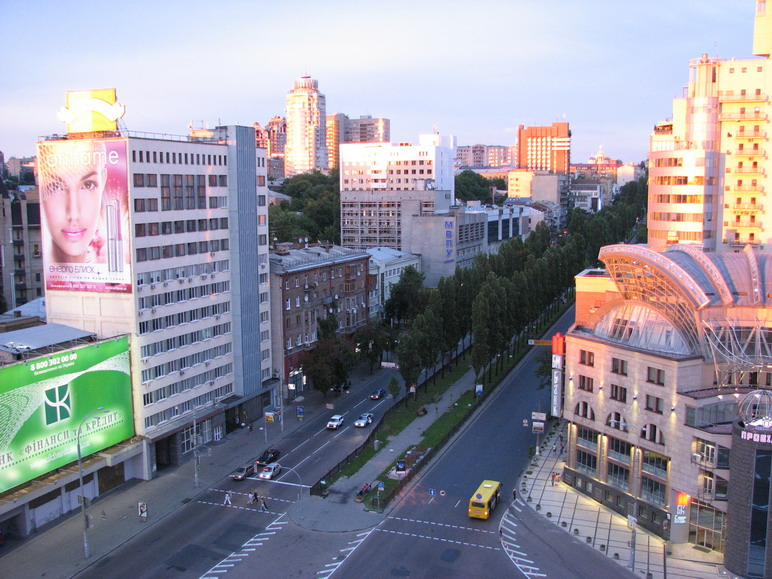
كييف، القلب الاقتصادي للمدينة

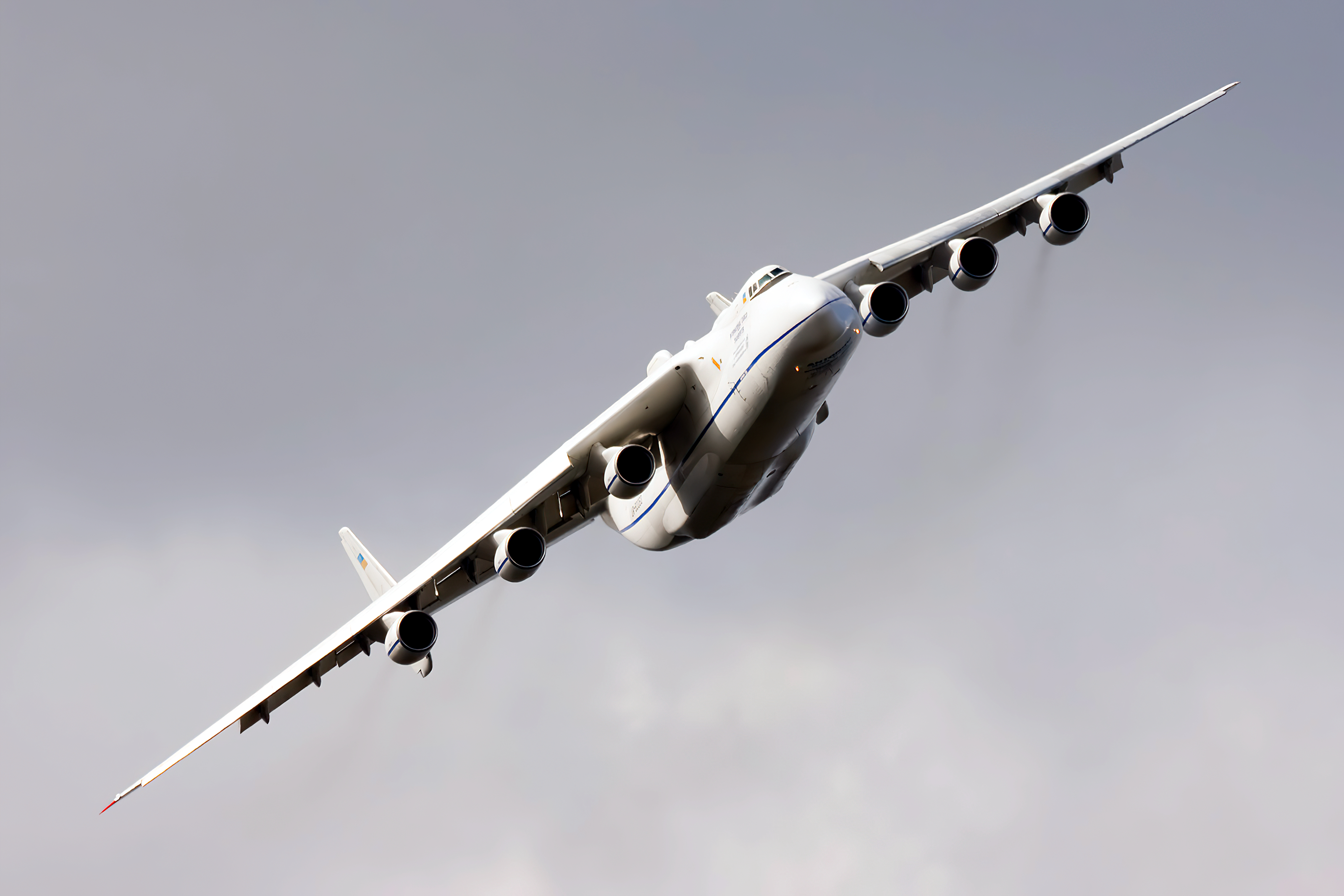
أن-225 انتونوف أوكرانية الصنع.

كان الاقتصاد الأوكراني في المرتبة الثانية ضمن الاتحاد السوفيتي، لكونه عنصراً صناعياً وزراعياً هاماً في اقتصاد البلاد المخطط. مع انهيار النظام السوفيتي، انتقلت البلاد من الاقتصاد المخطط إلى اقتصاد السوق. كانت عملية الانتقال ثقيلة بالنسبة لغالبية السكان الذين سقطوا في براثن الفقر. انهار اقتصاد أوكرانيا بشدة في السنوات التالية لانهيار الاتحاد السوفيتي. وأصبحت الحياة اليومية للمواطن الأوكراني صراعاً للبقاء. نجح البعض في المناطق الريفية في التخفيف من وطأ الأزمة من خلال زراعة الأغذية الخاصة بهم، والعمل في كثير من الأحيان في وظيفتين أو أكثر كما نجم اقتصاد المقايضة لشراء الضروريات الأساسية.
في عام 1991، حررت الحكومة معظم الأسعار لمكافحة النقص الواسع في المنتجات، وكان ناجحا في التغلب على المشكلة. وفي الوقت نفسه، واصلت الحكومة دعم الزراعة والصناعات المملوكة للدولة عن طريق الانبعاث النقدي غير المكشوف. دفعت السياسات النقدية في بداية التسعينيات التضخم إلى مستويات التضخم الجامح. في عام 1993، حملت أوكرانيا الرقم القياسي العالمي للتضخم في السنة التقويمية. أكثر من عانى أولئك الذين يعيشون على دخل ثابت.
لم تستقر الأسعار إلا بعد طرح العملة الجديدة، هريفنيا، في عام 1996. كما كانت البلاد بطيئة في تنفيذ الإصلاحات الهيكلية. بعد الاستقلال، شكلت الحكومة إطاراً قانونياً للخصخصة. مع ذلك، ظهرت مقاومة واسعة النطاق للإصلاحات من داخل الحكومة ومن جزء كبير من السكان مما عرقل هذه الجهود. استثنيت أعداد كبيرة من الشركات المملوكة للدولة من عملية الخصخصة.
في غضون ذلك، وبحلول عام 1999، انخفض الناتج المحلي الإجمالي إلى أقل من 40 في المائة من مستوى عام 1991،  لكنه تعافى قليلا فوق مستوى 100 في المئة بحلول نهاية عام 2006. في أوائل القرن الحالي، أظهر الاقتصاد نمواً قوياً في الصادرات بنسبة 5-10% ونمواً صناعياً بأكثر من 10 في المئة سنويا. ضربت الأزمة الاقتصادية عام 2008 أوكرانيا وفي تشرين الثاني / نوفمبر 2008، حرر بنك النقد الدولي قرضاً قيمته 16.5 مليار دولار لهذا البلد.
يصنف الناتج المحلي الإجمالي (تعادل القوة الشرائية) لأوكرانيا لعام 2007 وفقا لوكالة الاستخبارات المركزية، في المرتبة 29 في العالم ويقدر 359.9 مليار دولار أمريكي. اجمالي الناتج المحلي للفرد في عام 2008 وفقا للوكالة كان 7800 $ (من حيث تعادل القوة الشرائية)، في المرتبة 83 عالمياً. إجمالي الناتج المحلي الاسمي (بالدولار الأمريكي محسوباً بسعر صرف السوق) 198 مليار دولار، في المرتبة 41 عالمياً. بحلول تموز / يوليو 2008 وصل وسطي الراتب الاسمي في أوكرانيا 1930 هريفنيا في الشهر. وعلى الرغم من كونه أقل من بقية البلدان المجاورة في أوروبا الوسطى، وصل معدل نمو الدخل في عام 2008 لنسبة 36.8 في المئة. وفقاً لبرنامج الأمم المتحدة الإنمائي في عام 2003 يعيش ما يقرب من 4.9 في المئة من السكان الأوكران تحت مستوى 2 دولار أمريكي في اليوم  و 19.5 في المئة من السكان يعيشون تحت خط الفقر الوطني من العام ذاته.

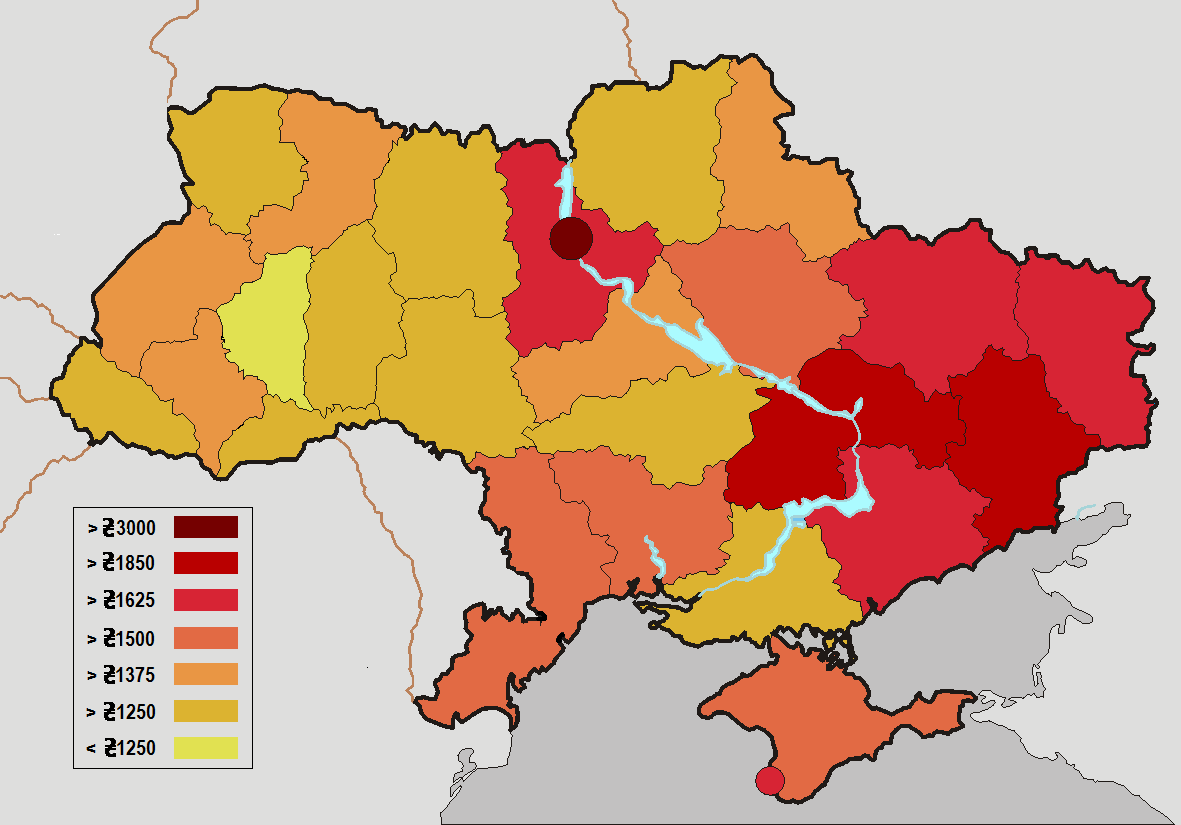
المناطق الإدارية الأوكرانية وفقاً للراتب الشهري

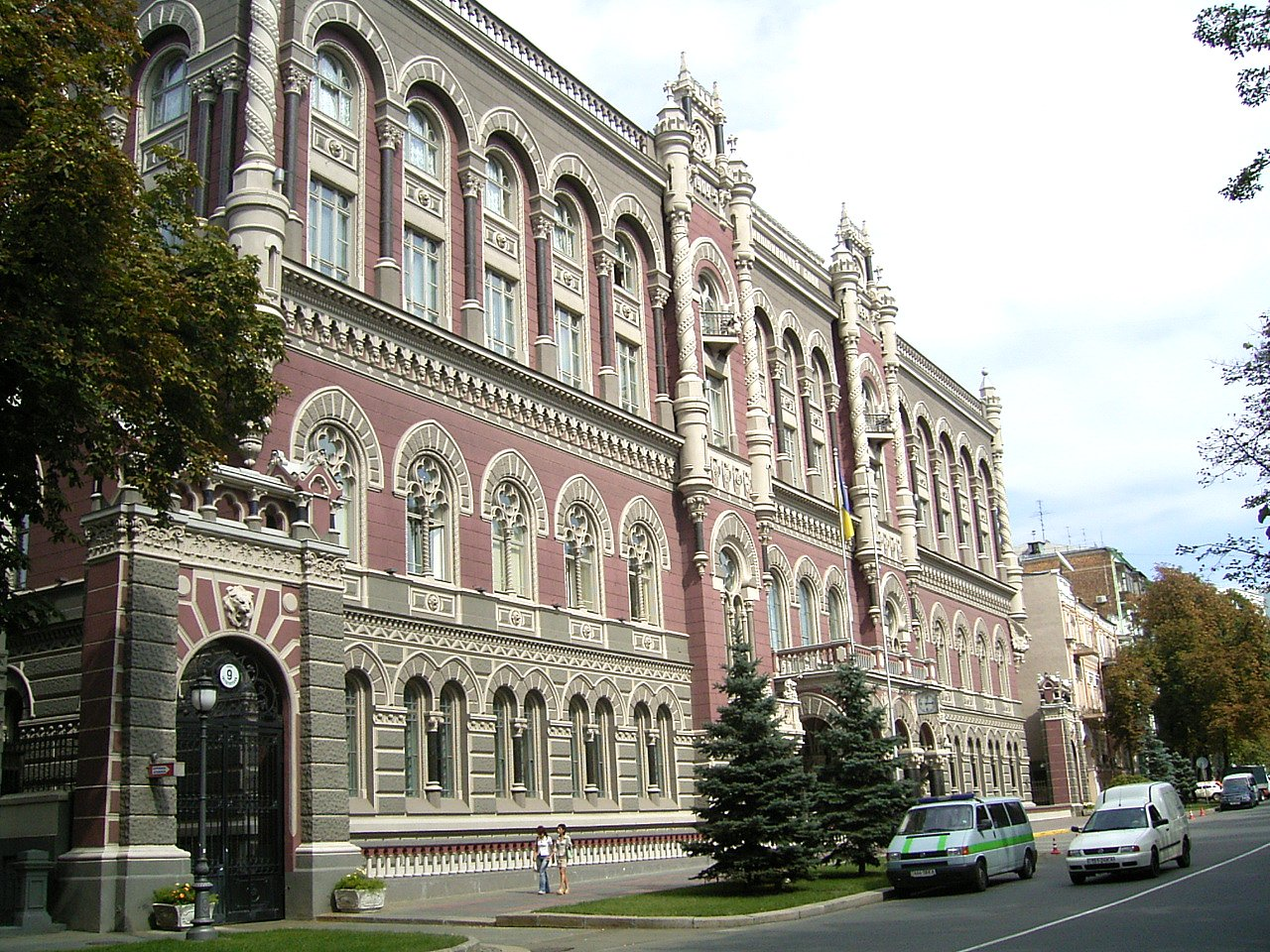
مبنى البنك الوطني الأوكراني

تنتج أوكرانيا تقريباً جميع أنواع سيارات النقل والمركبات الفضائية. يتم تصدير طائرات أنتونوف وشاحنات كراز لكثير من البلدان. تسوق معظم الصادرات الأوكرانية إلى الاتحاد الأوروبي واتحاد الدول المستقلة. منذ الاستقلال تحافظ أوكرانيا على وكالة الفضاء الخاصة بها، وكالة الفضاء الوطنية الأوكرانية. كما تشارك أوكرانيا بنشاط في استكشاف الفضاء والبعثات العلمية وبعثات الاستشعار عن بعد. بين عامي 1991 و 2007، أطلقت أوكرانيا ستة أقمار صناعية و 101 مركبة إطلاق محلية الصنع، وتستمر في تصميم المركبات الفضائية. وهكذا حتى يومنا هذا، من المسلم به أن أوكرانيا دولة رائدة في العالم في إنتاج الصواريخ والتكنولوجيا ذات الصلة.
معظم واردات البلاد من إمدادات الطاقة وخاصة النفط والغاز الطبيعي، وتعتمد إلى حد كبير على روسيا كمورد للطاقة. في حين أن 25 في المئة من الغاز الطبيعي في أوكرانيا يأتي من مصادر داخلية، يأتي نحو 35 في المئة من روسيا والباقي 40 في المئة من آسيا الوسطى من خلال الطرق التي تسيطر عليها روسيا. وفي الوقت ذاته، يمر 85 في المئة من الغاز الروسي إلى غرب أوروبا عبر أوكرانيا.

يصنف البنك الدولي أوكرانيا كدولة ذات دخل متوسط. تشمل القضايا الهامة البنية التحتية ونظام النقل المتخلف، والفساد والبيروقراطية. في عام 2007 سجلت سوق الأسهم الأوكرانية ثاني أعلى نمو في العالم من 130 في المئة. ووفقاً لوكالة الاستخبارات المركزية، في عام 2006 بلغت القيمة السوقية لسوق الأوراق المالية الأوكرانية 111.8 مليار $. تشمل القطاعات النامية من الاقتصاد الأوكراني سوق تقنية المعلومات والتي تفوقت على جميع دول وسط وشرق أوروبا في عام 2007، حيث نمت بنحو 40 في المئة.

### السياحة
تحتل أوكرانيا المركز الثامن عالمياً من حيث عدد السياح، وفقا لتصنيف المنظمة العالمية للسياحة.
عجائب أوكرانيا السبعة هي المعالم التاريخية والثقافية السبعة في أوكرانيا.

## الثقافة

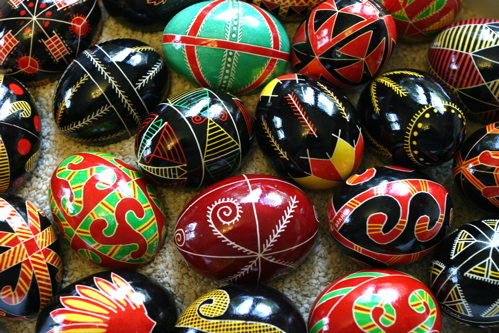
مجموعة تقليدية من بيسانكي من فولين

تتأثر التقاليد الأوكرانية بشكل كبير بالمسيحية، والتي هي الدين السائد في البلاد. كما أن دور الجنس يميل أيضا لأن يكون أكثر تقليدياً، كما أن الأجداد يلعبون دوراً أكبر في تربية الأطفال مما هو الحال في الغرب. تأثرت الثقافة في أوكرانيا أيضا بجيرانها الشرقيين والغربيين، الأمر الذي ينعكس في هندستها المعمارية، والموسيقى والفن.
كان للحقبة الشيوعية تأثير قوي على الفن والكتابة في أوكرانيا. في عام 1932، قدم ستالين سياسة الدولة الاشتراكية الواقعية في الاتحاد السوفيتي عندما صدر المرسوم «إعادة هيكلة المنظمات الأدبية والفنية». الأمر الذي خنق الإبداع لحد كبير. برز الجلاسنوست (الانفتاح) في الثمانينات الأمر الذي سمح للكتاب والفنانين السوفيت بحرية التعبير عن أنفسهم كما يريدون.

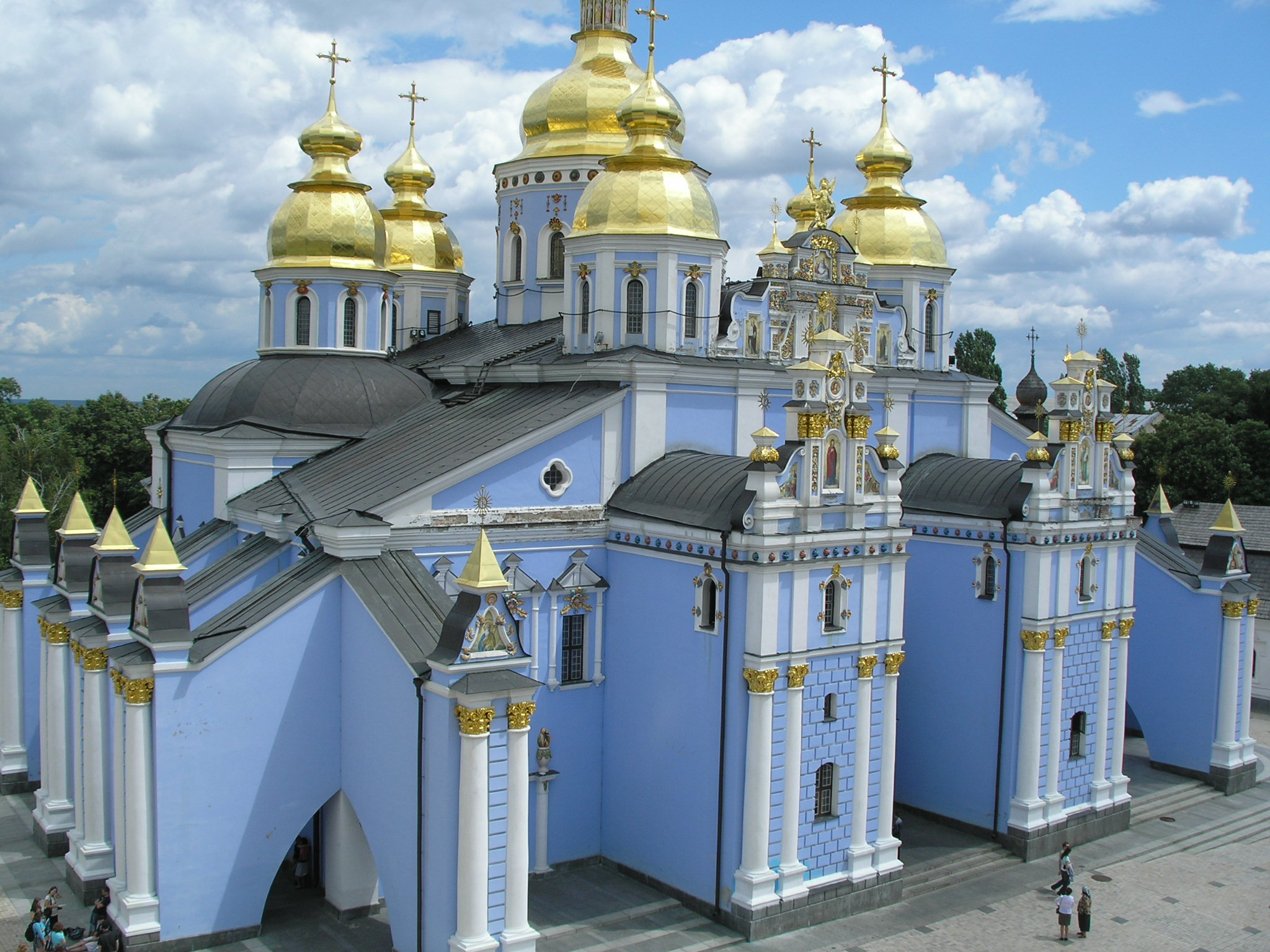
كاتدرائية القديس مايكل ذات القبة الذهبية في كييف، مثال على الطراز العمراني الأوكراني.

تقليد بيضة عيد الفصح، والمعروفة باسم بيسانكي، ذو جذور عميقة في أوكرانيا. يرسم على البيض بالشمع لخلق نمط؛ ومن ثم يطبق الصباغ ليعطي البيضة ألواناً حسنة. لا يؤثر الصباغ على الأجزاء المغطاة بالشمع. بعد أن تصبغ كامل البيضة يزال الشمع وتبقى حينها الأنماط الملونة. هذا التقليد ضارب في القدم، وسبق وصول المسيحية إلى أوكرانيا. أسست مدينة كولوميا على سفوح جبال الكاربات في عام 2000 متحف بيسانكا الذي حصل على ترشيح نصب أوكرانيا الحديثة في عام 2007، كجزء من مشروع عجائب أوكرانيا السبع.
تشمل الصفرة التقليدية الأوكرانية الدجاج ولحم الخنزير ولحم البقر والسمك والفطر. يفضل الأوكرانيون أيضا البطاطا والحبوب والخضراوات الطازجة المخللة. من الأطباق التقليدية فارينيكي (زلابية مغلية مع الفطر والبطاطا ومخلل الملفوف والجبن أو الكرز)، بورشت (حساء مصنوع من البنجر والملفوف والفطر أو اللحوم) وهلولبتسي (لفائف ملفوف محشوة بالأرز والجزر واللحم). كما تشمل التخصصات الأوكرانية دجاج كييف (تشيكن ألاكييف) وكعكة كييف. من المشروبات الأوكرانية الفاكهة المطهية، العصائر والحليب واللبن (يصنع منه الجبنة أيضاً)، والمياه المعدنية والشاي والقهوة والبيرة والنبيذ وهوريلكا.

### اللغة
وفقا للدستور، لغة الدولة في أوكرانيا هي الأوكرانية. بينما يتحدث بالروسية، التي كانت اللغة الرسمية في الواقع في الاتحاد السوفيتي، على نطاق واسع، لا سيما في شرق وجنوب أوكرانيا. وفقا لتعداد عام 2001، 67.5 في المئة من السكان صرحوا بأن الأوكرانية هي لغتهم الأصلية بينما كانت الروسية لدى 29.6 في المئة. معظم المتكلمين بالأوكرانية كلغة أم يتكلمون الروسية كلغة ثانية.
تؤدي هذه التفاصيل إلى اختلاف كبير في نتائج المسح المختلفة، حتى أن إعادة صياغة السؤال نفسه قد تغير من نسب النتائج بشكل واضح. [f] يتحدث بالأوكرانية بشكل رئيسي في غرب ووسط أوكرانيا. في غرب أوكرانيا الأوكرانية هي اللغة السائدة في المدن (مثل لفيف). بينما في وسط أوكرانيا، يستخدم كل من الأوكرانية والروسية على حد سواء في المدن، مع كون الروسية أكثر شيوعا في كييف، [f] بينما الأوكرانية هي اللغة السائدة في المجتمعات الريفية. في شرق وجنوب أوكرانيا، تستخدم الروسية أساسا في المدن، بينما الأوكرانية في المناطق الريفية.
تراجع عدد الناطقين بالأوكرانية في الحقبة السوفيتية من جيل إلى جيل. وبحلول منتصف الثمانينات، تراجع استخدام اللغة الأوكرانية في الحياة العامة بشكل ملحوظ. بعد الاستقلال، بدأت حكومة أوكرانيا محاولات لاستعادة هيمنة اللغة الأوكرانية من خلال سياسة الأكرنة. اليوم، تترجم أو تدبلج جميع الأفلام الأجنبية وبرامج التلفزيون، بما في ذلك الروسية، إلى الأوكرانية.
وفقا لدستور جمهورية القرم ذاتية الحكم، الأوكرانية هي لغة الدولة الوحيدة في الجمهورية. مع ذلك، يسلم الدستور بالروسية كلغة يستخدمها غالبية السكان، ويضمن حرية استخدامها في كافة مجالات الحياة العامة. وبالمثل، فإن لغة تتار القرم (لغة 12 في المئة من سكان القرم ) تخضع لحماية الدولة الاستثنائية، فضلا عن لغات القوميات الأخرى. يشكل الناطقون بالروسية الأغلبية الساحقة من سكان القرم (77 ٪)، بينما يتكلم الأوكرانية 10.1 في المئة فقط، والمتكلمين بلغة تتار القرم 11.4 في المئة. ولكن في الحياة اليومية لغالبية تتار القرم والأوكرانيين في القرم تستخدم اللغة الروسية.

### الأدب
يعود تاريخ الأدب الأوكراني إلى القرن الحادي عشر، بعد تحول روس كييف للمسيحية. كانت الكتابات حينها حول الطقوس الدينية أساسا وكانت مكتوبة بلغة الكنيسة السلافية القديمة. أشهر الروايات التاريخية من ذلك العصر والتي تؤرخ له تدعى الوقائع الابتدائية.[g] تراجع النشاط الأدبي بشكل مفاجئ أثناء الغزو المغولي.
تطور الأدب الأوكراني مرة أخرى في القرن الرابع عشر، وأحرز تقدما ملموسا في القرن السادس عشر مع إدخال الطباعة وبداية عصر القوزاق، في إطار الهيمنة الروسية والبولندية. أنشأ القوزاق مجتمعاً مستقلاً ونشروا نوعاً جديداً من القصائد الملحمية، التي اعتبرت نقطة عالية من الأدب الشفوي الأوكراني. تراجعت هذه التطورات في القرن السابع عشر وبداية الثامن عشر، عندما حظر النشر باللغة الأوكرانية. ومع ذلك، في أواخر القرن الثامن عشر برز الأدب الأوكراني الحديث في نهاية المطاف.
بدأت في القرن 19 فترة العامية في أوكرانيا، من خلال عمل ايفان كوتلياريفسكي اينييدا، أول منشور بالكتابة الأوكرانية الحديثة. تطورت الرومانسية الأوكرانية في أواخر ثلاثينات القرن التاسع عشر وظهر على الساحة أشهر الرومانسيين في تاريخ الأمة الأوكرانية الشاعر والرسام تاراس شيفتشينكو. حيث يعتبر ايفان كوتلياريفسكي أب الأدب باللغة العامية الأوكرانية؛ وشيفتشينكو والد النهضة الوطنية.
بعد ذلك، في عام 1863، حظر استخدام اللغة الأوكرانية في الطباعة من قبل الإمبراطورية الروسية. هذا الأمر قمع بشدة النشاط الأدبي في المنطقة، وحيث أجبر الكتاب الأوكرانيون على نشر أعمالهم إما باللغة الروسية أو نشرها في غاليسيا الخاضعة للسلطة النمساوية. لم يرفع الحظر رسمياً أبداً، لكنه ألغي عملياً بعد ثورة البلاشفة ووصولهم إلى السلطة.
واصل الأدب الأوكراني الازدهار في السنوات السوفيتية المبكرة، عندما تمت الموافقة على أغلب الاتجاهات الأدبية. واجهت هذه السياسات انخفاضاً حاداً في الثلاثينيات، عندما نفذ ستالين سياسته الواقعية الاشتراكية. حيث صرح بأن الهدف ليس بالضرورة قمع اللغة الأوكرانية، لكن الكتاب بحاجة اتباع نمط معين في أعمالهم. واصلت الأنشطة الأدبية نشاطاً محدوداً نوعا ما في ظل الحزب الشيوعي، ولم يكن حتى نالت أوكرانيا استقلالها في عام 1991 حين تم إطلاق حرية الكتاب للتعبير عن أنفسهم كما يشاءون.

### الموسيقى والرقص

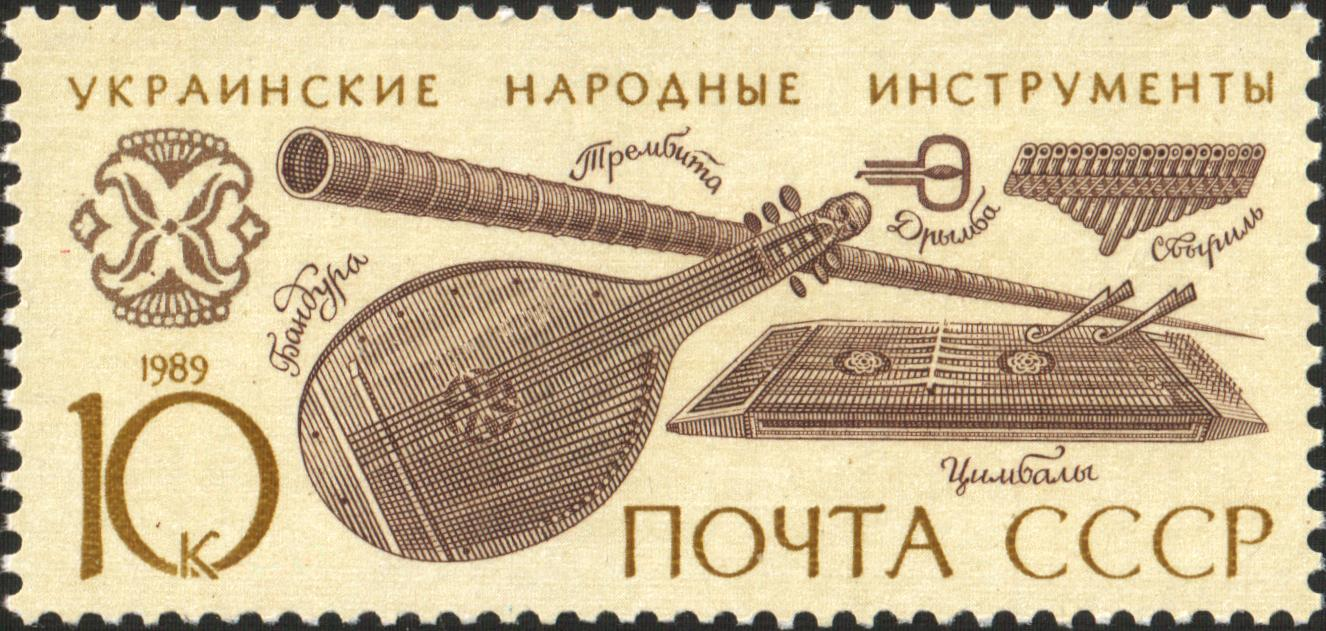
طابع سوفياتي بريدي يحمل صورة أدوات موسيقية أوكرانية تقليدية

الموسيقى هي جزء كبير من الثقافة الأوكرانية، ولها تاريخ طويل والعديد من التأثيرات. من الموسيقى الشعبية التقليدية للموسيقى الكلاسيكية إلى موسيقى الروك الحديثة، أنتجت أوكرانيا قائمة طويلة من المواهب الموسيقية المعترف بها دوليا بما في ذلك تشايكوفسكي وأوكين الزي. تسللت عناصر من الموسيقى الشعبية التقليدية الأوكرانية إلى الموسيقى الغربية، وحتى في الجاز الحديثة. في عالم الرقص، يتضح التأثير الأوكراني من رقصة البولكا حتى رقصة كسارة البندق.

### الرياضة

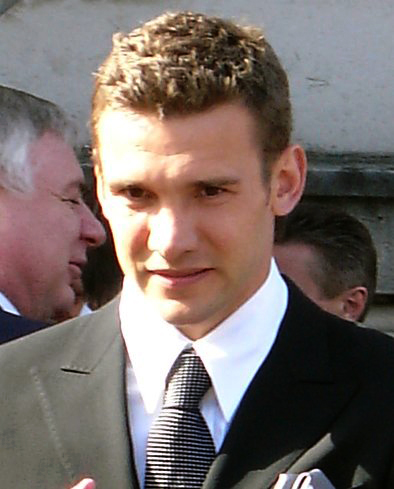
أندري شيفتشينكو لاعب كرة قدم أوكراني

استفادت أوكرانيا كثيرا من التركيز السوفيتي على التربية البدنية. تركت هذه السياسات في أوكرانيا مئات الملاعب وأحواض السباحة وقاعات الألعاب الرياضية، والعديد من المرافق الرياضية الأخرى. الرياضة الأكثر شعبية هي كرة القدم. دوري المحترفين الأول هو فيشا ليغا، المعروف أيضا باسم الدوري الممتاز الأوكراني. الفريقين الأكثر نجاحاً هما المتنافسان أبداً نادي دينامو كييف وغريمه نادي شاختار دونيتسك. على الرغم من أن شاختار هو البطل السائد حالياً في فيشا ليغا، فإن دينامو كييف كان أكثر نجاحا من الناحية التاريخية، حيث فاز بكأس الاتحاد الأوروبي مرتين، وكأس السوبر الأوروبي مرة وحيدة، ورقم قياسي بلغ 13 بطولة في الاتحاد السوفيتي و 12 بطولة أوكرانية، بينما فاز شاختار بأربعة أوكرانية فقط ومرة وحيدة في بكأس الاتحاد الأوروبي.
لعب العديد من الأوكرانيين في فريق كرة القدم الوطني السوفيتي، وعلى الأخص إيغور بيلانوف وأوليغ بلوخين، الفائزين بجائزة الكرة الذهبية المرموقة لأفضل لاعب كرة القدم في العام. قدمت هذه الجائزة فقط لأوكراني وحيد بعد انهيار الاتحاد السوفيتي، أندري شيفتشينكو، والقائد الحالي للمنتخب الوطني الأوكراني لكرة القدم. وصل المنتخب الوطني لأول مرة لكأس العالم 2006 لكرة القدم وبلغ الدور ربع النهائي قبل أن يخسر امام البطل في نهاية المطاف، إيطاليا. الأوكرانيون جيدون أيضا في الملاكمة، حيث يحمل الاخوة فيتالي كليتشكو وفلاديمير كليتشكو بطولة العالم للوزن الثقيل.

أدلت أوكرانيا بدلوها في الألعاب الأولمبية الشتوية عام 1994. حتى الآن، تعد أوكرانيا أكثر نجاحا في الألعاب الأولمبية الصيفية (96 ميدالية في اربع بطولات) مما هي عليه في الألعاب الأولمبية الشتوية (خمس ميداليات في اربع بطولات). أوكرانيا حاليا في المرتبة 35 من حيث عدد الميداليات الذهبية التي فازت بها في جميع الألعاب الأولمبية أبداً، حيث أن كافة البلدان فوقها في الترتيب تمتلك مشاركات أكثر في هذه البطولات عدا روسيا.

## الديموغرافيا
| التركيب العرقي لأوكرانيا                            | التركيب العرقي لأوكرانيا | التركيب العرقي لأوكرانيا | التركيب العرقي لأوكرانيا | التركيب العرقي لأوكرانيا |
| --------------------------------------------------- | ------------------------ | ------------------------ | ------------------------ | ------------------------ |
|                                                     |                          |                          |                          |                          |
| أوكرانيون                                           | أوكرانيون                |                          | 77.8%                    | 77.8%                    |
| روس                                                 | روس                      |                          | 17.3%                    | 17.3%                    |
| بلاروس                                              | بلاروس                   |                          | 0.6%                     | 0.6%                     |
| مولداف                                              | مولداف                   |                          | 0.5%                     | 0.5%                     |
| تتار القرم                                          | تتار القرم               |                          | 0.5%                     | 0.5%                     |
| بلغار                                               | بلغار                    |                          | 0.4%                     | 0.4%                     |
| مجر                                                 | مجر                      |                          | 0.3%                     | 0.3%                     |
| رومانيون                                            | رومانيون                 |                          | 0.3%                     | 0.3%                     |
| بولنديون                                            | بولنديون                 |                          | 0.3%                     | 0.3%                     |
| آخرون                                               | آخرون                    |                          | 1.7%                     | 1.7%                     |
| المصدر: التركيبة العرقية لسكان أوكرانيا, إحصاء 2001 |                          |                          |                          |                          |

العرقية الأوكرانية في أوكرانيا

وفقاً لتعداد عام 2001 يشكل العرق الأوكراني 77.8 ٪ من السكان. المجموعات العرقية الأخرى الهامة هي الروس (17.3 ٪)، البيلاروس (0.6 ٪)، المولداف (0.5 ٪)، تتار القرم (0.5 ٪)، البلغار (0.4٪)، المجر (0.3 ٪) والرومانيون (0.3 ٪) والبولنديين (0.3 ٪)، اليهود (0.2 ٪) والأرمن (0.2 ٪)، اليونان (0.2 ٪) والتتار (0.2 ٪). المناطق الصناعية في شرق وجنوب شرق البلاد أشد ازدحاما بالسكان، كما أن نحو 67.2 في المئة من السكان يعيشون في المناطق الحضرية.

### الدين
| الدين في أوكرانيا.                              | الدين في أوكرانيا.                              | الدين في أوكرانيا. | الدين في أوكرانيا. | الدين في أوكرانيا. |
| ----------------------------------------------- | ----------------------------------------------- | ------------------ | ------------------ | ------------------ |
| الدين                                           | الدين                                           |                    | النسبة المئوية     | النسبة المئوية     |
| الكنيسة الأرثوذكسية الأوكرانية - بطريركية كييف  | الكنيسة الأرثوذكسية الأوكرانية - بطريركية كييف  |                    | 39.8%              | 39.8%              |
| الكنيسة الأرثوذكسية الأوكرانية - بطريركية موسكو | الكنيسة الأرثوذكسية الأوكرانية - بطريركية موسكو |                    | 29.4%              | 29.4%              |
| الكاثوليكية اليونانية الأوكرانية                | الكاثوليكية اليونانية الأوكرانية                |                    | 14.1%              | 14.1%              |
| الكنيسة الأرثوذكسية الأوكرانية المستقلة         | الكنيسة الأرثوذكسية الأوكرانية المستقلة         |                    | 2.8%               | 2.8%               |
| الروم الكاثوليك                                 | الروم الكاثوليك                                 |                    | 1.7%               | 1.7%               |
| البروتستانت                                     | البروتستانت                                     |                    | 2.4%               | 2.4%               |
| مسلمون                                          | مسلمون                                          |                    | 0.6%               | 0.6%               |
| يهود                                            | يهود                                            |                    | 0.2%               | 0.2%               |
| آخرون                                           | آخرون                                           |                    | 2%                 | 2%                 |

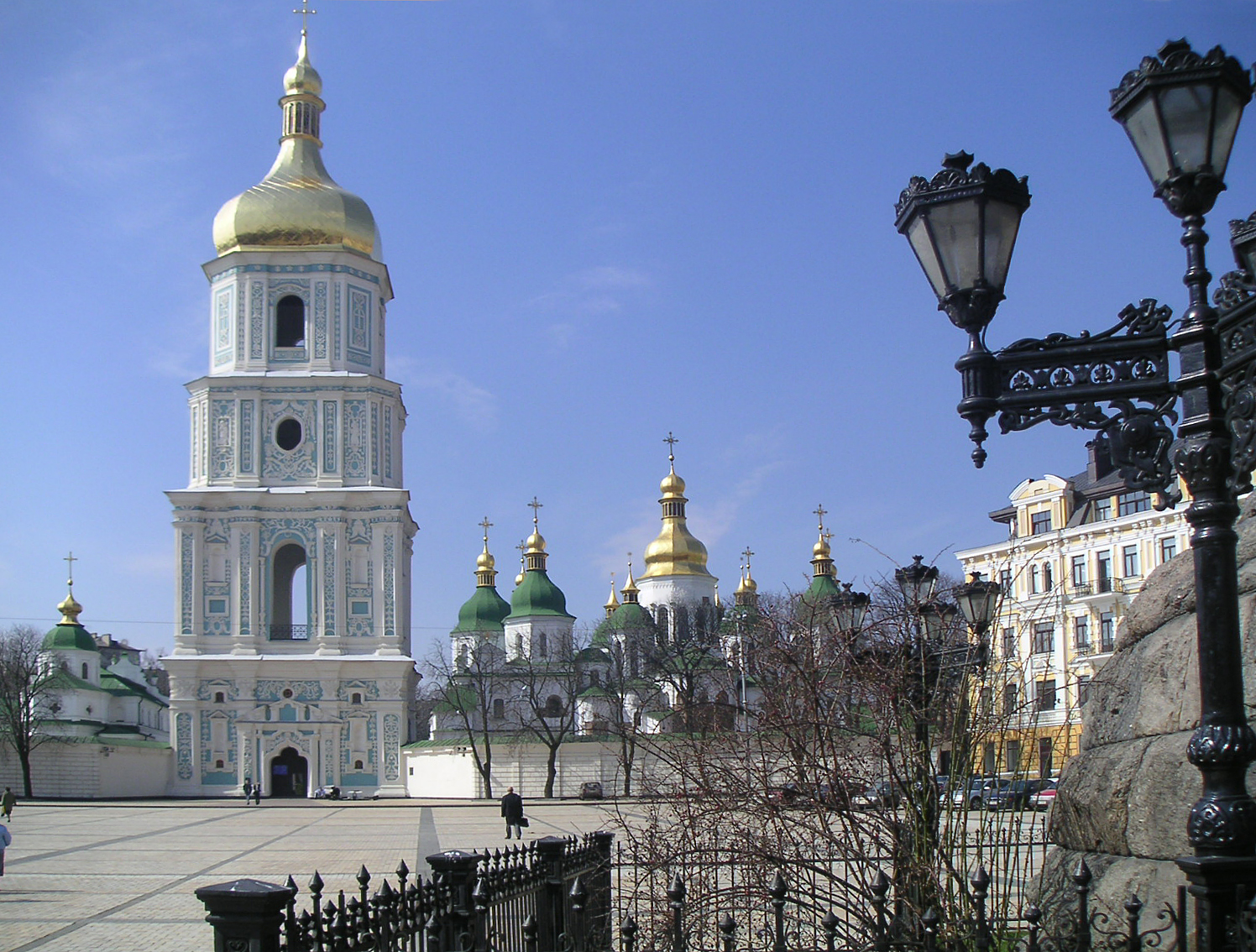
كاتدرائية القديسة صوفيا في كييف، من مواقع التراث العالمي لليونسكو

الدين السائد في أوكرانيا هو المسيحية الأرثوذكسية الشرقية، والتي تنقسم حاليا بين هيئات كنسية ثلاث: الكنيسة الأرثوذكسية الأوكرانية - بطريركية كييف، والكنيسة الأرثوذكسية الأوكرانية كهيئة كنسية مستقلة تحت بطريرك موسكو، الكنيسة الأرثوذكسية الأوكرانية المستقلة.
وفقًا لدراسة قام بها مركز رازومكوف عام 2018، حوالي 87.4% من سكان أوكرانيا مسيحيين. وتأتي الكنيسة الأرثوذكسية الشرقية في مقدمة الطوائف المسيحية مع حوالي 67.3% من مجمل السكان (28.7% ينضون تحت الكنيسة الأرثوذكسية الأوكرانية - بطريركية كييف، 23.4% فقط أرثوذكس، 12.8% يتبعون الكنيسة الأرثوذكسية الأوكرانية - بطريركية موسكو، و0.3% يتبعون الكنيسة الأرثوذكسية الأوكرانية المستقلة)؛ وحوالي 7.7% من الأوكرانيين هم مسيحيين بلا طائفة. ويشكل أتباع الكنيسة الأوكرانية الكاثوليكية حوالي 9.4%، يليهم كل من البروتستانت مع حوالي 2.2% والرومان الكاثوليك مع حوالي 0.8%.
يحل في المركز الثاني بفارق كبير في عدد الأتباع هي الكنيسة الأوكرانية اليونانية الكاثوليكية الطقوس الشرقية، التي تمارس تقاليد مماثلة دينية وروحانية للأرثوذكسية الشرقية، لكنها على تواصل مع الكرسي الرسولي للكنيسة الكاثوليكية الرومانية وتعترف بسيادة البابا كرئيس للكنيسة.
بالإضافة إلى ذلك، هناك 863 من الطوائف الكاثوليكية الرومانية، و 474 من رجال الدين يخدمون نحو مليون من الروم الكاثوليك في أوكرانيا. يشكل مجموع الروم الكاثوليك 2.19% من السكان، وتتكون بشكل رئيسي من العرقيتين البولندية والمجرية، اللتان تعيشان في المناطق الغربية من البلاد.
يشكل المسيحيون البروتستانت أيضا حول شكل 2.19 في المئة من السكان. تزايدت أعداد البروتستانت بشكل كبير منذ استقلال أوكرانيا. اتحاد المعمدانية الإنجيلية في أوكرانيا هي أكبر مجموعة، يبلغ أفرادها 150,000 ورجال الدين حوالي 3000. ثاني أكبر الكنائس البروتستانتية هي كنيسة الإيمان الإنجيلية (خمسينية) الأوكرانية مع 110,000 عضو وأكثر من 1500 من الكنائس المحلية وأكثر من 2000 من رجال الدين، لكن توجد أيضا مجموعات أخرى من الخمسينية حيث يبلغ مجموع أتباعها بالمجمل أكثر من 300,000، مع أكثر من 3000 من الكنائس المحلية. هناك أيضاً العديد من مدارس الخمسينية للتعليم العالي مثل معهد لفيف اللاهوتي ومعهد كييف للكتاب المقدس. من بين المجموعات الأخرى الكالفينيين، وشهود يهوه واللوثريون والميثوديون والسبتيين. كنيسة يسوع المسيح لقديسي الأيام الأخيرة (كنيسة المورمون) موجودة أيضاً.
يبلغ عدد المسلمين في أوكرانيا نصف مليون، حوالي نصفهم من تتار القرم. هناك 487 مجمتع مسلم مسجل، منها 368 في شبه جزيرة القرم. بالإضافة إلى ذلك، حوالي 50,000 مسلم يعيشون في كييف، معظمهم من المولودين في الخارج.
الجالية اليهودية جزء صغير مما كانت عليه قبل الحرب العالمية الثانية. المدن التي ضمت أكبر عدد من اليهود في عام 1926 أوديسا بـ 154,000 أو 36.5 ٪ من مجموع السكان، وكييف بـ 140,500 أو 27.3 ٪. يشير تعداد عام 2001 إلى وجود 103,600 يهودي في أوكرانيا، على الرغم من زعم قادة المجتمع المحلي بأن أعدادهم قد تصل 300,000. لا توجد إحصاءات عن نسبة اليهود الأوكرانيين المتدينين، لكن اليهودية الأرثوذكسية ذات وجود قوي في أوكرانيا. مجتمع الإصلاح والمحافظين اليهود (ماسورتي) موجودان كذلك.

### الأزمة الديموغرافية
وقعت أوكرانيا في أزمة ديموغرافية منذ الثمانينات بسبب معدل الوفيات المرتفع ومعدل المواليد المنخفض. يتقلص عدد السكان بمقدار 150,000 نسمة سنويا بسبب أدنى معدل للولادات في أوروبا إلى جانب أحد أعلى معدلات الوفيات في أوروبا.
في عام 2007، كان معدل سرعة انخفاض تعداد السكان الرابع عالمياً.

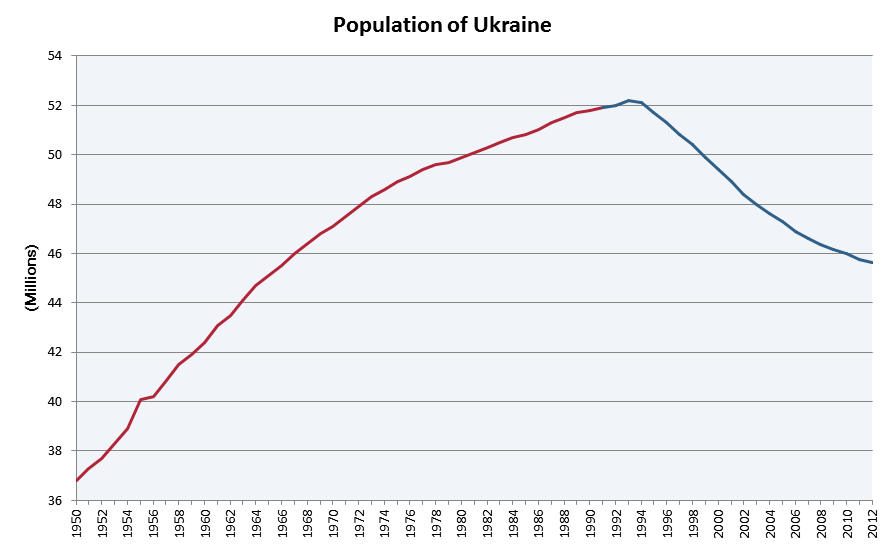
تعداد أوكرانيا بالمليون بين (1950-2009).

متوسط العمر المتوقع آخذ في الانخفاض. تعاني الأمة من ارتفاع معدل الوفيات الناجم عن التلوث البيئي، والتغذية السيئة والتدخين على نطاق واسع، وإدمان الكحول المنتشر، وتدهور الرعاية الطبية.
في عام 2008، ولد ما يقارب 500,000 طفلا في أوكرانيا، بزيادة 20% مما كان عليه في عام 2004. انخفضت معدلات وفيات الرضع من 10.4 حالة وفاة إلى 8.9 من بين كل 1000 طفل بعمر أقل من عام واحد. رغم ذلك لا يزال المعدل مرتفعاً مقارنة بالعديد من الدول الأخرى.
وفقاً للأمم المتحدة، الفقر وسوء الرعاية الصحية أكبر المشاكل التي تواجه الأطفال الأوكرانيين. تعيش أكثر من 26% من الأسر التي لديها طفل واحد، و 42% من الأسر التي لديها طفلين و 77% من الأسر التي لديها أربعة أطفال أو أكثر تحت خط الفقر، وفقا لليونسيف. في تشرين الثاني 2009 ذكرت نينا كارابشيفا ناشطة حقوق الإنسان الأوكرانية أن حياة الكثيرين من الأطفال البالغ تعدادهم 8,200,000 في أوكرانيا لا تزال صعبة.

#### الخصوبة
معدل المواليد الحالي في أوكرانيا هو 9.55 ولادة/1,000 شخص، ومعدل الوفيات هو 15.93 وفاة / 1,000 شخص.
تبرز ظاهرة الخصوبة المنخفضة في أوروبا بمعدل خصوبة دون 1.3. يعزوها الكثيرون إلى تأجيل الحمل لدى العديدين. تمتلك أوكرانيا أحد أدنى معدلات الخصوبة في العالم (منخفضة جدا 1.1 في عام 2001)، حيث يبدو أنه ثمة عدة طرق مؤدية لمستوى خصوبة منخفض. على الرغم من أن أوكرانيا شهدت تحولات هائلة سياسية واقتصادية خلال 1991-2004، تمسكت بسن الولادة الأولى المبكر. تظهر تحاليل الإحصاءات الوطنية الرسمية والإحصاءات الأوكرانية للصحة الإنجابية أن معدلات الخصوبة انخفضت إلى مستويات متدنية جدا من دون الانتقال إلى نمط آخر في الحمل. توحي النتائج المستخلصة من المقابلات المركزة في جماعات بتفسيرات لنمط الخصوبة المبكر. تشمل هذه النتائج استمرار المعايير التقليدية لإنجاب الأطفال ودور كل من الرجال والنساء، والمخاوف من المضاعفات الطبية والعقم في سن متأخرة، والعلاقة بين الخصوبة المبكرة والزواج المبكر.

#### سياسات الإنجاب
للمساعدة في التخفيف من انخفاض عدد السكان، تواصل الحكومة زيادة المساعدات المالية للأطفال. حيث تدفع دفعة وحيدة بمقدار 12,250 هريفنا للطفل الأول، 25,000 هريفنيا للطفل الثاني و 50,000 للثالث والرابع، بالإضافة إلى دفعات شهرية تبلغ 154 هريفنا للطفل الواحد. تظهر المؤشرات السكانية علامات تحسن، حيث ينمو معدل المواليد باطراد منذ عام 2001. سجل نمو سكاني صاف خلال الأشهر التسعة الأولى من عام 2007 في خمس محافظات من البلاد (من أصل 24)، وأظهر معدل تقلص عدد السكان علامات استقرار على الصعيد الوطني. في عام 2007 كانت أعلى معدلات المواليد في المناطق الغربية.

#### المجاعات
شكلت المجاعات التي عرفتها أوكرانيا في الثلاثينات، وما تلاها من دمار في الحرب العالمية الثانية، كوارث ديموغرافية. انخفض متوسط العمر المتوقع عند الولادة إلى مستويات منخفضة تصل إلى عشر سنوات بالنسبة للإناث، وسبعة للذكور في عام 1933 واستقر حوالي 25 سنة للإناث و 15 للذكور في الفترة 1941-1944.

### الهجرة
برزت هجرة واسعة في السنوات الأولى من استقلال أوكرانيا. أكثر من مليون شخص انتقلوا إلى أوكرانيا في 1991- 1992، معظمهم من الجمهوريات السوفيتية السابقة الأخرى. وفي المجموع، بين عامي 1991 و 2004، 2.2 مليون هاجروا إلى أوكرانيا (من بينهم، مليوني من دول الاتحاد السوفيتي السابق)، هاجر 2.5 مليون من أوكرانيا (من بينهم، 1.9 مليون انتقلوا إلى جمهوريات الاتحاد السوفيتي السابق). في الوقت الراهن، يشكل المهاجرون ما يقدر بـ 14.7 ٪ من مجموع السكان، أو 6.9 مليون شخص، مشكلاً رابع أكبر نسبة في العالم. في عام 2006، كان هناك ما يقدر بنحو 1.2 مليون كندي من أصل أوكراني، مما يجعل من كندا ثالث بلد يقطنها الأوكرانيون بعد أوكرانيا نفسها وروسيا.

## التعليم

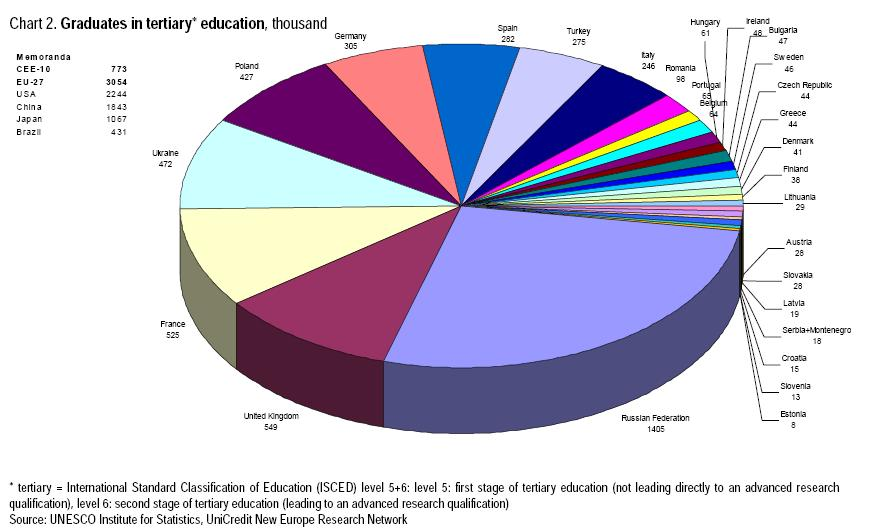
تخرج أوكرانيا رابع أكبر عدد من خريجي ما بعد التعليم الثانوي في أوروبا، بينما تصنف سابعة من حيث تعداد السكان.

### المدارس
وفقاً للدستور الأوكراني، تمنح فرص الحصول على التعليم المجاني لجميع المواطنين. إكمال التعليم الثانوي العام إلزامي في المدارس الحكومية التي تشكل الأغلبية الساحقة. يتوفر التعليم العالي المجاني في والمؤسسات التعليمية المجتمعية والتابعة للدولة على أساس تنافسي. هناك أيضا عدد قليل من المعاهد الثانوية ومعاهد التعليم العالي المعتمدة.
بسبب تركيز الاتحاد السوفيتي على وصول التعليم للجميع، السياسة المتبعة حالياً أيضاً في أوكرانيا، فإن معدل تعلم القراءة والكتابة يقدر بـ 99.4 ٪. منذ عام 2005، تم استبدال البرنامج المدرسي على 11 عاما إلى 12 موزعة كالتالي: التعليم الابتدائي يستغرق أربع سنوات (ابتداء من سن السادسة)، التعليم المتوسط (الثانوي) يستغرق خمس سنوات؛ الثانوي العالي لمدة ثلاث سنوات. في الصف الثاني عشر، يجري الطلاب امتحانات حكومية، والتي يشار إليها أيضاً كامتحانات مغادرة المدرسة.
حلّت أوكرانيا في المرتبة 55 في مؤشر الابتكار العالمي عام 2023، وتراجعت للمركز 60 في مؤشر عام 2024.

### الجامعات
يتم القبول في الجامعات الحكومية بعد ذلك بناء على نتائج هذه الامتحانات.
يشمل نظام التعليم العالي الأوكراني مؤسسات التعليم العالي، والمرافق العلمية والمنهجية في إطار القانون الاتحادي، والبلدي وهيئات الحكم الذاتي المسؤولة عن التعليم. تنظيم التعليم العالي في أوكرانيا مبني وفقاً لهيكل التعليم في بلدان العالم المتقدمة، كما تم تعريفه من قبل منظمة اليونسكو والأمم المتحدة.

## البنية التحتية

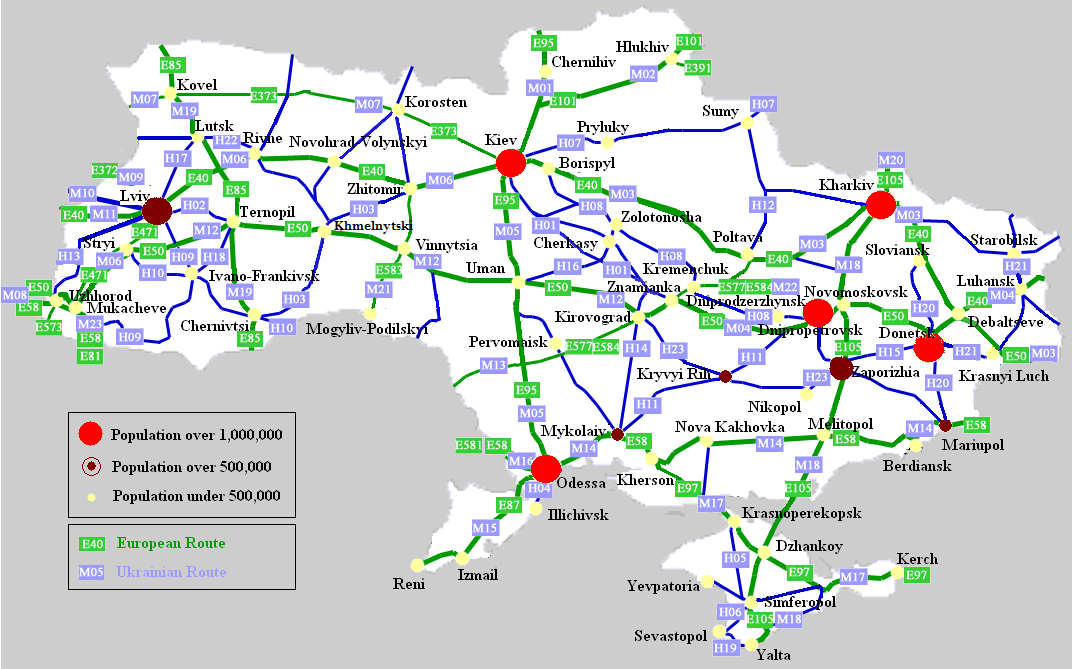
شبكة الطرق في أوكرانيا

لا تزال معظم شبكة الطرق الأوكرانية على حالها منذ الحقبة السوفيتية، والتي عفا عليها الزمن الآن. تعهدت الحكومة الأوكرانية ببناء 4,500 كيلومتر (2800 ميل) من الطرق السريعة بحلول عام 2012. في المجموع، تمتد الطرق المعبدة الأوكرانية بطول 164,732 كم (102,360 ميل). تلعب السكك الحديدية في أوكرانيا دوراً في ربط جميع المناطق الحضرية الكبرى، ومرافق الموانئ والمراكز الصناعية في البلدان المجاورة.
يقع أكثر تركيز مسار خط السكك الحديدية في منطقة دونباس. على الرغم من أن كمية البضائع المنقولة بواسطة السكك الحديدية انخفضت بنسبة 7.4% في عام 1995 بالمقارنة مع عام 1994، إلا أن أوكرانيا لا تزال واحدة من أكثر المستخدمين في العالم لخطوط السكك الحديدية. يصل الطول الإجمالي لمسار خط سكة الحديد في أوكرانيا 22,473 كم (13964 ميل)، منها 9,250 كيلومتر (5750 ميل) يعمل على الكهرباء.
أوكرانيا هي واحدة من أكبر مستهلكي الطاقة في أوروبا، حيث تستهلك ما يقرب من ضعف الطاقة في ألمانيا، لكل وحدة من الناتج المحلي الإجمالي. تتوفر حصة كبيرة من الطاقة في أوكرانيا من الطاقة النووية، حيث تحصل على الوقود النووي من روسيا. كما يتم استيراد النفط والغاز، من الاتحاد السوفيتي السابق. تعتمد أوكرانيا اعتمادا كبيرا على طاقتها النووية. تقع أكبر محطة للطاقة النووية في أوروبا، محطة زابوريجيا النووية لتوليد الطاقة، في أوكرانيا.
في عام 2006، خططت الحكومة لبناء 11 مفاعلاً جديداً بحلول عام 2030، مما سيضاعف في الواقع من الكمية الحالية من قدرة الطاقة النووية. قطاع الطاقة في أوكرانيا يحتل المرتبة الثانية عشر في العالم من حيث السعة المثبتة، بمقدار 54 غيغاواط. لا يزال دور الطاقة المتجددة متواضعا للغاية في إنتاج الكهرباء. في عام 2007، بلغت حصة الفحم والغاز في توليد الطاقة 47.4 ٪ (غاز حوالي 20 ٪)، 47.5 ٪ من الطاقة النووية (92.5 تيراواط ساعة)، و 5 ٪ من الطاقة المائية.

## التصنيفات الدولية
| منظمات                        | الدراسة                    | ترتيب      |
| ----------------------------- | -------------------------- | ---------- |
| معهد الاقتصاد والسلام         | مؤشر السلام العالمي        | 82 من 144  |
| برنامج الأمم المتحدة الإنمائي | مؤشر التنمية البشرية       | 85 من 182  |
| الشفافية الدولية              | مؤشر الفساد                | 146 من 180 |
| المنتدى الاقتصادي العالمي     | تقرير التنافسية العالمية   | 82 من 133  |
| مؤشر الابتكار العالمي         | مؤشر الابتكار العالمي-2023 | 55         |

## هوامش
- ملاحظة 1 وتكتب أُكرانيا[227][228]، أمَّا الواو في أوكرانيا فهي مهملة لا تلفظ مثل واو أولي وأولئك.

## وصلات خارجية
- الموقع الرسمي لأوكرانيا
- الاستثمار في أوكرانيا
- رئيس أوكرانيا
- موقع الحكومة الأوكرانية
- موقع البرلمان الأوكراني
- قائد الدولة ووزراء الحكومة
- الدراسة في أوكرانيا